# Menorá

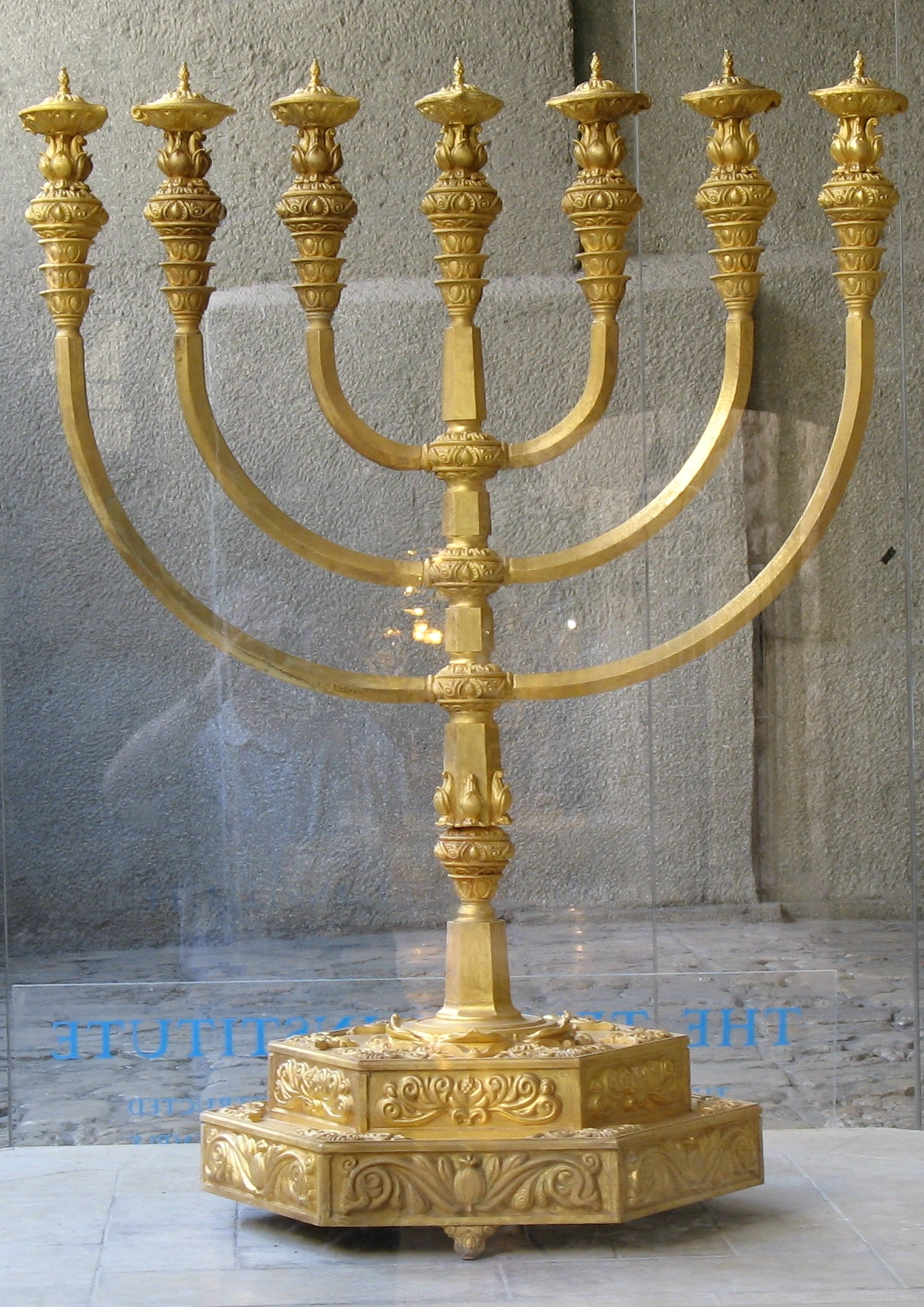
Reconstrucción de la menorá del Templo de Jerusalén, creada por el Instituto del Templo en Israel.

La menorá (en hebreo: מנורה‎; lit. lámpara) es el candelabro o lámpara de aceite de siete brazos propia de la cultura hebrea, descrita en la Biblia en el libro del Éxodo. Se trata de uno de los objetos rituales más importantes del judaísmo y uno de sus símbolos más antiguos, ya que remonta a la época inmediatamente posterior a la salida de Egipto, cuando las doce tribus al mando de Moisés acamparon al pie del monte Sinaí para recibir la Torá. Junto con el tabernáculo y el Arca de la Alianza, la primera menorá fue diseñada por Yahvé y ejecutada por el hábil artesano judío Bezalel.
Según los libros de Zacarías e Isaías, la menorá es símbolo del espíritu divino:

El alma del hombre es la lámpara de Dios Nosotros somos los que debemos encender las lámparas, lo que nos enseña que es nuestra responsabilidad hacer lo que sea necesario. Si servimos a Dios, incluso ese poquito, «estamos encendiendo nuestras propias lámparas, nuestras almas». Entonces Dios nos ayudará asegurándose de que la llama nunca se apague.
Rebbe Najman de Breslov

De acuerdo con la Biblia, la menorá fue colocada en el Tabernáculo y luego en el Templo de Jerusalén. Allí, delante del Santo de los Santos, había un candelabro de oro purísimo, labrado a martillo, que tenía siete brazos, en cada uno de los cuales ardía una luminaria.
En el Nuevo Testamento también encontramos la menorá, precisamente es en el libro de Apocalipsis donde se la describe.
Además de la descripción bíblica y otras referencias literarias, como las obras de Flavio Josefo, se conservan varias representaciones pictóricas o epigráficas. Una de las más antiguas es la que aparece en el bajorrelieve del Arco de Tito, en la vía Sacra del Foro Romano, construido en el año 82 para conmemorar la toma de Jerusalén en el año 70. Dicha representación muestra el triunfo del vencedor, portando la menorá como trofeo.
Algunas veces la menorá es confundida con la januquiá, candelabro de nueve brazos empleado en la festividad de las luminarias (Janucá); sin embargo, la cantidad de brazos, la función y el origen son muy diferentes.
Usada como símbolo del judaísmo en sinagogas y lápidas desde la antigüedad, es actualmente uno de los símbolos del moderno Estado de Israel y aparece de manera destacada en su escudo desde 1948.

## Orígenes, construcción y uso

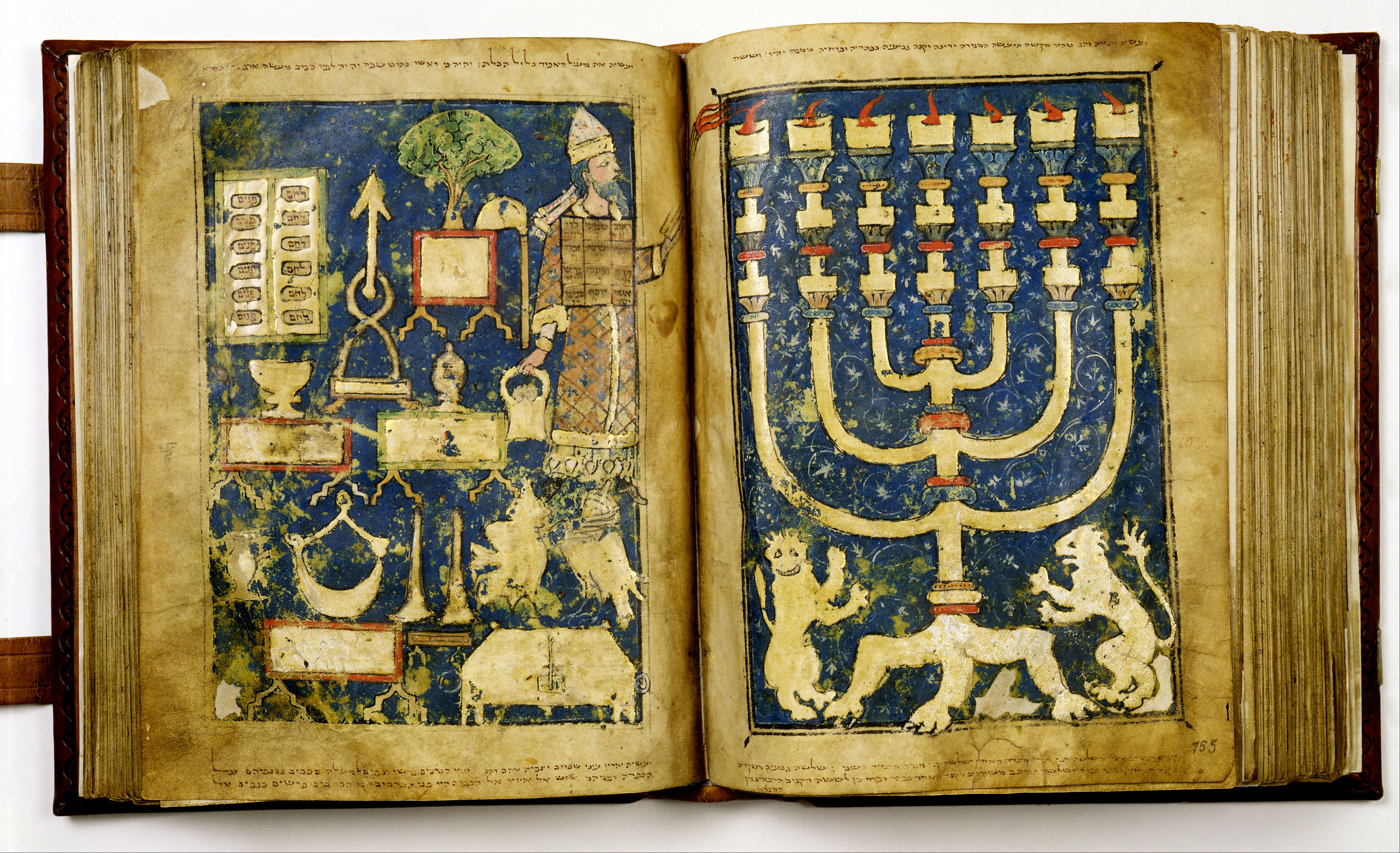
Sumo sacerdote de Israel con los implementos del Templo de Jerusalén, entre los que destaca la menorá. Pentateuco de Ratisbona, Baviera, 1300.

La menorá constaba de una base que soportaba una caña principal o eje vertical del cual se desprendían seis brazos, tres de cada lado. El candelabro era una unidad de oro puro, macizo y labrado a martillo. Los seis brazos laterales se curvaban de modo tal que alcanzaran la misma altura que el eje vertical, de manera que las luminarias de los siete brazos eran equidistantes y formaban una línea horizontal. Su función de servir como signo de adoración en el Tabernáculo, el santuario portátil erigido por Moisés en el desierto, y años más tarde, en el Templo de Jerusalén. Para la menorá se empleaba el más puro aceite de oliva, cambiado a diario para mantener vivas sus luces.
La descripción, puesta en boca de Yahveh, es la siguiente: 

« 31 Harás además un candelabro de oro puro. El candelabro, su base y su caña han de hacerse labrados a martillo; sus copas, sus cálices y sus flores serán de una pieza con él. 32 Y saldrán de sus lados seis brazos: tres brazos del candelabro de uno de sus lados y tres brazos del candelabro del otro lado. 33 Habrá tres copas en forma de flor de almendro en un brazo, con un cáliz y una flor; y tres copas en forma de flor de almendro en el otro brazo, con un cáliz y una flor; así en los seis brazos que salen del candelabro. 34 Y en la caña del candelabro habrá cuatro copas en forma de flor de almendro, con sus cálices y sus flores. 35 Y habrá un cáliz debajo de los dos primeros brazos que salen de él, y un cáliz debajo de los dos siguientes brazos que salen de él, y un cáliz debajo de los dos últimos brazos que salen de él; así con los seis brazos que salen del candelabro. 36 Sus cálices y sus brazos serán de una pieza con él; todo ello será una sola pieza de oro puro labrado a martillo. 37 Entonces harás sus siete lámparas; sus lámparas serán levantadas de modo que alumbren el espacio frente al candelabro. 38 Y sus despabiladeras y sus platillos serán de oro puro. 39 El candelabro, con todos estos utensilios, será hecho de un talento de oro puro. 40 Y mira que los hagas según el diseño que te ha sido mostrado en el monte». —Éxodo 25:31-40.

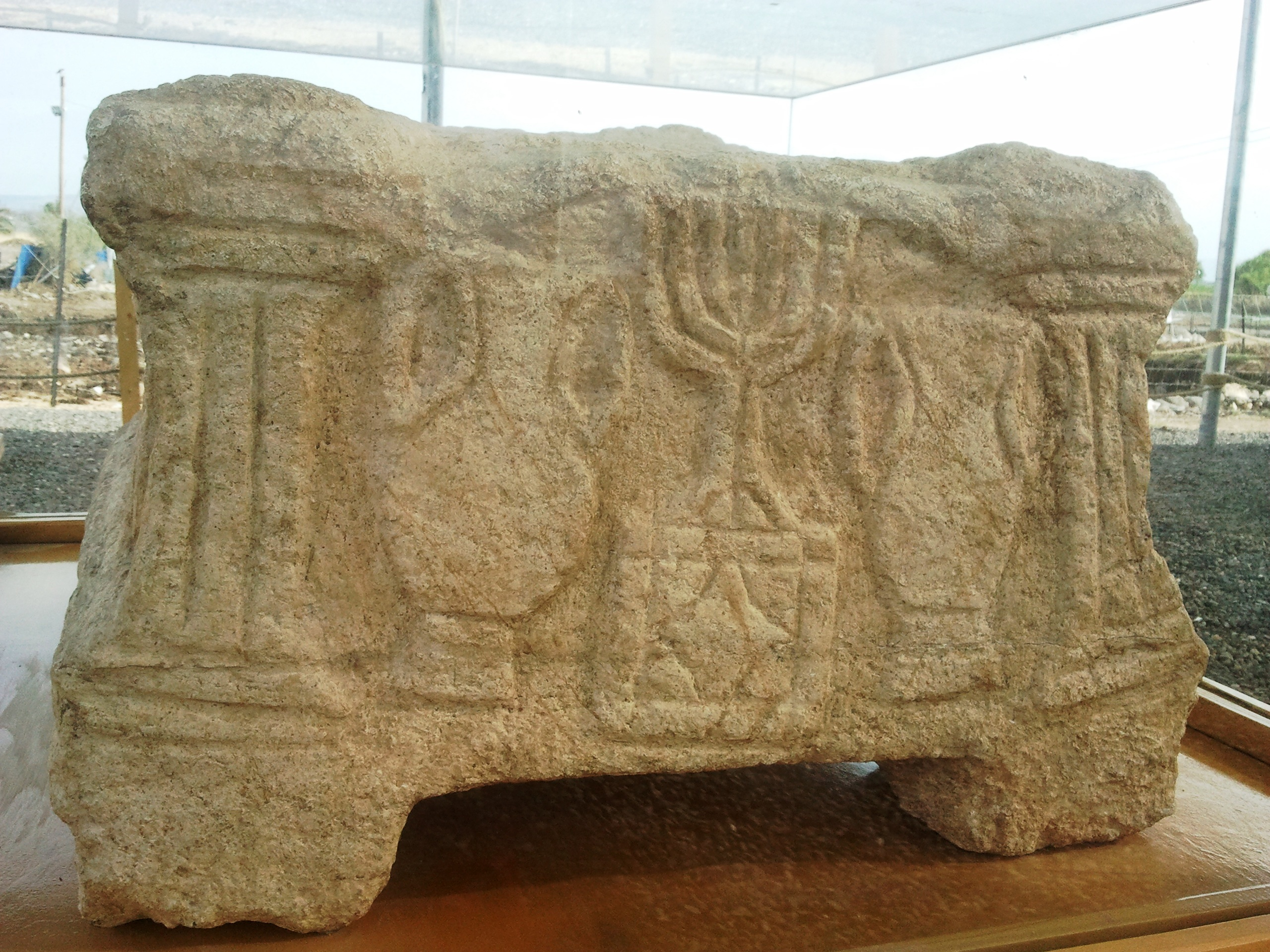
Arte hebreo. Bloque de Magdala, primeras décadas del siglo I d. C.

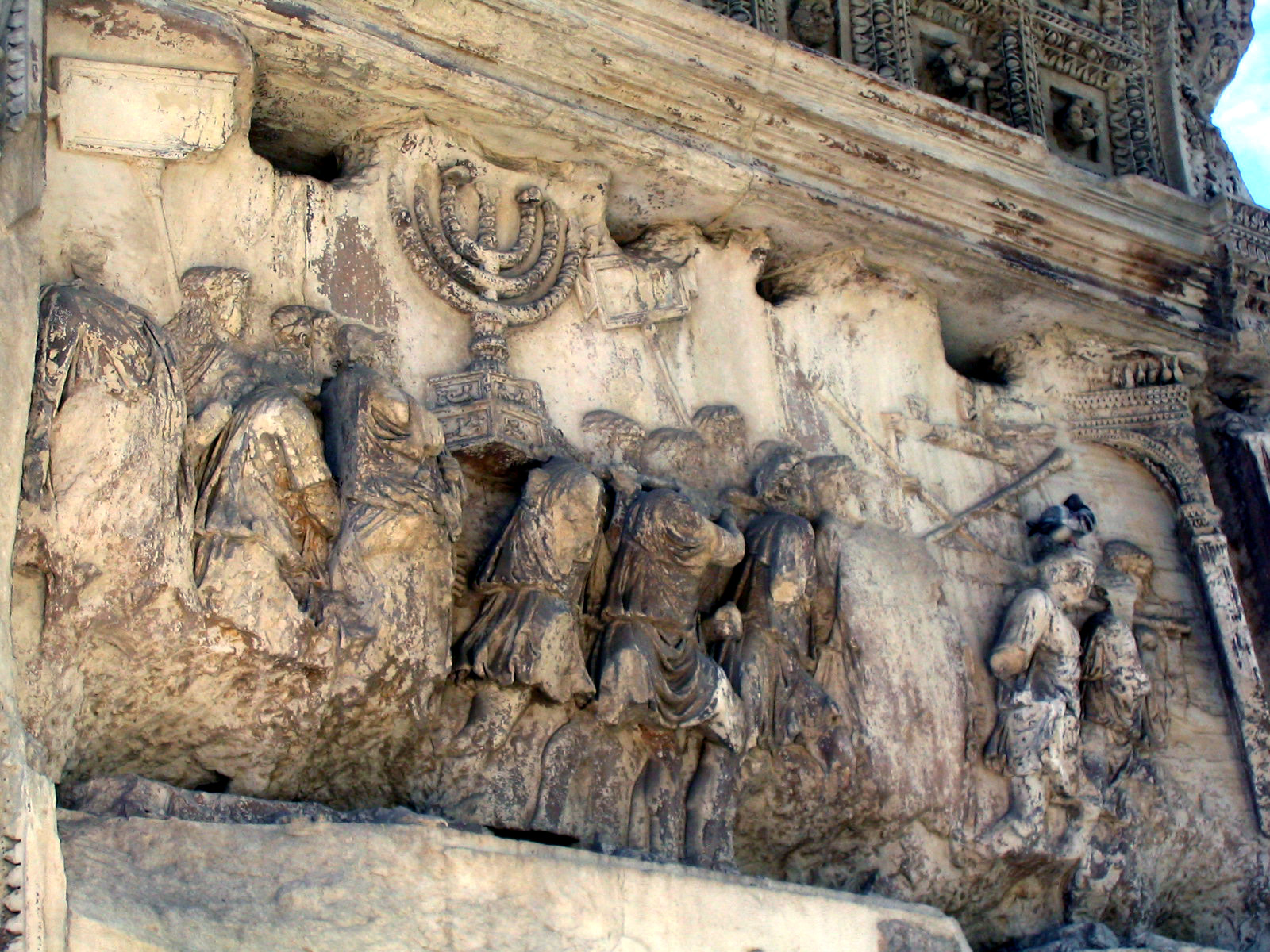
La Menorá en la procesión con los expolios del Templo de Jerusalén. Relieve del Arco de Tito, Roma, Italia.

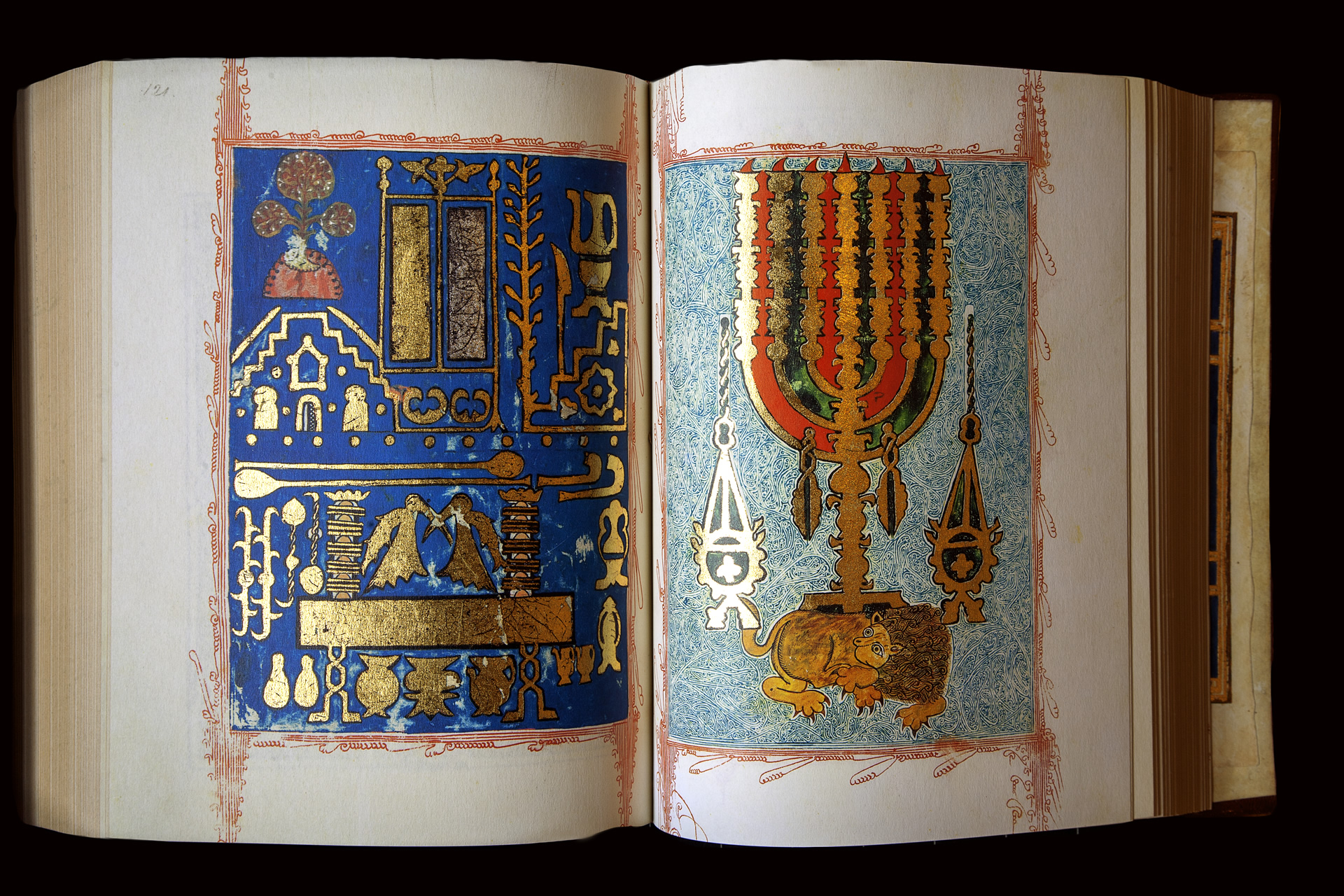
Biblia Kennicott, manuscrito sefardí, 1476: Implementos del Templo, incluyendo la menorá.

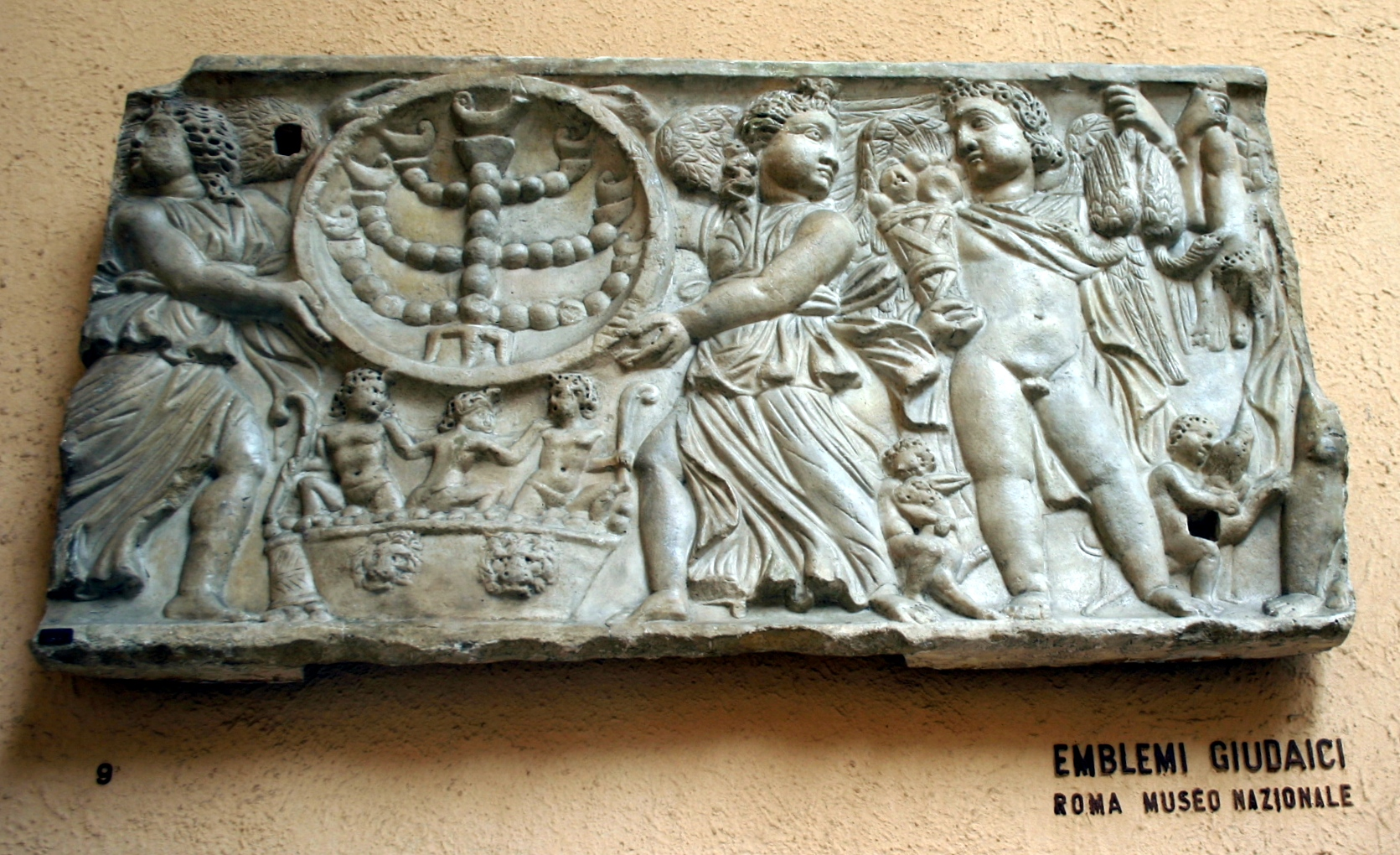
Relieve judeo-romano con menorá portada por querubines clásico-tardíos, siglos II-III.

En numerosas representaciones, los brazos de la menorá presentan forma semicircular, pero Rashi y Maimónides interpretaron que eran rectilíneos. Y, de hecho, incluso antes de tales interpretaciones, candelabros rectilíneos de siete brazos fueron representados tanto en un relieve cincelado en piedra en Tamra (Israel) como en las pinturas de la Sinagoga de Dura Europos (Siria). Considerando la descripción sumamente botánica que provee la Biblia acerca de la menorá, conviene mencionar que en el Levante mediterráneo (Cercano Oriente) existe una planta llamada Moriá (Salvia palaestina), de configuración rectilínea y provista además de cálices todos ellos análogos a aquellos de la menorá, por lo que se sospecha que dicha planta bien pudo haber sido la fuente visual de inspiración en lo que respecta a su configuración.
Un número considerable de representaciones judías de la menorá, realizadas durante la época en la que el Templo aún existía, presentan versiones bastante distintas de aquella que figura en el Arco de Tito de Roma. El candelabro representado en el monumento posee una base escalonada que no es para nada consonante con las tres patas de la menorá a las que la Torá de hecho sí se refiere. Peor aún, el candelabro en el relieve de los romanos presenta en su base formas híbridas, cuyos referentes se encuentran en la mitología grecolatina y en los motivos visuales empleados por esas culturas: en un contexto judío, esas formas híbridas implicarían nada más ni nada menos que idolatría. Algunas fuentes, tales como Likkutei Sichos (vol. 21), sostienen que el candelabro en el monumento de Tito fue representado por un artista pagano que no conocía la forma de la menorá. A eso se le agregan las diferentes interpretaciones rabínicas de la menorá, cosa que ha dado lugar a muy diversas nociones e incluso versiones en la realización de la menorá.
No obstante, la evidencia arqueológica y representaciones hechas por artistas familiarizados con la menorá indican que sus brazos no eran semicirculares ni rectilíneos, sino elípticos o poligonales.
Hasta 2009, la más temprana representación de la menorá del Templo era el relieve exhibido en el Arco de Tito, conmemorando su desfile en Roma luego de la destrucción de Jerusalén en 70 d. C. Sin embargo, en Magdala en 2009 fueron descubiertas bajo tierra las ruinas de una sinagoga provistas de recubrimientos cerámicos diversos. Dentro de las ruinas de la sinagoga se descubrió un bloque de piedra rectangular con diversos motivos ornamentales y, entre ellos, la representación del candelabro hebreo con sus siete brazos. Dicha imagen difiere considerablemente de aquella en el Arco de Tito. La menorá de Magdala probablemente fue cincelada por un testigo ocular de la menorá presente en ese momento en el Templo de Jerusalén. Cuando se la observa de cerca, la menorá de Magdala posee brazos que son poligonales, no redondos, una base no escalonada, sino triangular.
Como se ha mencionado, durante la existencia del Templo de Jerusalén, el recinto sagrado contenía una menorá, alimentada por aceite de oliva y que permanecía encendida continuamente. Cuando el Sumo Sacerdote de los israelitas ingresaba al Templo, la menorá se encontraba sobre el lado izquierdo del santuario.
Las lámparas de la menorá estaban colocadas al final de cada brazo. Eran encendidas diariamente gracias al empleo de aceite de oliva consagrado, que se usaba desde la tarde hasta la mañana. El historiador judeo-romano Flavio Josefo, que detectaba ecos paganos en la menorá, escribió además que tres de sus siete lámparas permanecían encendidas incluso durante el día; pero, según el Talmud (Rashi, Tratado Shabbat 22b), eso solo se aplicaba a la lámpara central de la menorá, que recibía exactamente la misma cantidad de aceite que las demás. Aunque todas las demás lámparas terminaban por extinguirse, la central permanecía siempre encendida, a pesar de haber sido la primera en haber sido encendida. Tal milagro, según el Talmud (Tratado Menahot 86b), era interpretado como un signo de que la Presencia Divina (Shejiná) permanecía junto a Israel. Dada su ubicación, a la mencionada lámpara se la conocía como "Lámpara Occidental", e incluso se la llamaba "Lámpara de Dios" (Ner Elohim).
Existe también una teoría que especula con la idea de que la menorá podría tener su origen en el árbol de la vida que simboliza a la diosa madre Asherah. Sin embargo, conviene recordar que en el Pentateuco, la menorá es una manifestación de la voluntad de Dios y por consiguiente queda disociada de cualquier simbolismo politeísta.

## La destrucción del Templo de Jerusalén y sus efectos
El candelabro de siete brazos del primer Templo de Jerusalén fue llevado, junto con otros tantos, a Babilonia por las tropas invasoras bajo el mando de Nebuzaradán. Algo semejante ocurrió con aquellos del Templo edificado por Zorobabel y que fueron robados por Antíoco Epifanes, pero subsecuentemente restaurados por los Macabeos.
El destino de la menorá usada en el segundo Templo de Jerusalén es incierto. La suerte corrida por el dorado utensilio fue registrada por Josefo, quien indica que fue llevada a Roma y exhibida como trofeo por Vespasiano y Tito; acto seguido la menorá fue depositada en el romano Templo de la Paz. Probablemente la menorá fue robada por los vándalos en su saqueo de Roma en 455 d. C., y llevada a su capital, Cartago. Aparentemente el ejército bizantino bajo el mando del general Belisario la recuperó en 533 d. C. y la transportó a Constantinopla. Según Procopius, la menorá fue exhibida por las calles de Constantinopla y luego retornada a Jerusalén, donde no hubo ningún registro al respecto.
Tras la destrucción del Templo (70 d. C.), ningún candelabro de siete brazos llegó a tener una importancia comparable con aquella de su predecesor bíblico. Sin embargo, su presencia —tanto en las sinagogas como en el arte judío— sigue aun siendo simbólica y reminiscente de la menorá del Templo de Jerusalén. 
Al recordar la santidad del Templo, algunas autoridades rabínicas evitaron que se reprodujera la menorá original del Templo y, a raíz de ello, en no pocas sinagogas los candelabros de uso regular o lámparas para iluminar la sinagoga suelen presentar seis o incluso menos brazos que la menorá de los tiempos bíblicos. Con todo, la menorá es una constante en el arte hebreo y desde hace -por lo menos- veintiún siglos.

## Simbolismo

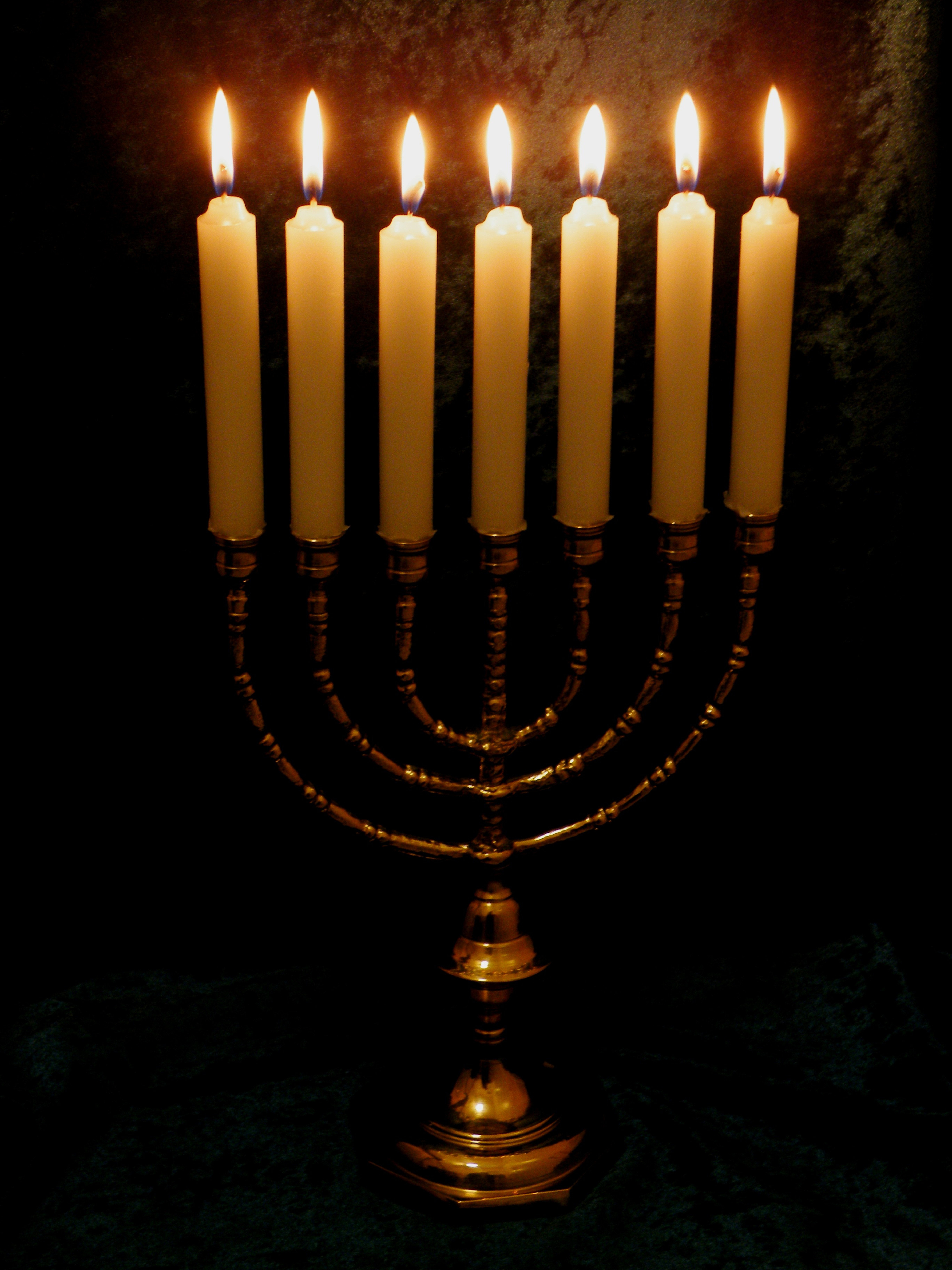
Menorá sefardí de bronce,. El ejemplo ilustrado emplea velas en vez de aceite.

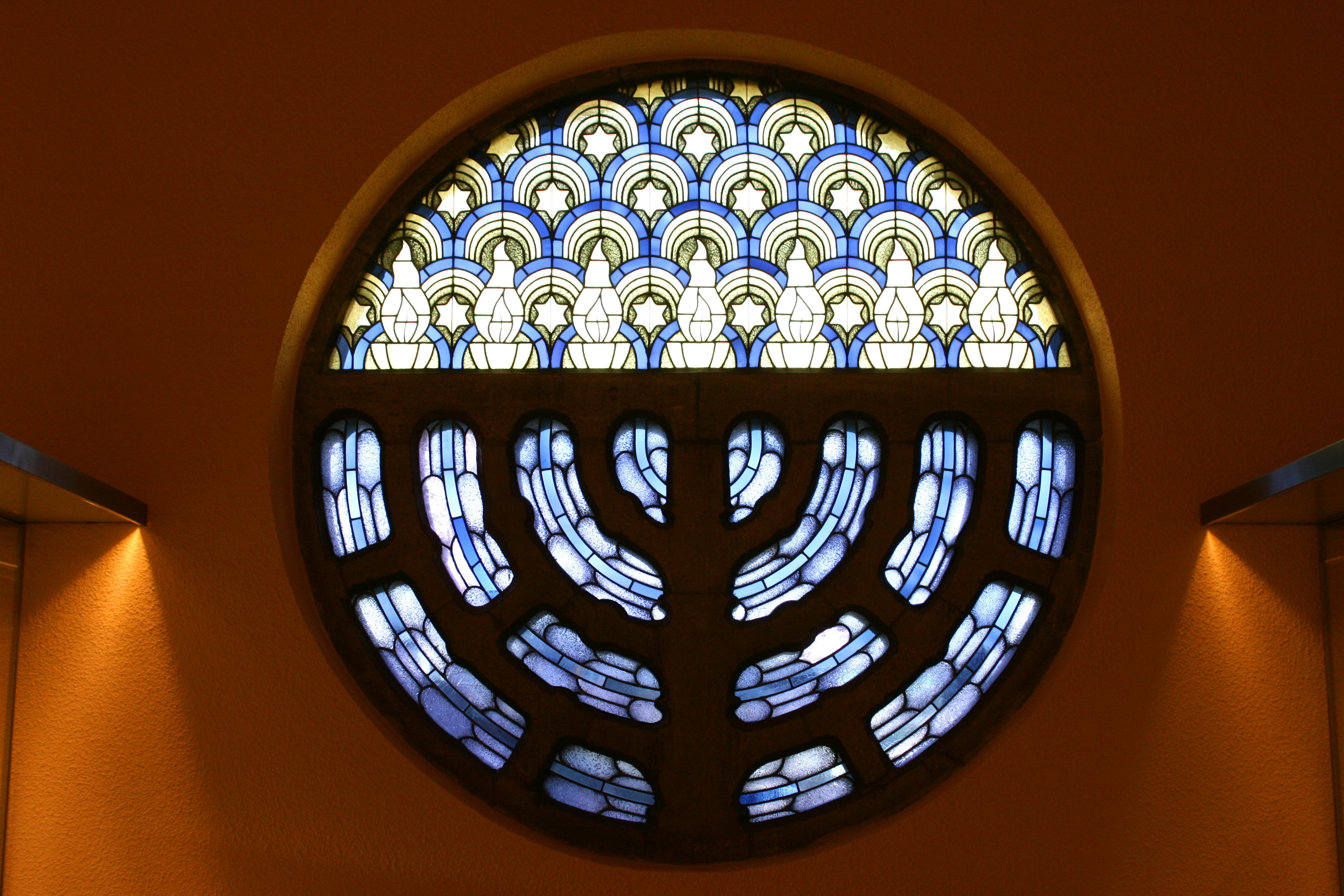
Vitral de la Sinagoga de Essen, Alemania, 1913.

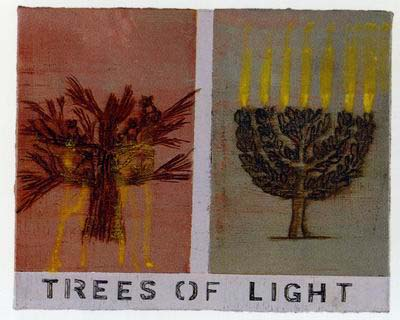
Michal Na'aman, Árboles de Luz, técnica mixta,1993. Museo de Israel, Jerusalén.

La menorá del Templo de Jerusalén simbolizaba la iluminación universal. Las siete lámparas aluden a las ramas del conocimiento humano, representadas por los brazos del candelabro inclinados ligeramente hacia adentro y guiados simbólicamente por Dios, representado por la lámpara central.
Nadia Julien afirma que el candelabro de los siete brazos es "el símbolo de la palabra de Dios", su luz, aquella de la "santa iluminación", es decir, del "espíritu de la verdad".
A ello se ajusta también una teoría fundada en una profecía de Isaías y que interpreta la menorá en términos puramente espirituales; según ella los brazos del candelabro representan:
- 1. El Espíritu de Dios (brazo que se encuentra en el centro)
- 2-3. Espíritu de sabiduría y de inteligencia (brazos a cada lado del central)
- 4-5. Espíritu de consejo y de poder (los que se ubican respectivamente en el centro de cada lado)
- 6-7. Espíritu de conocimiento y de temor a Dios (los que se hallan a cada extremo del candelabro).

Ello tiene su base en los términos acerca del candelabro de siete brazos expresados por el ya mencionado profeta hebreo:

« Y sobre él reposará el Espíritu del Señor,

espíritu de sabiduría y de inteligencia,

espíritu de consejo y de poder,

espíritu de conocimiento y de temor del Señor. ». —Isaías 11:2.

Es posible que la menorá sea también simbólica de la zarza ardiente percibida por Moisés en el Monte Horeb. Para Juan Eduardo Cirlot la menorá posee una clara dimensión cósmico-mística.
Udo Becker sostiene que la menorá es un símbolo de luz espiritual así como también un símbolo de redención, no exento de significación cósmica, dado que alude a los siete planetas y a los siete cielos.
Clemente de Alejandría y Filón el Judío afirmaron que las siete lámparas de la dorada menorá representaban los siete planetas clásicos y en este orden: la Luna, Mercurio, Venus, el Sol, Marte, Júpiter y Saturno. Tales pensadores se basan a su vez en las ya mencionadas ideas de Flavio Josefo.
Sin embargo, no resulta para nada difícil comprender que probablemente la menorá sea un símbolo esencialmente evocativo de la Creación que, como es sabido, tuvo lugar durante seis días, a los que debe agregársele el día en que el Dios descansó. Así como la caña vertical de la menorá posee una condición excepcional, del mismo modo el shabat, séptimo día de la semana hebrea y a su vez el día sagrado de la semana judía, es para el pueblo de Israel de cardinal importancia:

« 12 Guardarás el día de reposo para santificarlo, como el Señor Yahveh, tu Dios, lo ha mandado. 13 Seis días trabajarás y harás todo tu trabajo, 14 mas el séptimo día es día de reposo para el Señor Yahveh, tu Dios; no harás en él ningún trabajo, tú, ni tu hijo, ni tu hija, ni tu siervo, ni tu sierva, ni tu buey, ni tu asno, ni ninguno de tus animales, ni el forastero que está contigo, para que tu siervo y tu sierva también descansen como tú. 15 Y acuérdate que fuiste esclavo en la tierra de Egipto, y que el Señor Yahveh, tu Dios, te sacó de allí con mano fuerte y brazo extendido; por lo tanto, el Señor Yahveh, tu Dios, te ha ordenado que guardes el día de reposo ». —Deuteronomio 5:12-15.

## Configuración y diseño
Existe una variedad de diseños, desde los tradicionales a los modernos, básicos a sofisticados. También los materiales con que están hechos los candelabros pueden variar. Los hay de metal pero también de vidrio. Los brazos del candelabro no siempre mantienen el mismo radio de curvatura. Además los hay también con brazos rectos. Por lo general suelen presentar una luminaria central y tres más a cada lado de ésta. Mientras que los diseños, tamaños y materiales son variables, el requisito básico de toda menorá es que sus luminarias estén siempre ubicadas donde culminan los brazos del candelabro y que se encuentren todas a una misma altura. 

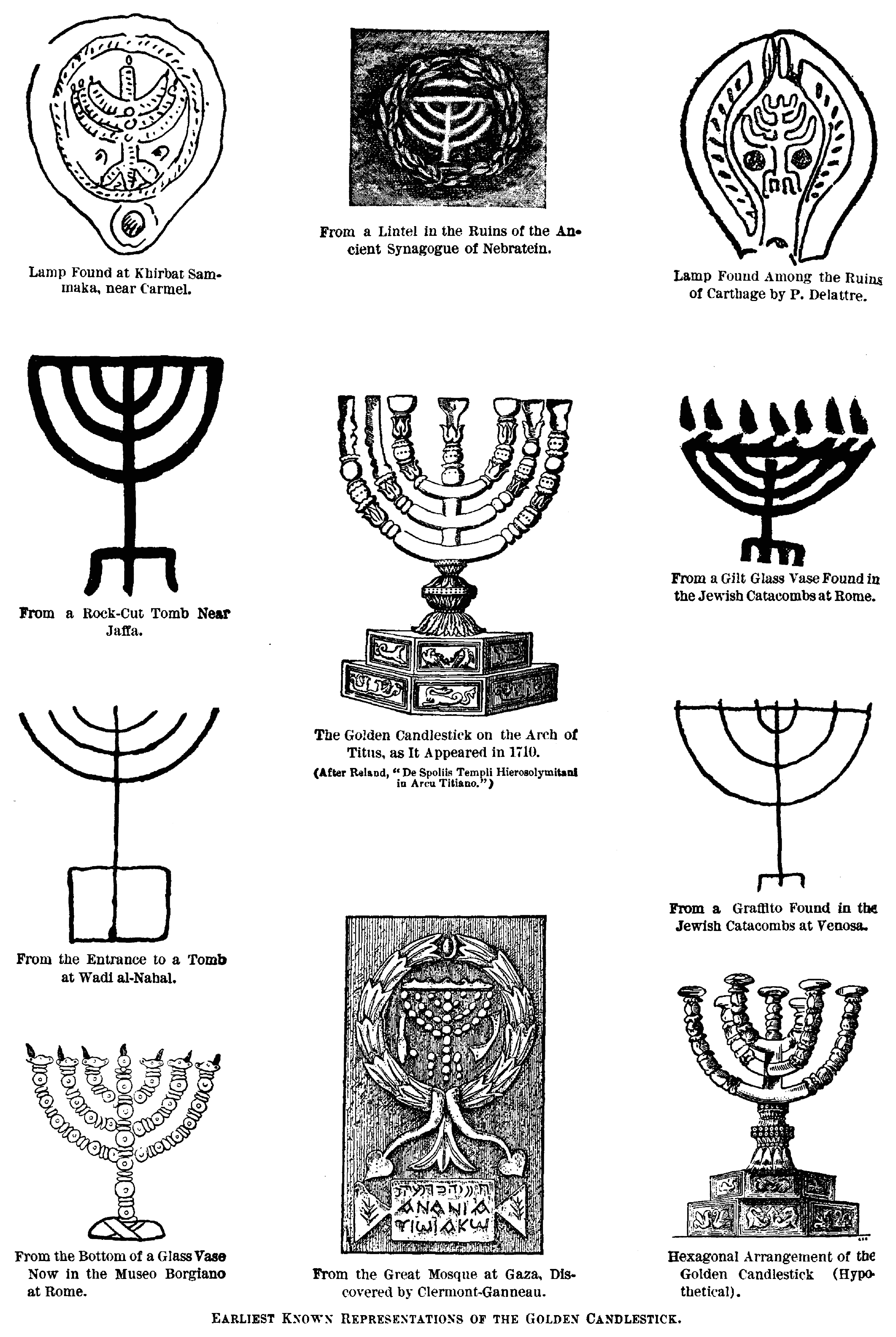
Las diferentes formas de menorá.
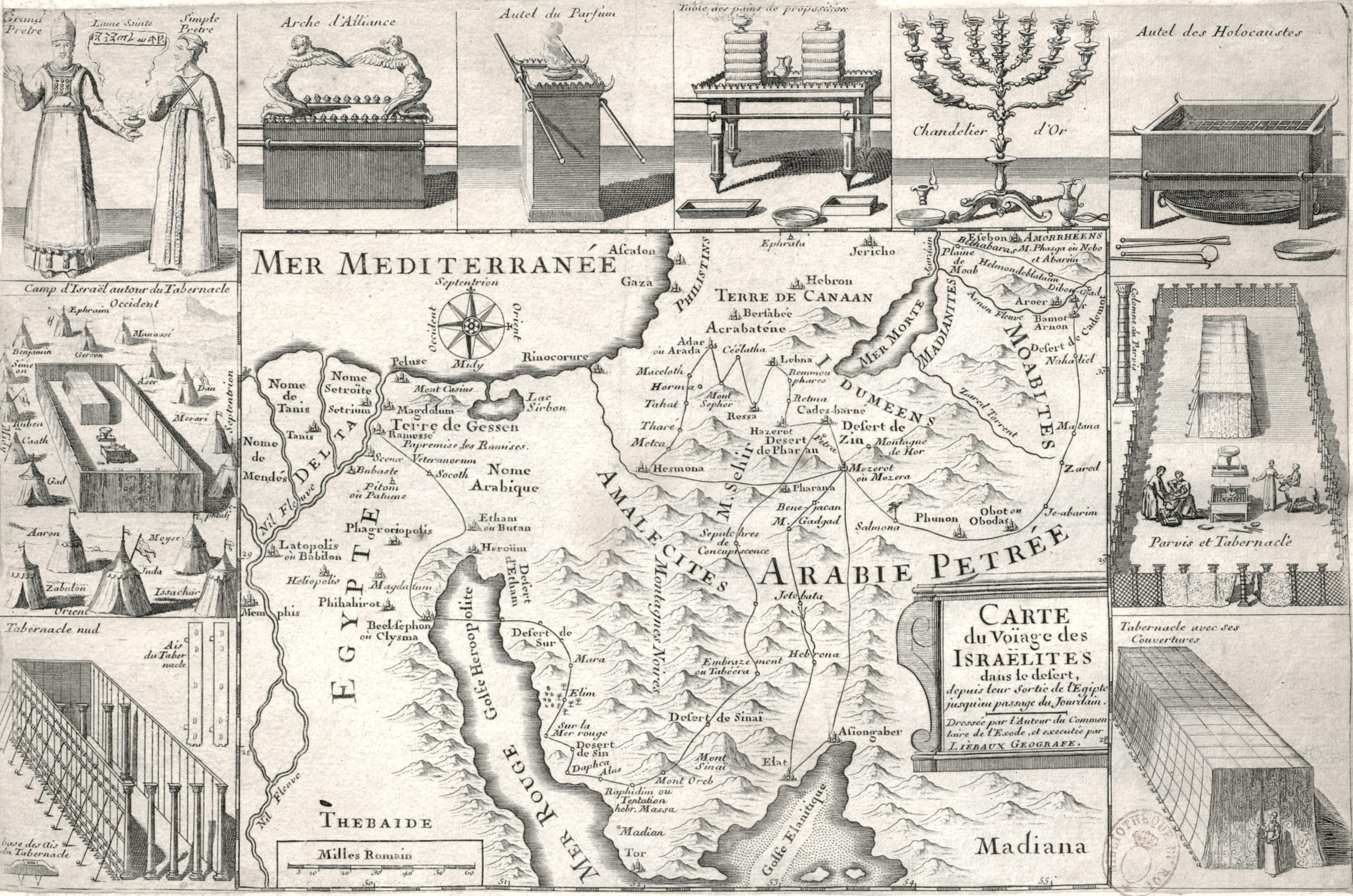
Jean-Baptiste Liébaux, Mapa del viaje de los israelitas desde su salida de Egipto hasta el Jordán, siglo XVII. Bibliothèque nationale de France, París.
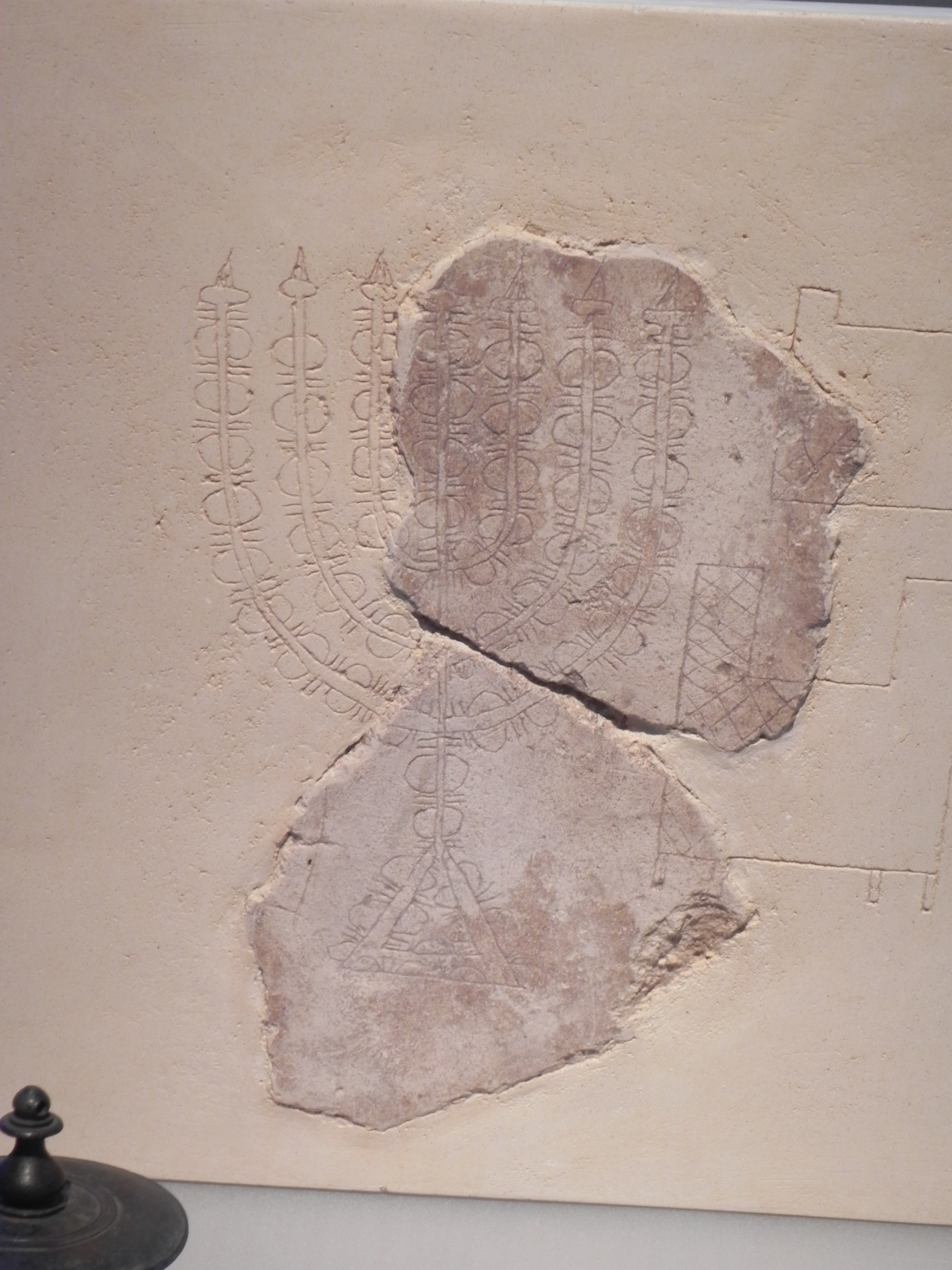
Incisión sobre calcáreo, siglo I a.d.C. Museo de Israel, Jerusalén.
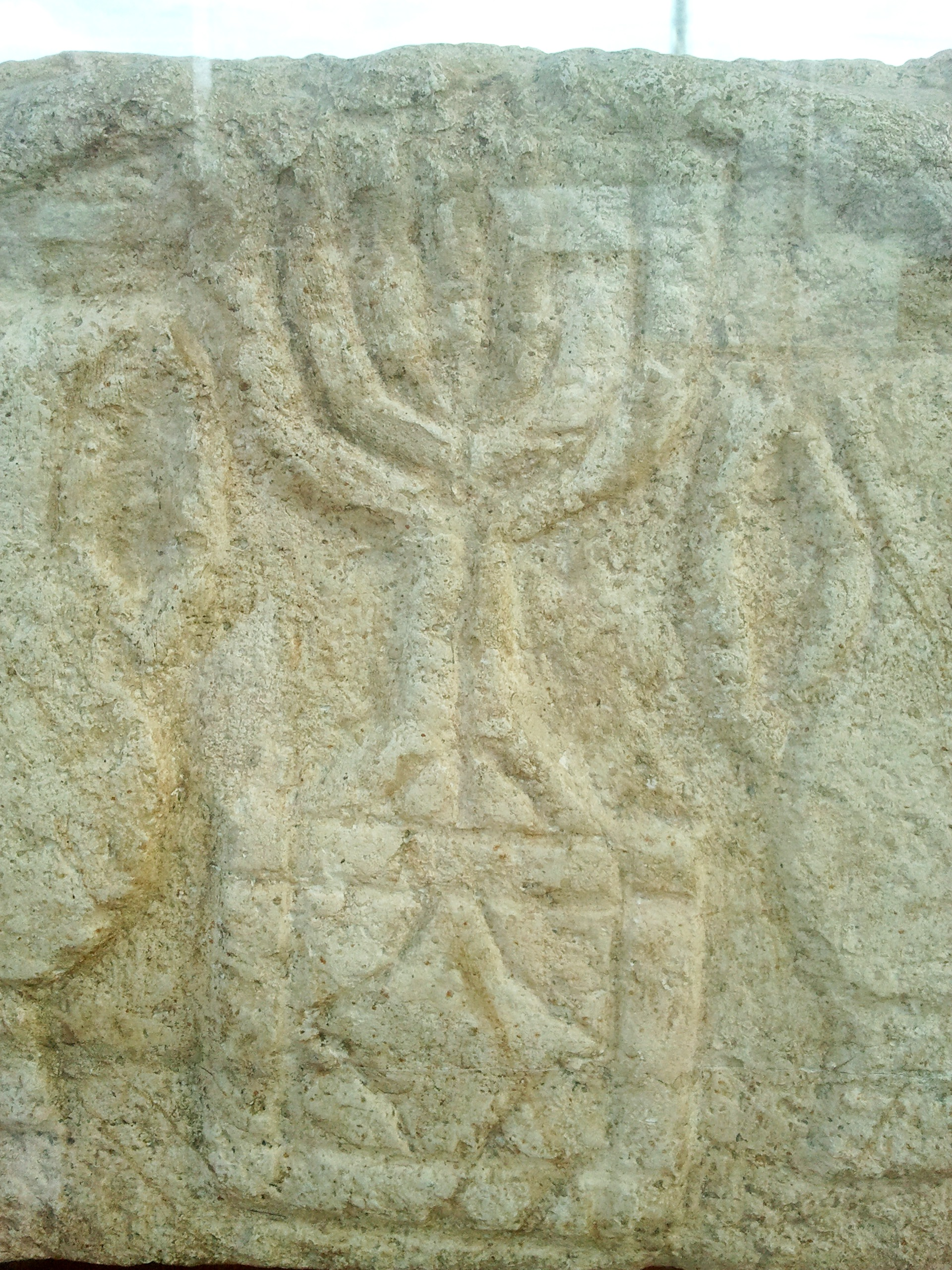
Relieve del bloque de Magdala, Galilea, Israel, inicios del siglo I d. C.
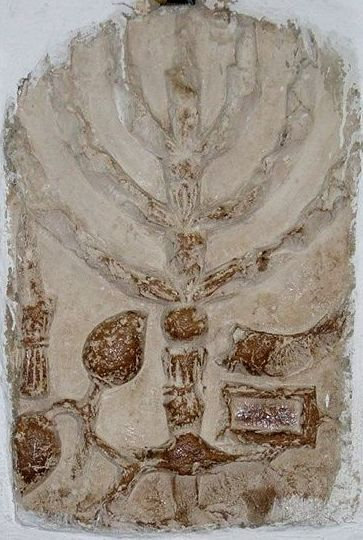
Estela de piedra del período del Segundo Templo de Jerusalén. Sinagoga Peki'in, Israel.
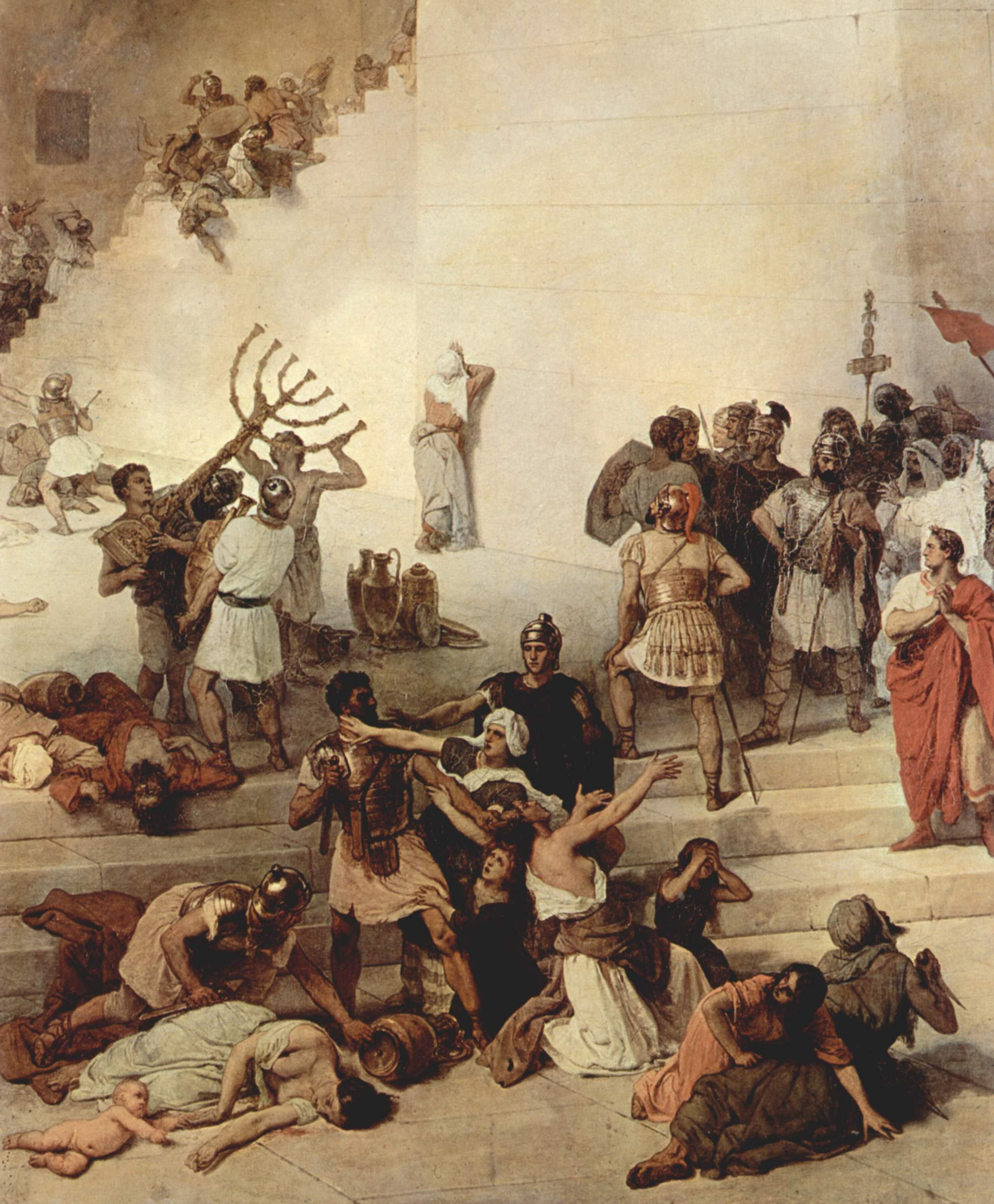
Saqueo de Jerusalén por las tropas romanas, 70 d. C. Detálle de óleo de Francesco Hayez (1867). Gallerie dell'Accademia, Venecia.
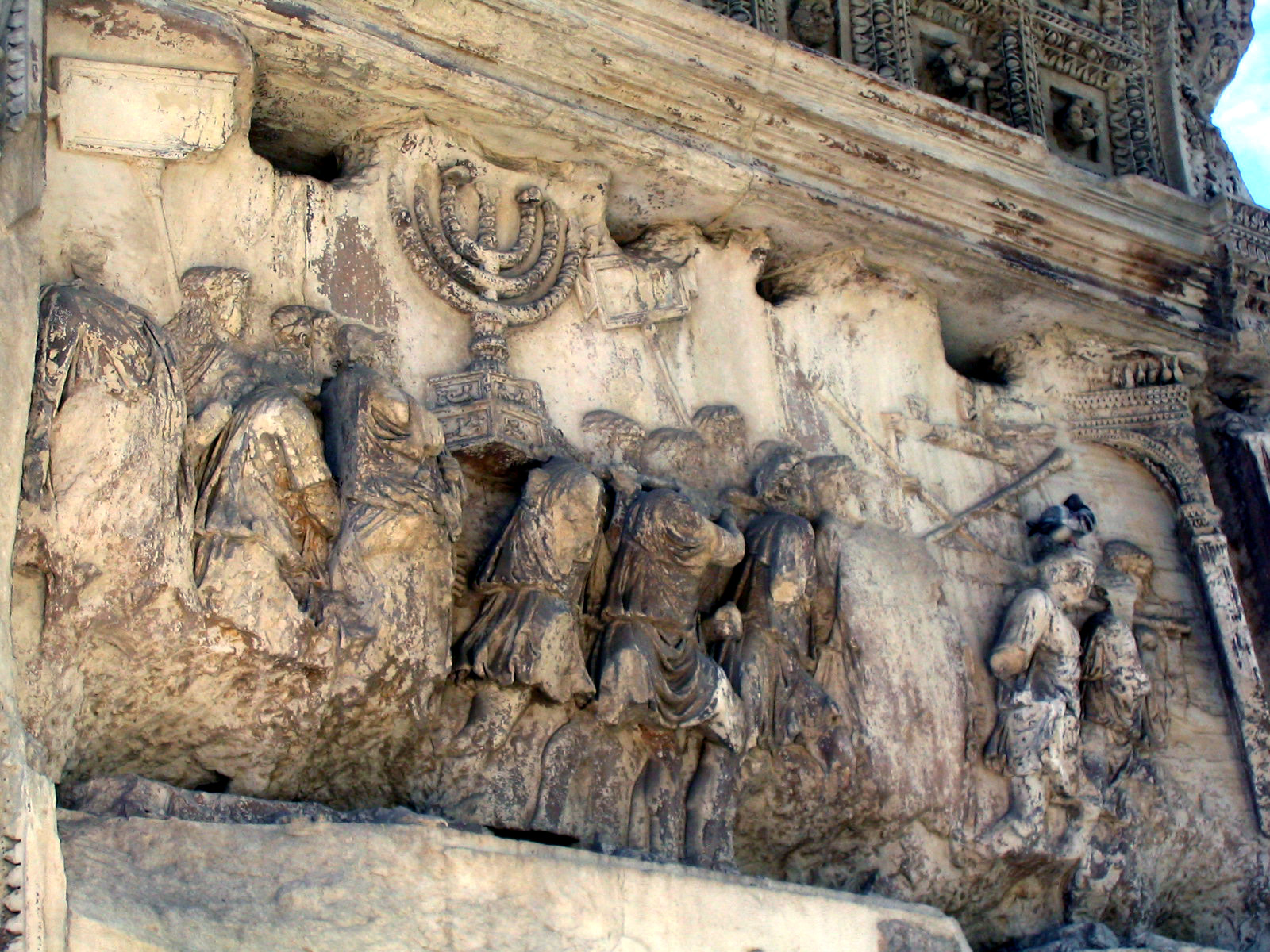
Procesión con los espolios del Templo de Jerusalén. Relieve del Arco de Tito, Roma, Italia.
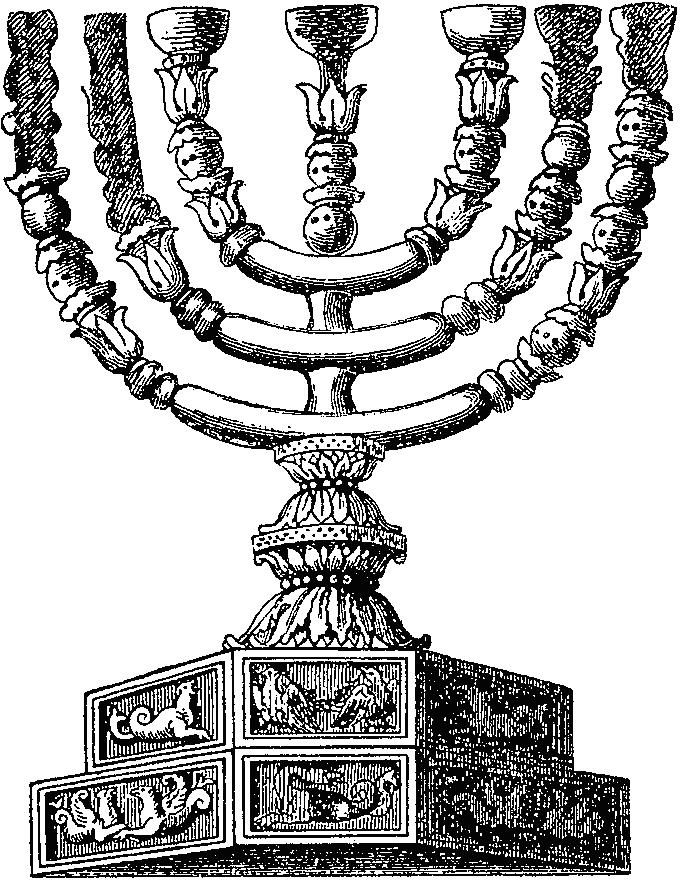
La menorá según está representada en el Arco de Tito.
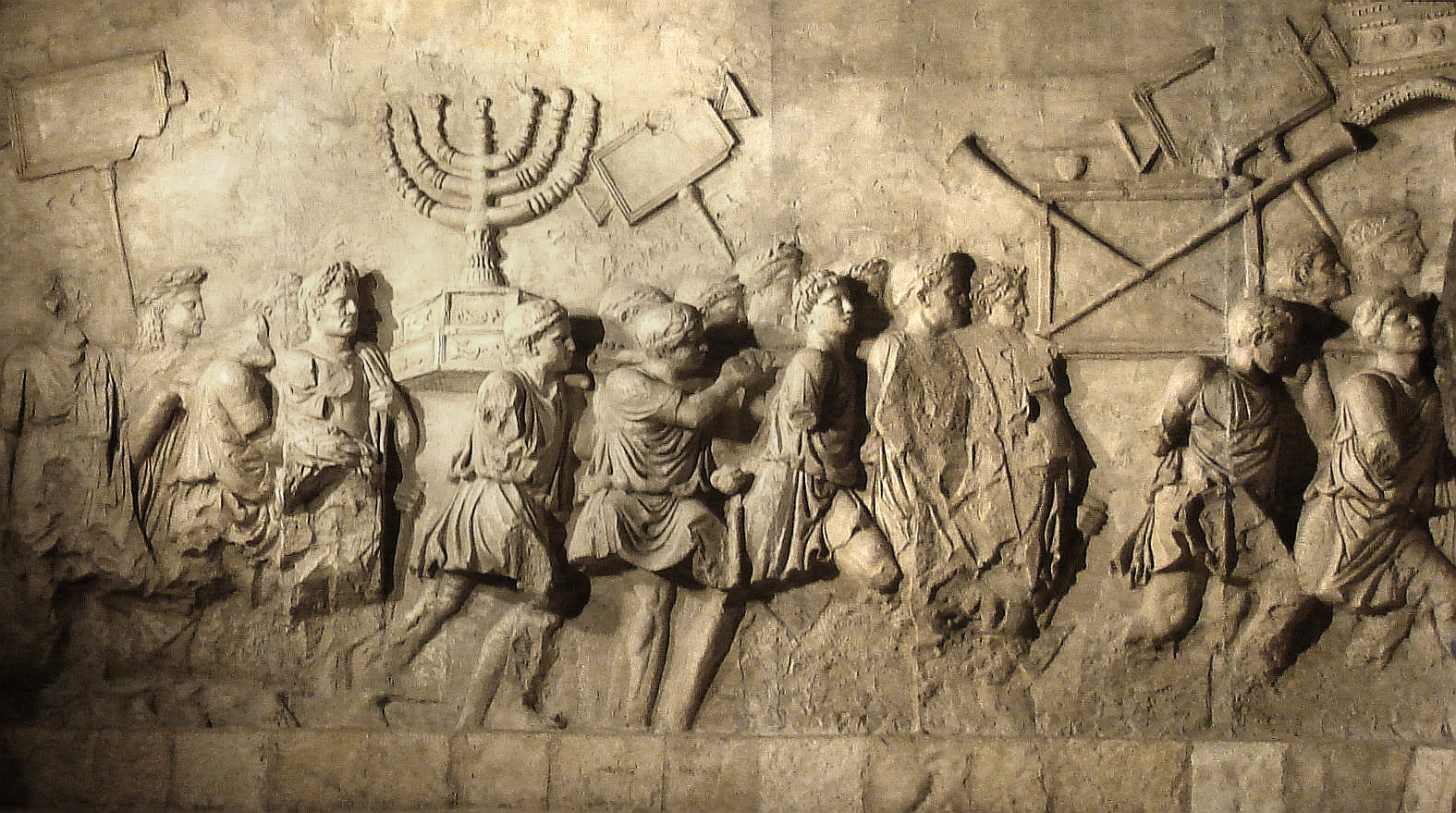
Espolios de Jerusalén (70 d. C.). Réplica del relieve el Arco de Tito (Roma), exhibida en Beth Hatefutsoth, Tel Aviv.
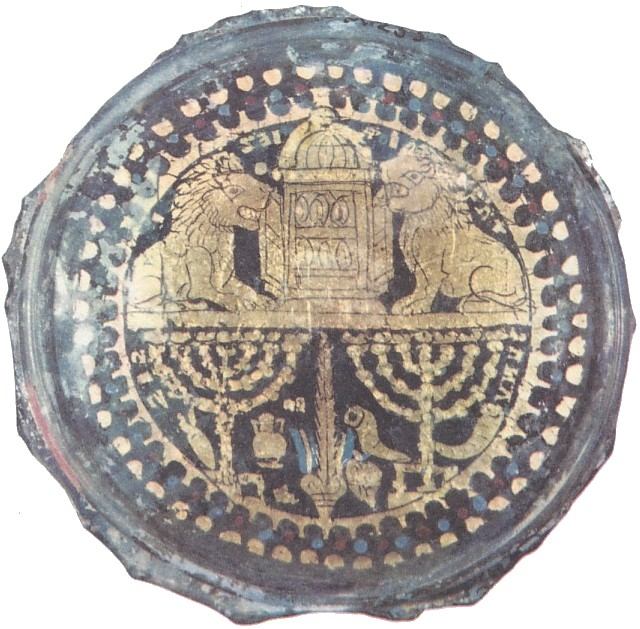
Base de copa judeo-romana, vidrio y lámina de oro, siglo II d. C.
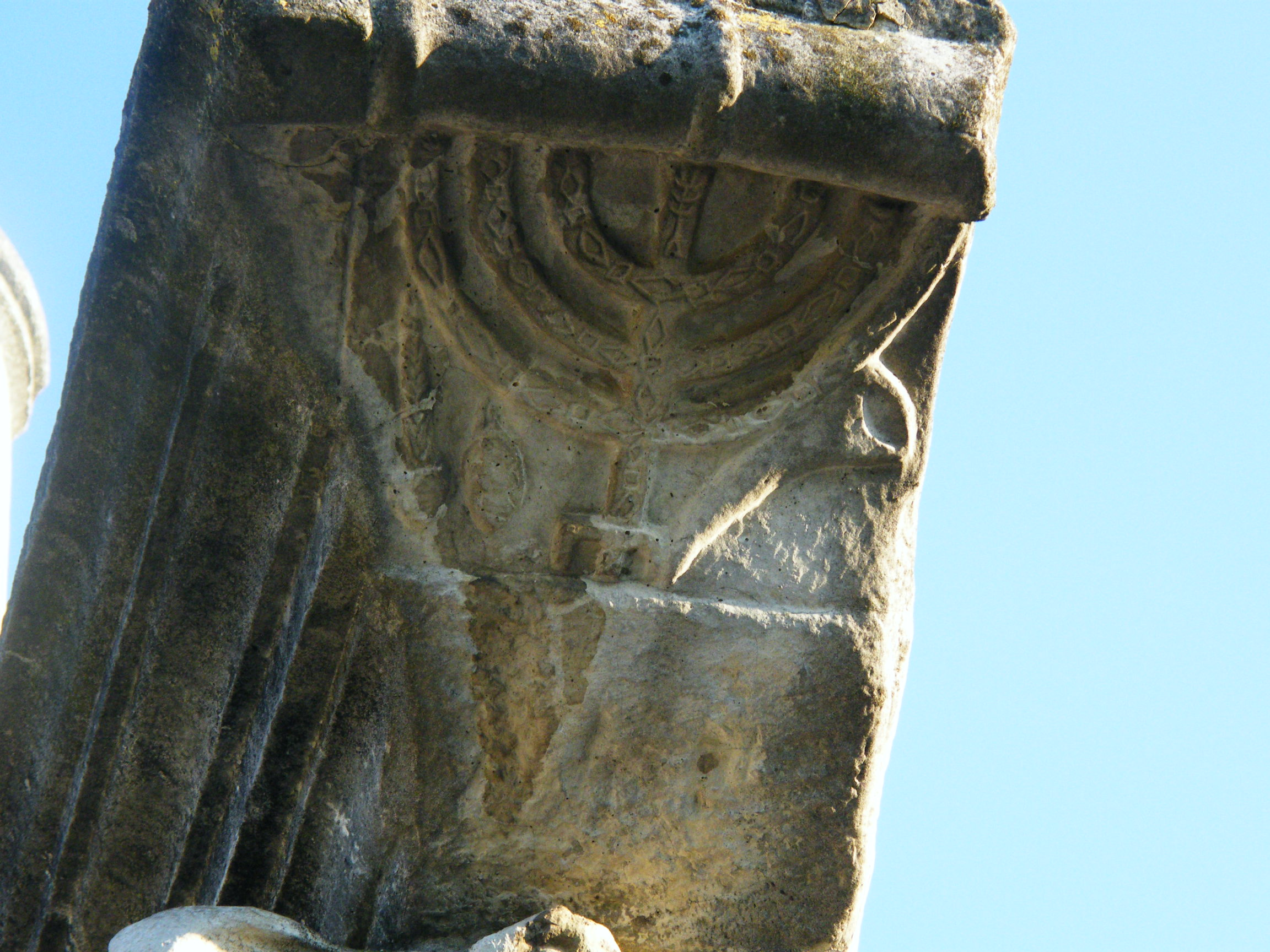
Capitel, Sinagoga de Ostia Antica, Italia.
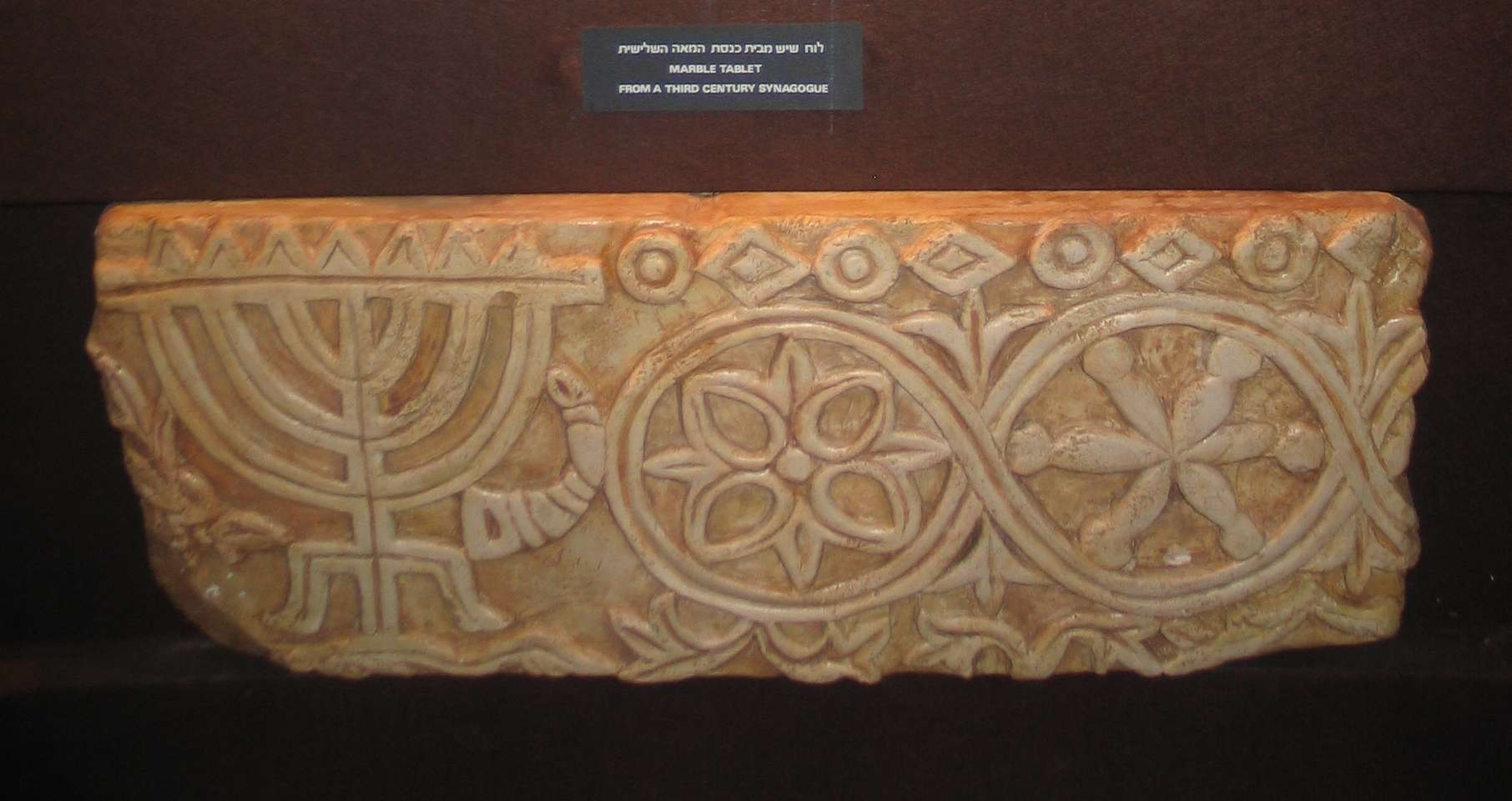
Placa de mármol de la Sinagoga de Ashkelon, Israel, siglo III d. C.
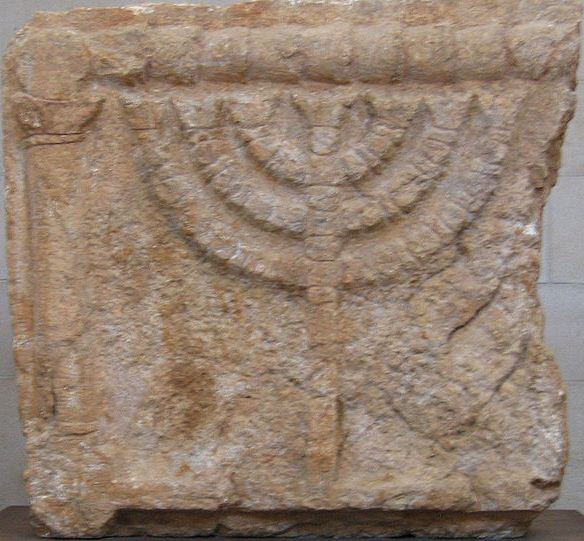
Menorá de la Sinagoga de Eshtemoa, Hebrón, siglo III-IV d. C.
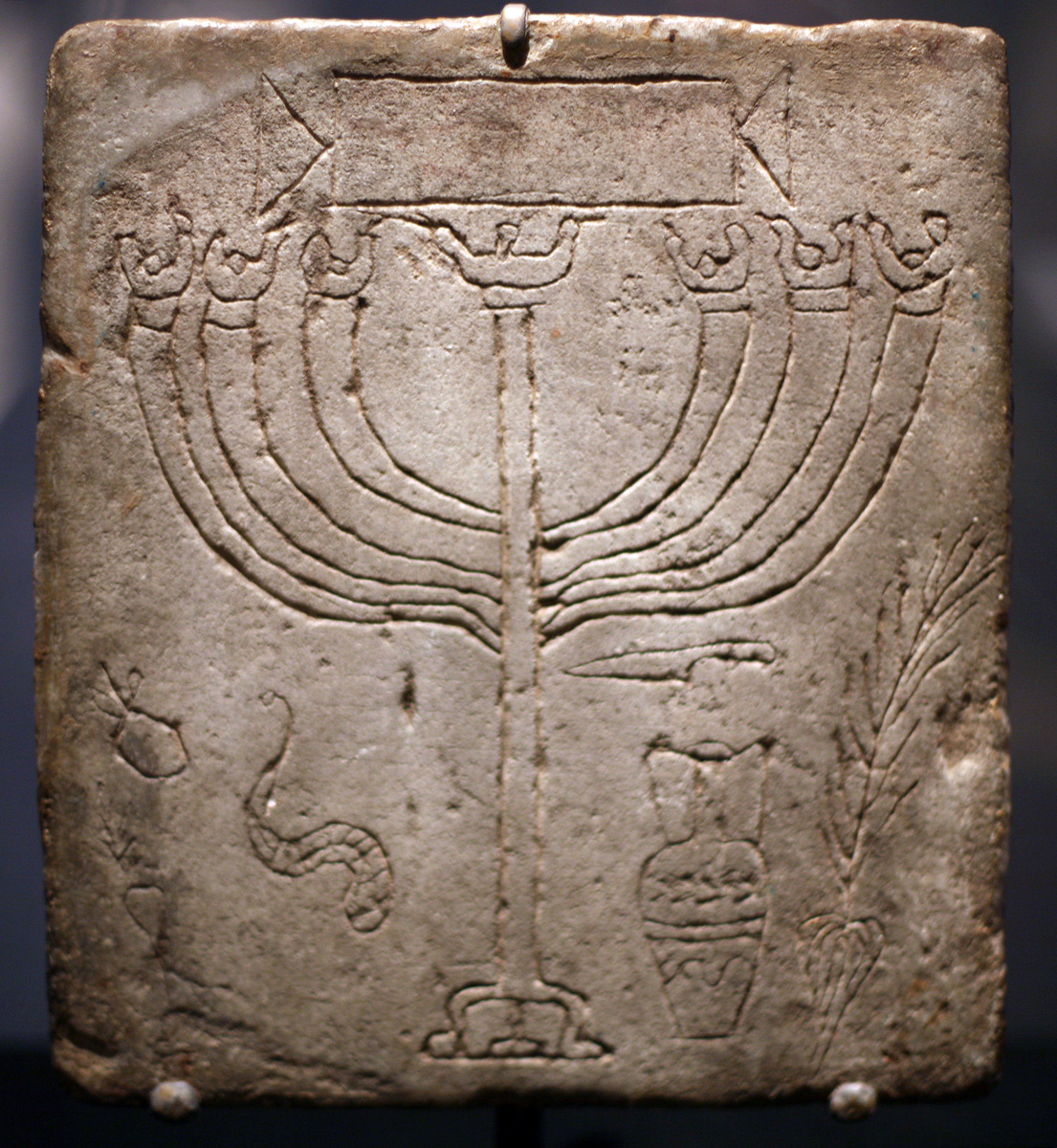
Placa de sepultura con menorá, Roma, siglo III-IV d. C. Jewish Museum, Nueva York.
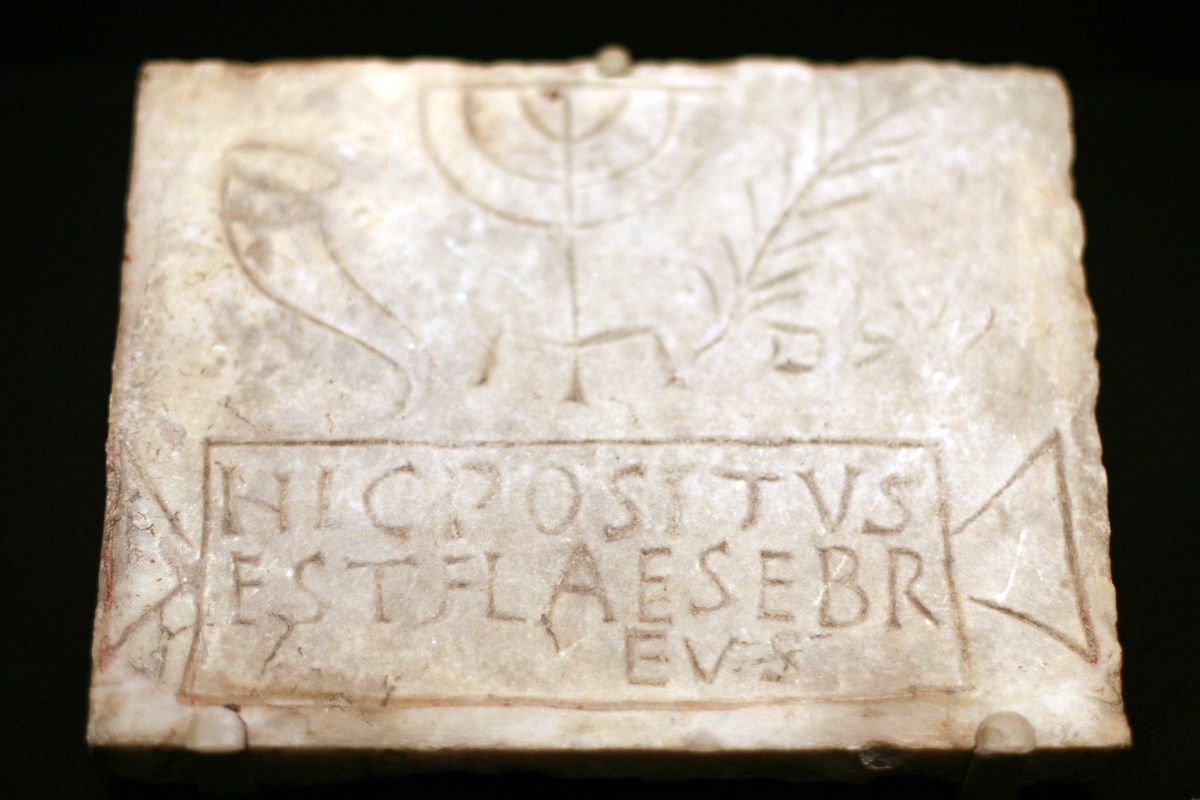
Placa de sepultura con menorá, shofar y lulav, la palabra shalom ("paz" en hebreo) e inscripción latina "HICPOSITUS ESTELAES EBREUS" en su leyenda. Posiblemente proveniente de Venosa, Italia, siglo IV-V d. C. Jewish Museum, Nueva York.
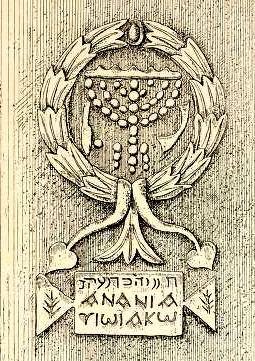
Diseño del relieve hallado en la Gran Mezquita de Gaza, con inscripciones en hebreo y griego.
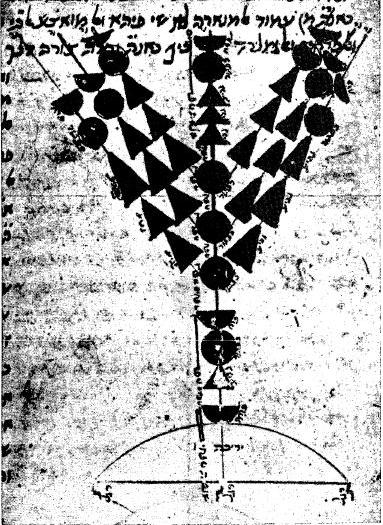
Menorá en "Y" diseñada por Maimónides.
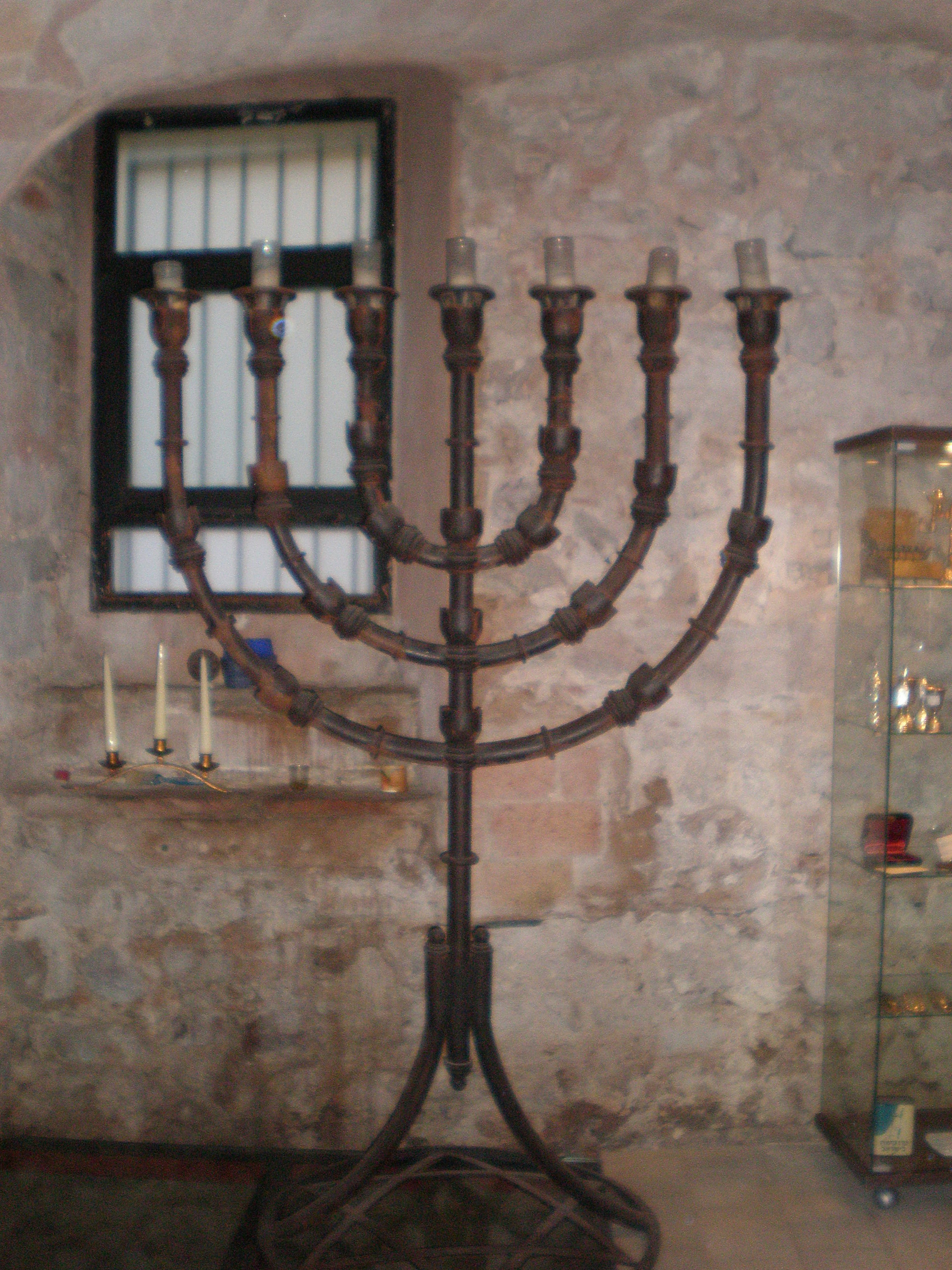
Menorá del siglo XI. Sinagoga Shlomo ben Adret, Barcelona.
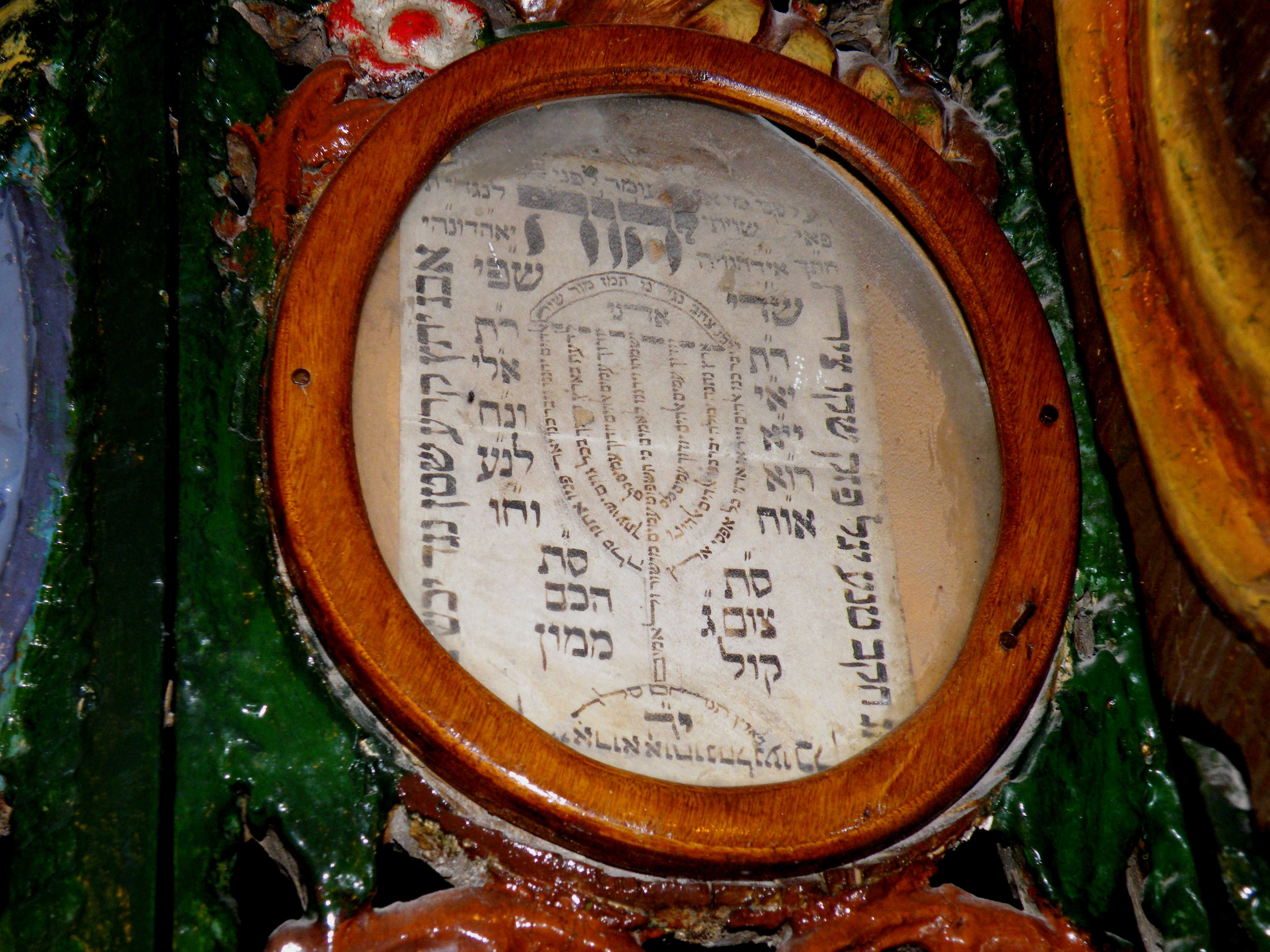
Shiviti (dirección hacia Oriente) de la Sinagoga Asquenazí Ari, Safed.
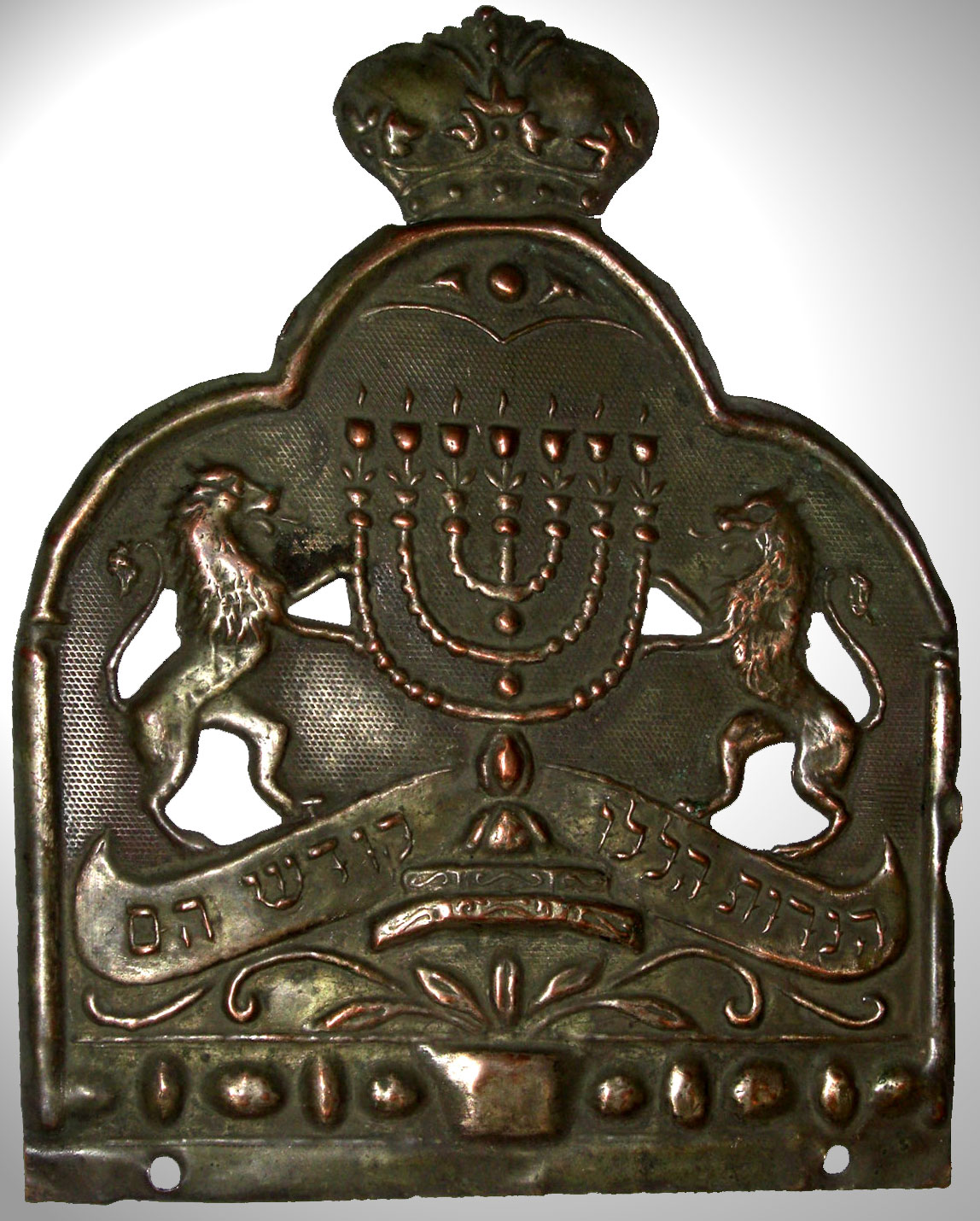
Pectoral para la Torá, con los leones de Israel y Judá, 1750.
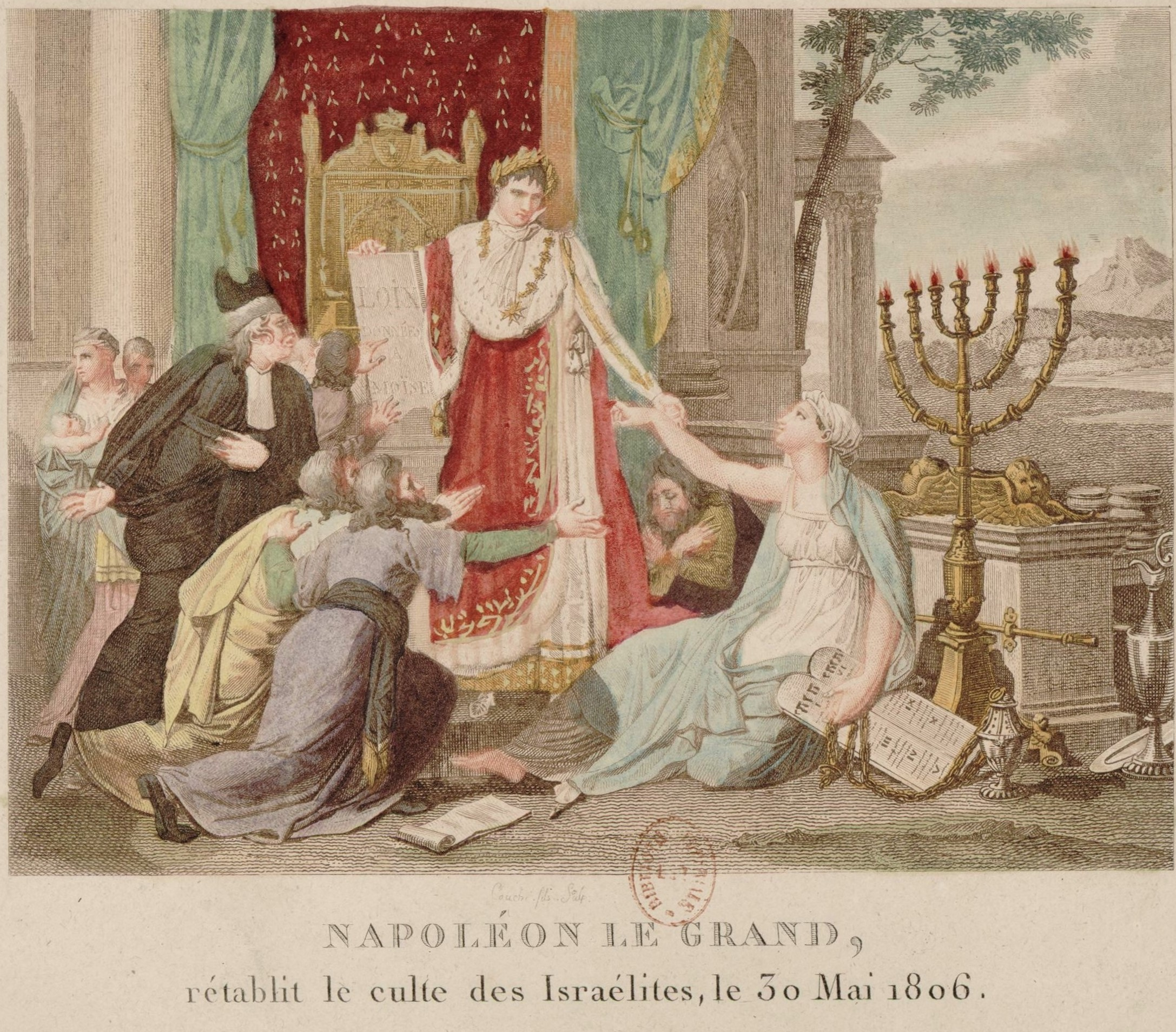
Napoleón Bonaparte emancipa a las comunidades judías de Francia, grabado, 1806.
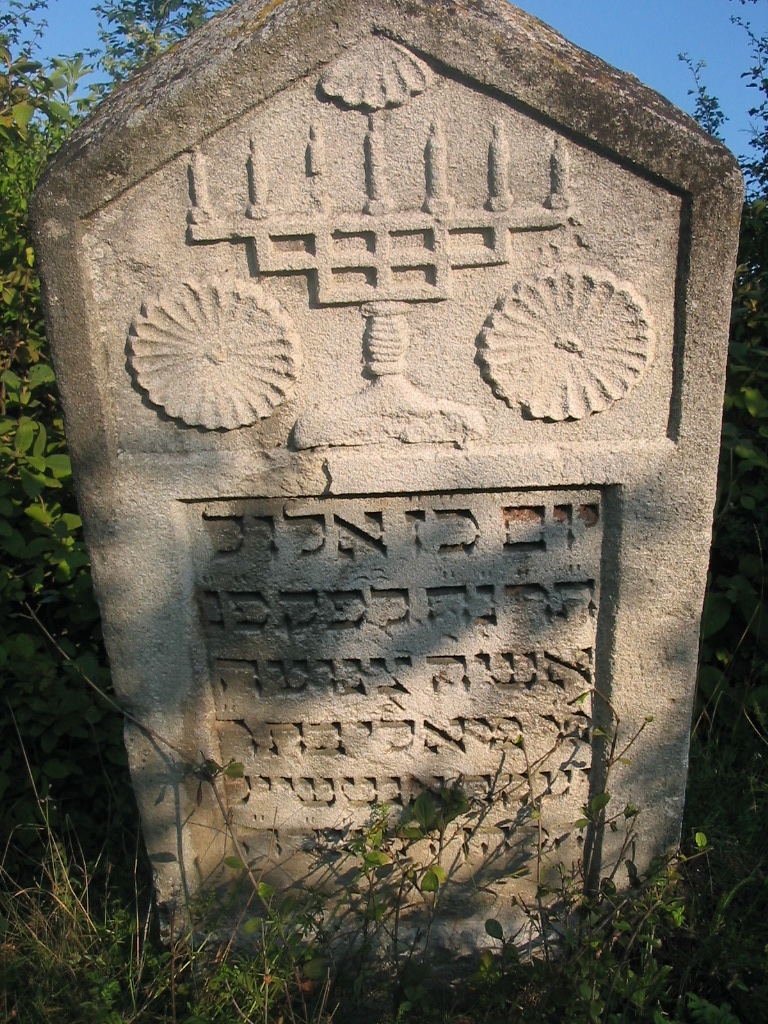
Lápida con menorá e inscripciones hebreas, Bujaj, Ucrania.
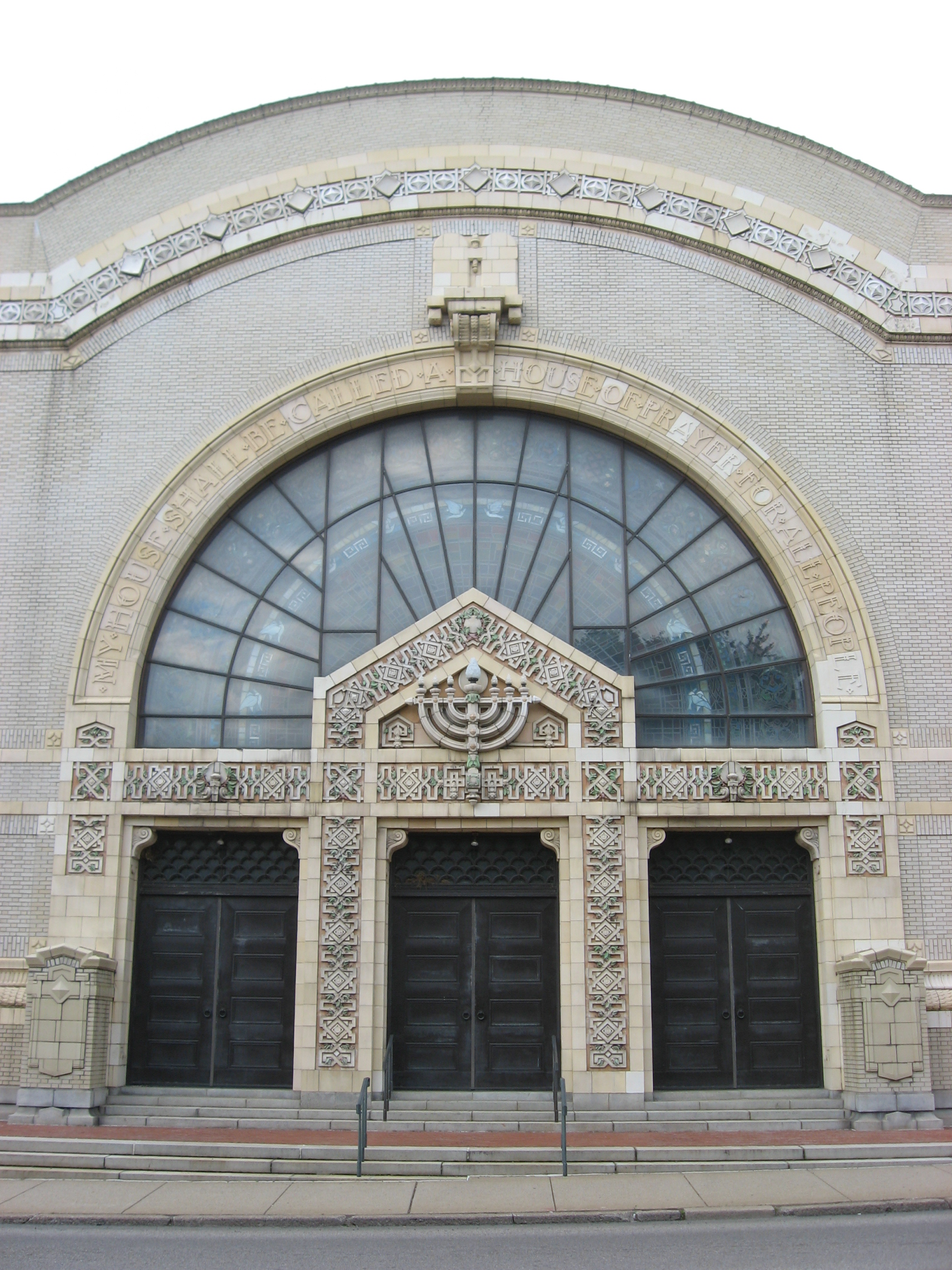
Fachada del Templo Rodef Shalom, Pennsylvania, 1856.
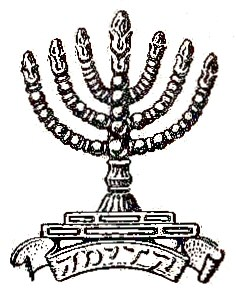
Emblema de la Legión Judía, 1917, con menorá soportada por leyenda con la palabra hebrea קדימה, Kadima—"Adelante".
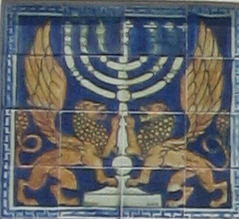
Cerámica modernista, calle Ehad Haam N°5, Tel-Aviv.
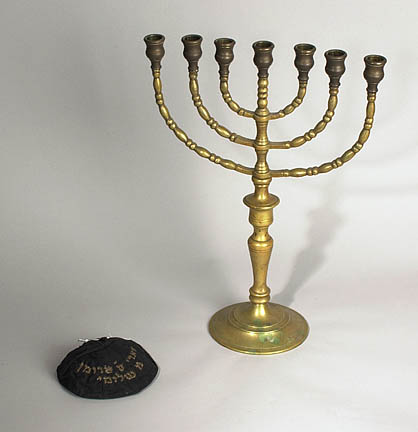
Kipá y menorá. Colección Harry S. Truman.
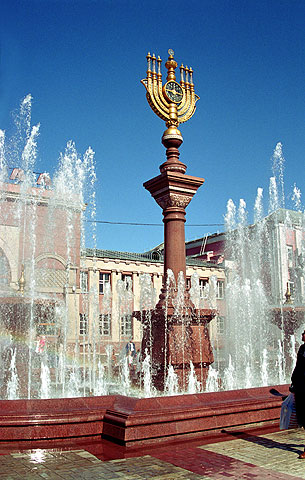
Fuente de la Plaza Principal, Birobidzhán, capital del Óblast Autónomo Hebreo, establecido en 1928.
Emblema del moderno Estado de Israel, 1948.
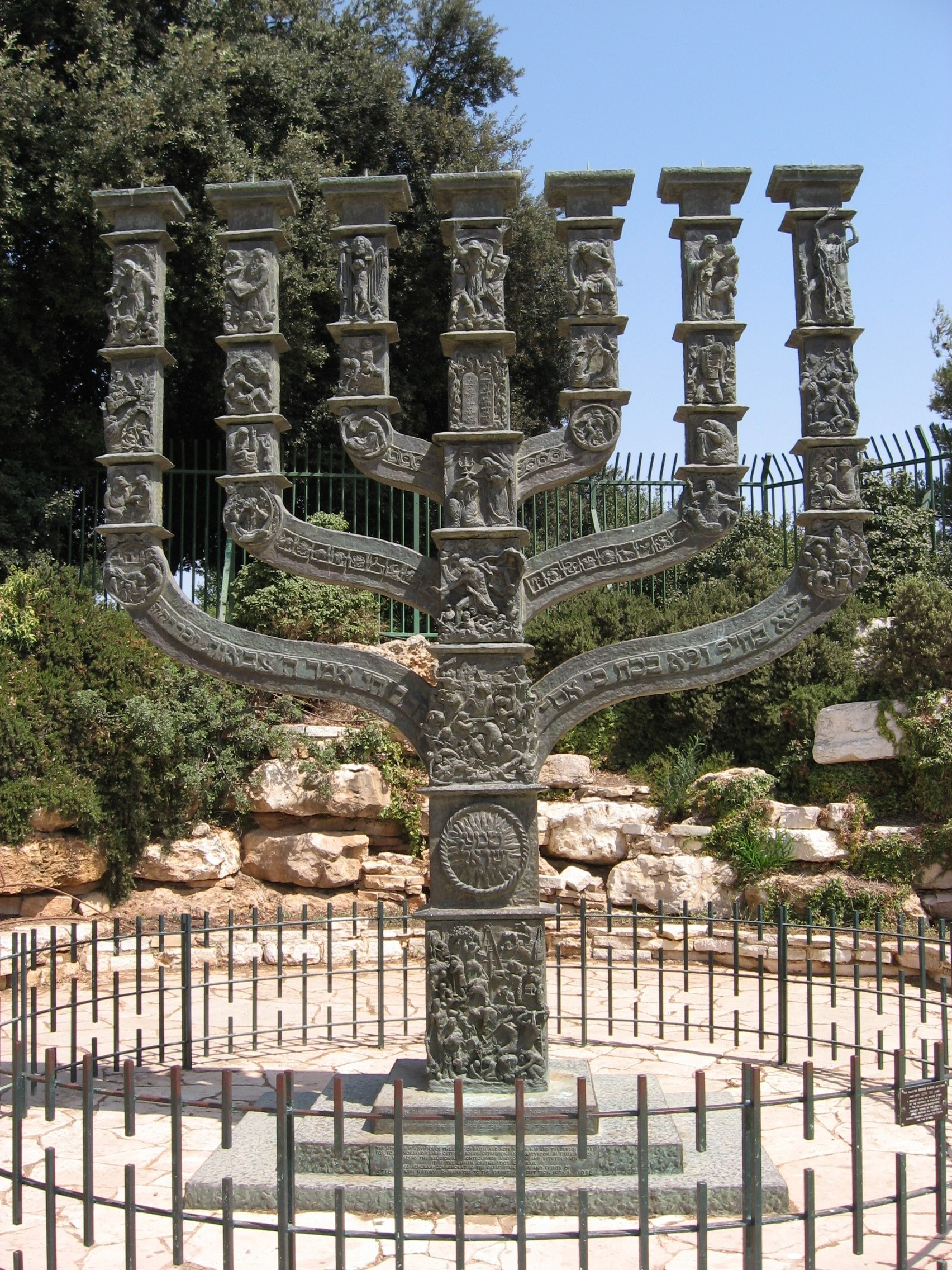
Benno Elkan, Menorá, 1956. Knéset, Jerusalén.
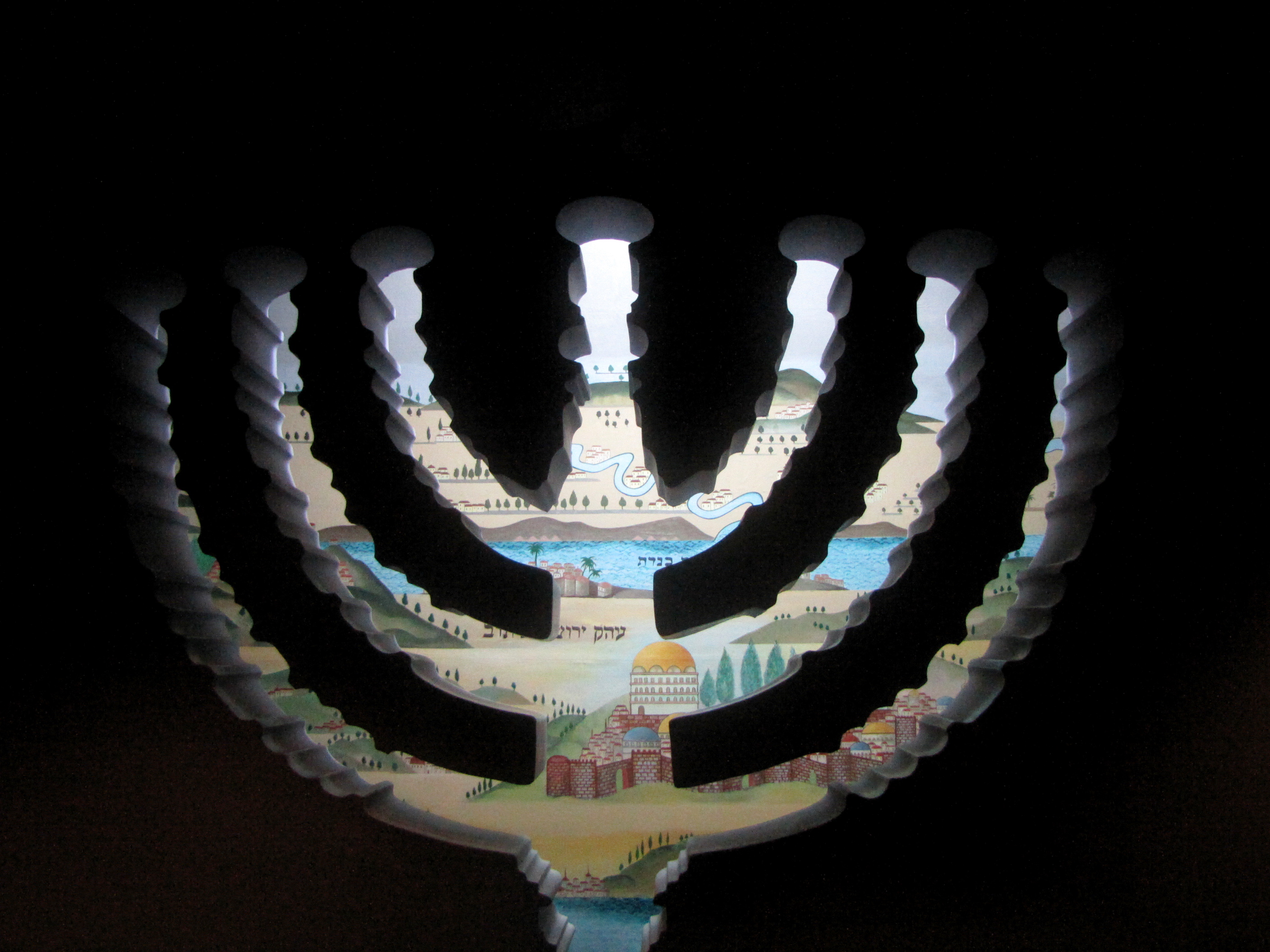
Menorá con la Tierra Santa, 1978. Beth Hatefutsoth, Tel Aviv.
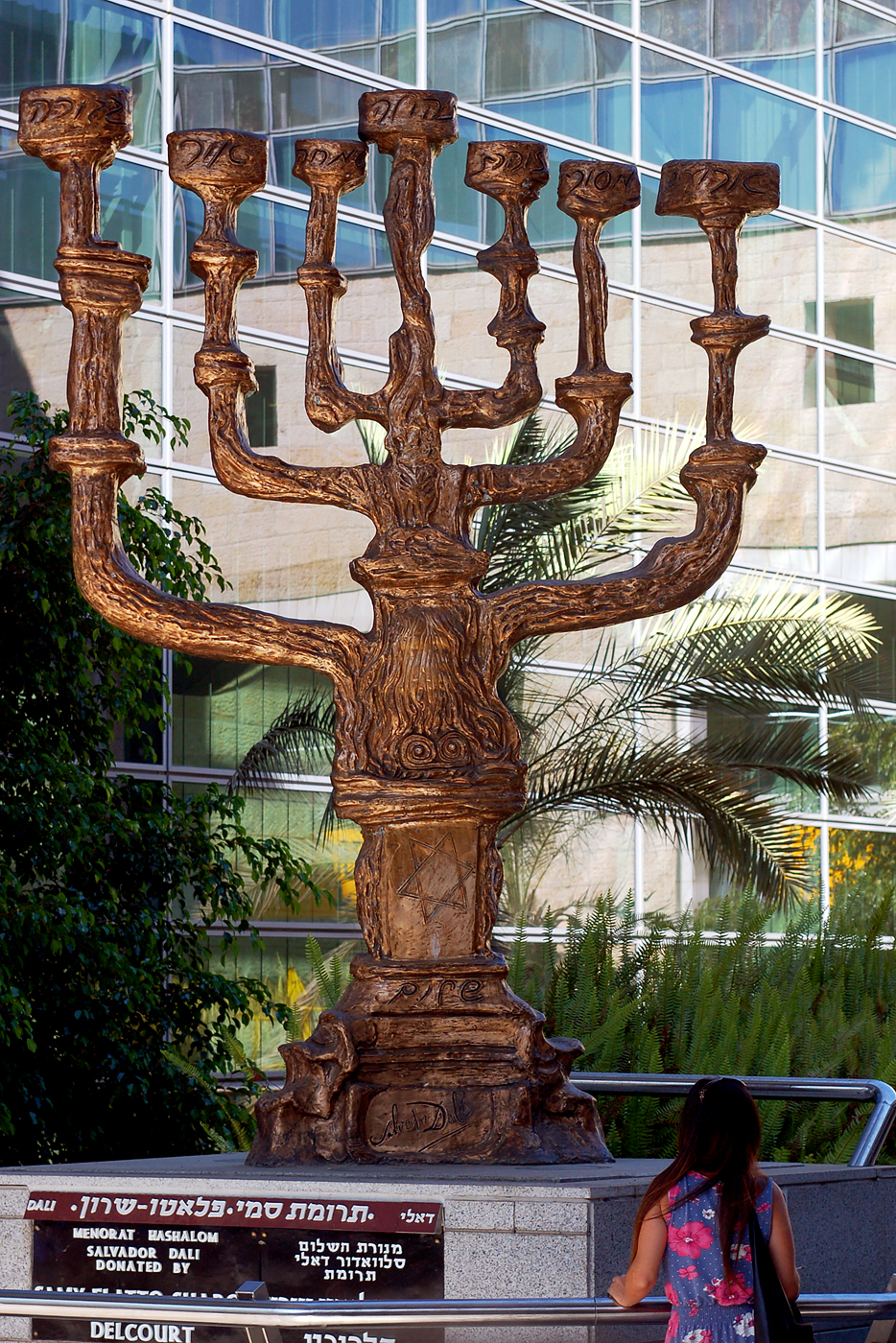
Salvador Dalí, Menorá de la Paz, bronce, 1980. Aeropuerto Internacional Ben Gurion, Lod.
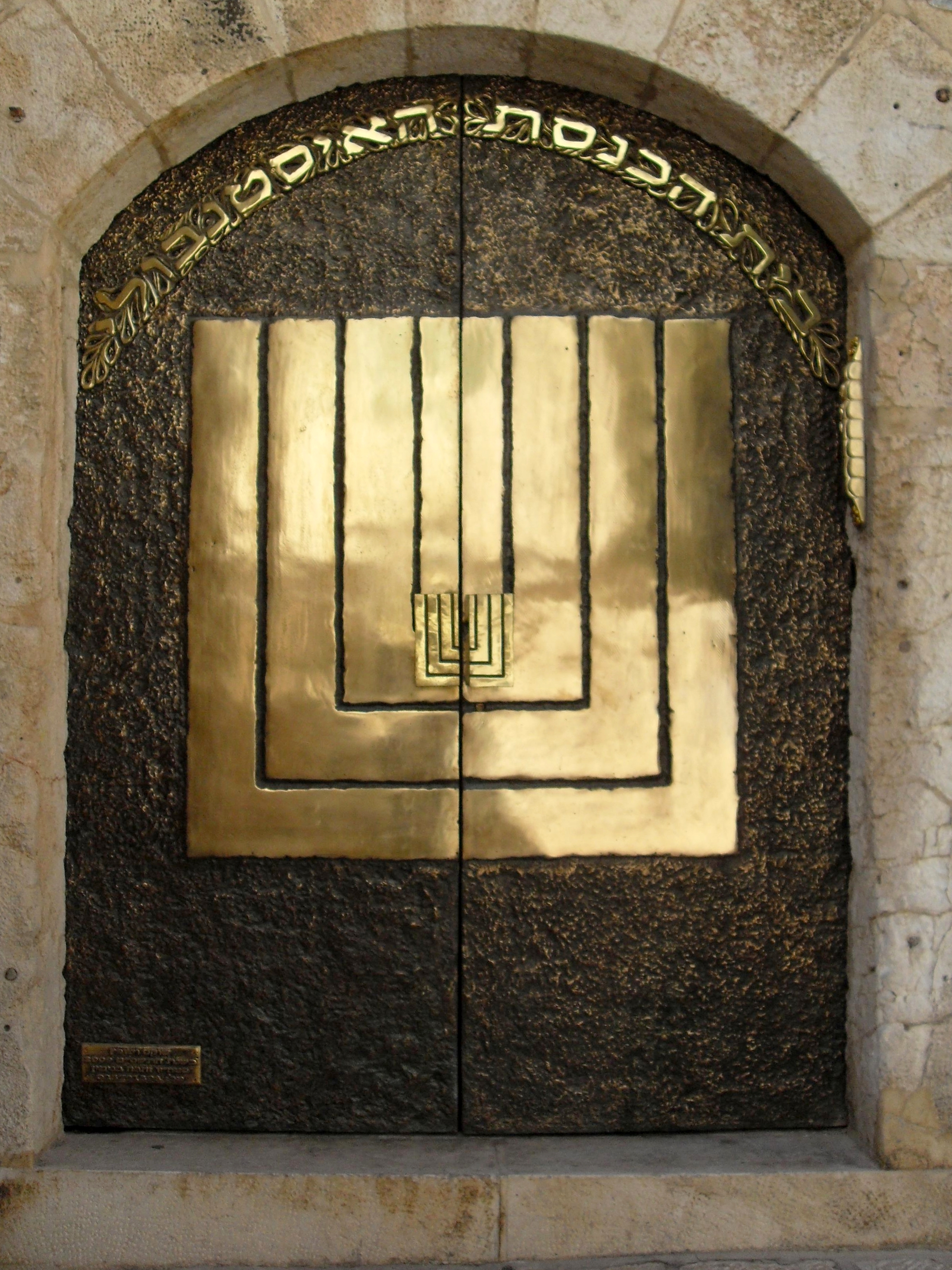
Inscripción hebrea y menorá de tipo cuadrado en las puertas de la Sinagoga Istanbuli, Barrio Judío en la Ciudad vieja de Jerusalén.
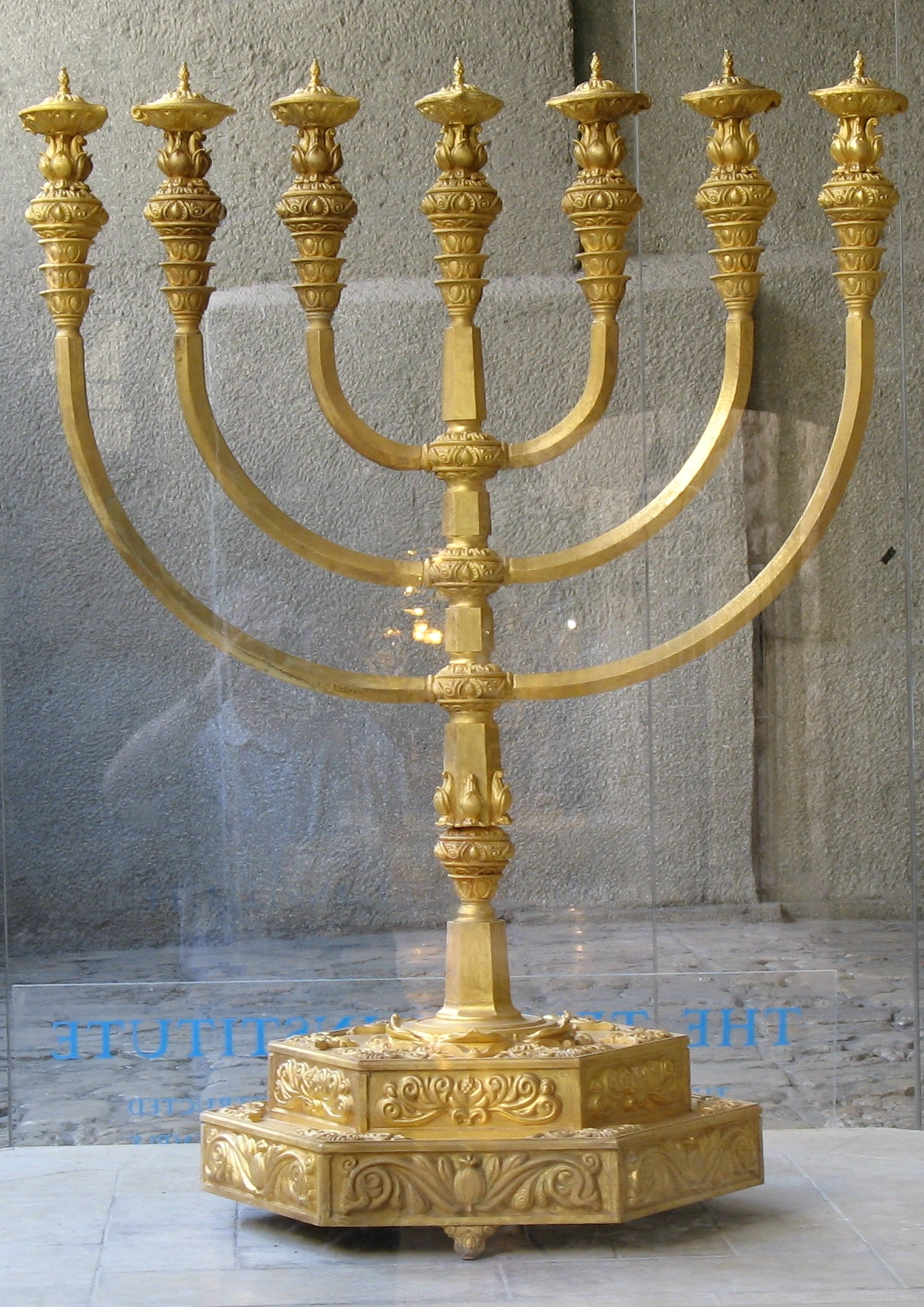
Menorá inspirada por la antigua del Templo de Jerusalén. Inicialmente exhibida en el Cardo de Jerusalén (2007). The Temple Institute, Barrio judío de la ciudad vieja de Jerusalén.
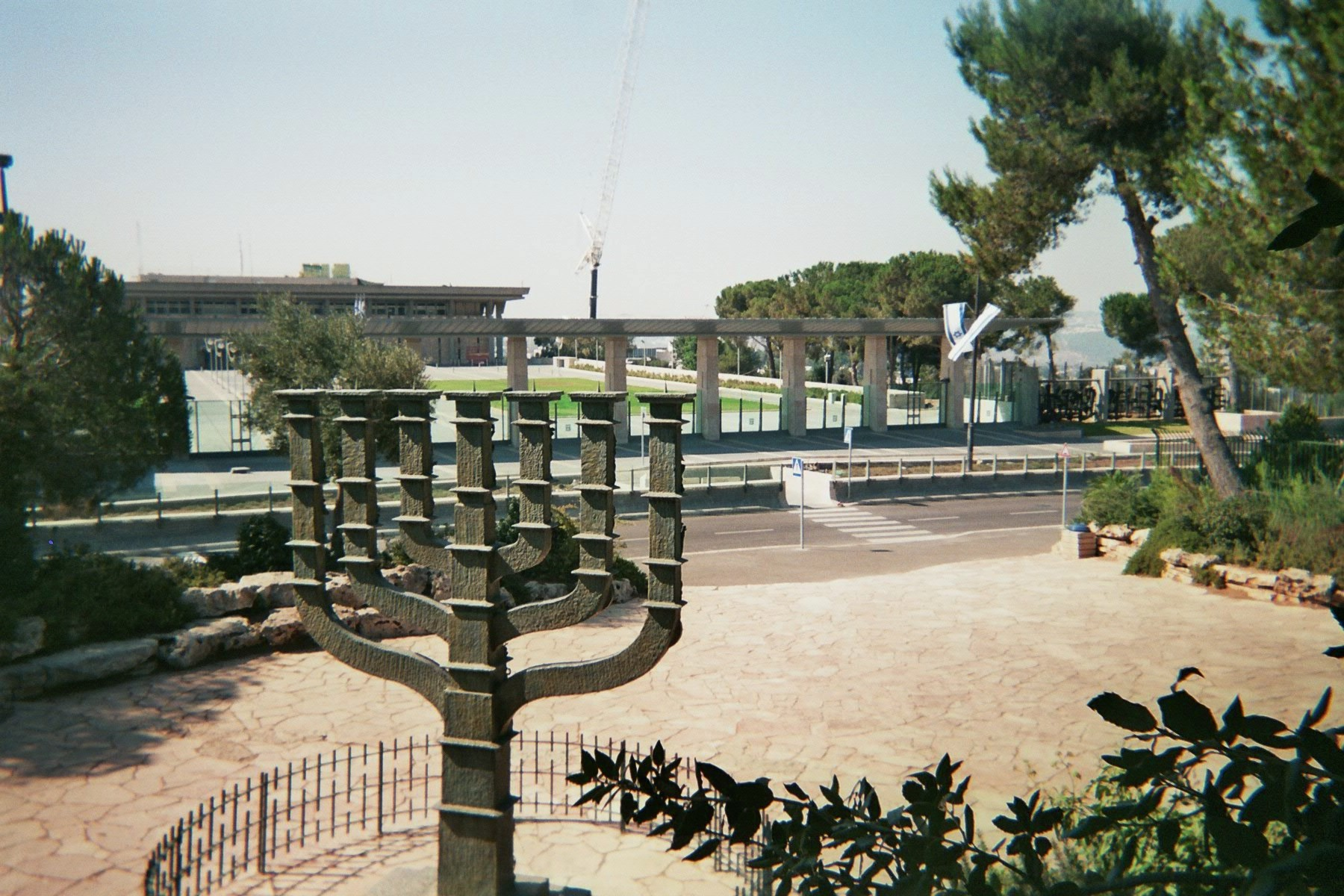
La menorá de la Knéset, realizada por el escultor judeoalemán Benno Elkan, ubicada en el Jardín de las Rosas, delante del edificio del parlamento israelí.

### La menorá en las artes visuales

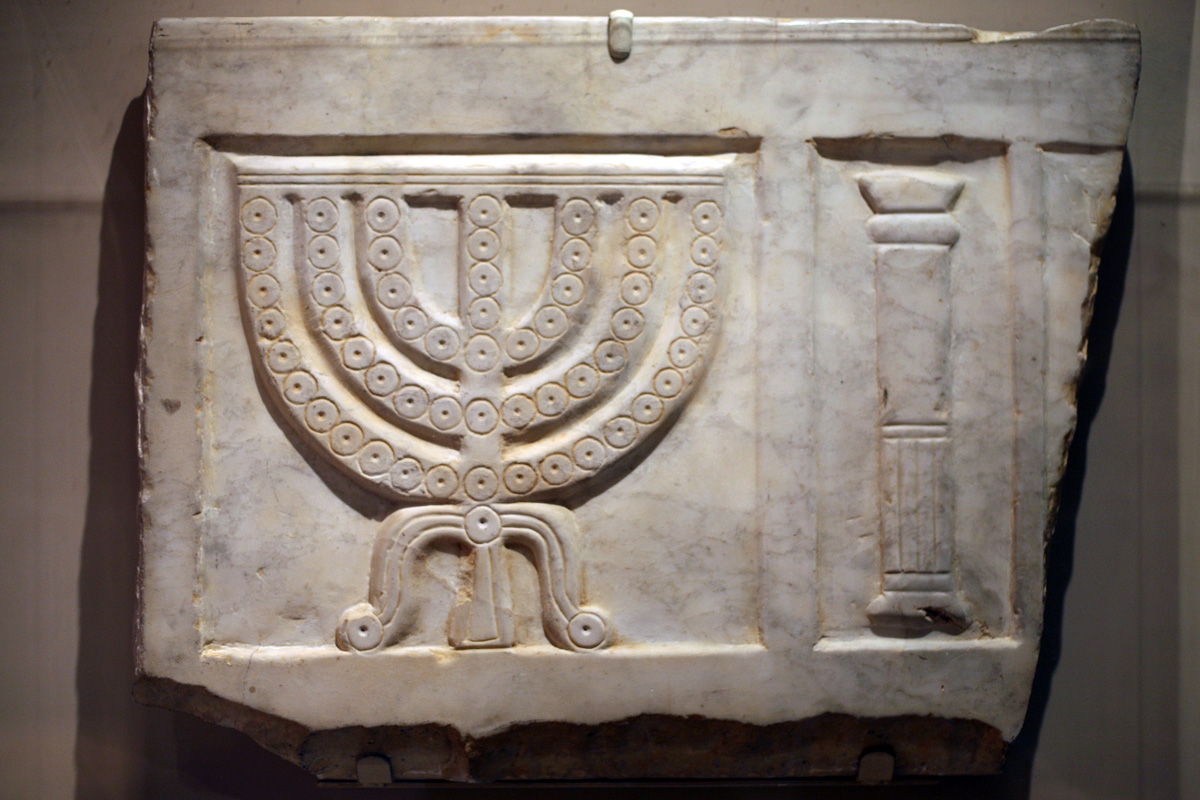
Fragmento de sarcófago, mármol, Israel, - d. C. The Jewish Museum, Nueva York.

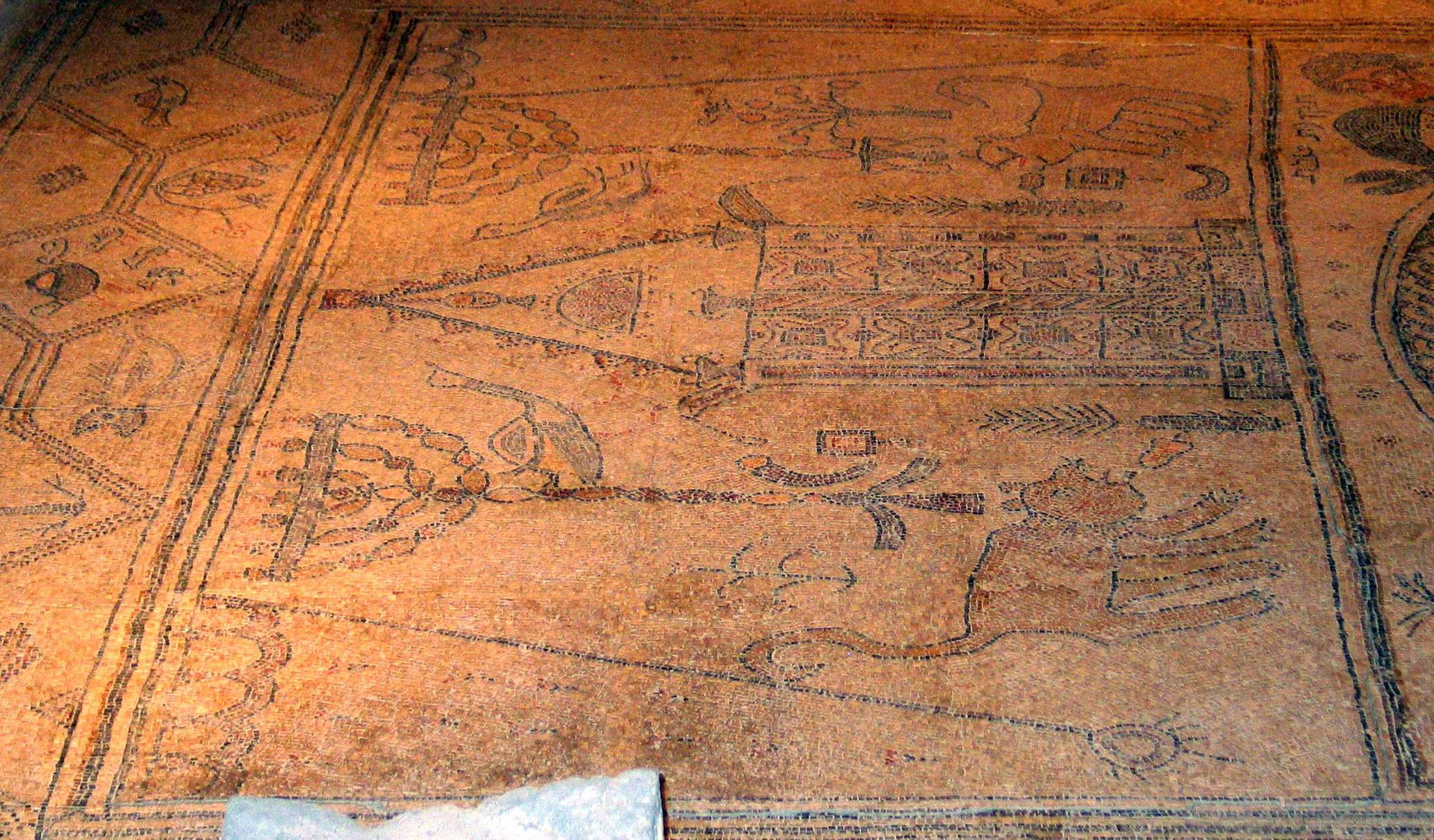
Mosaico en la Sinagoga Beth Alfa, Israel,.

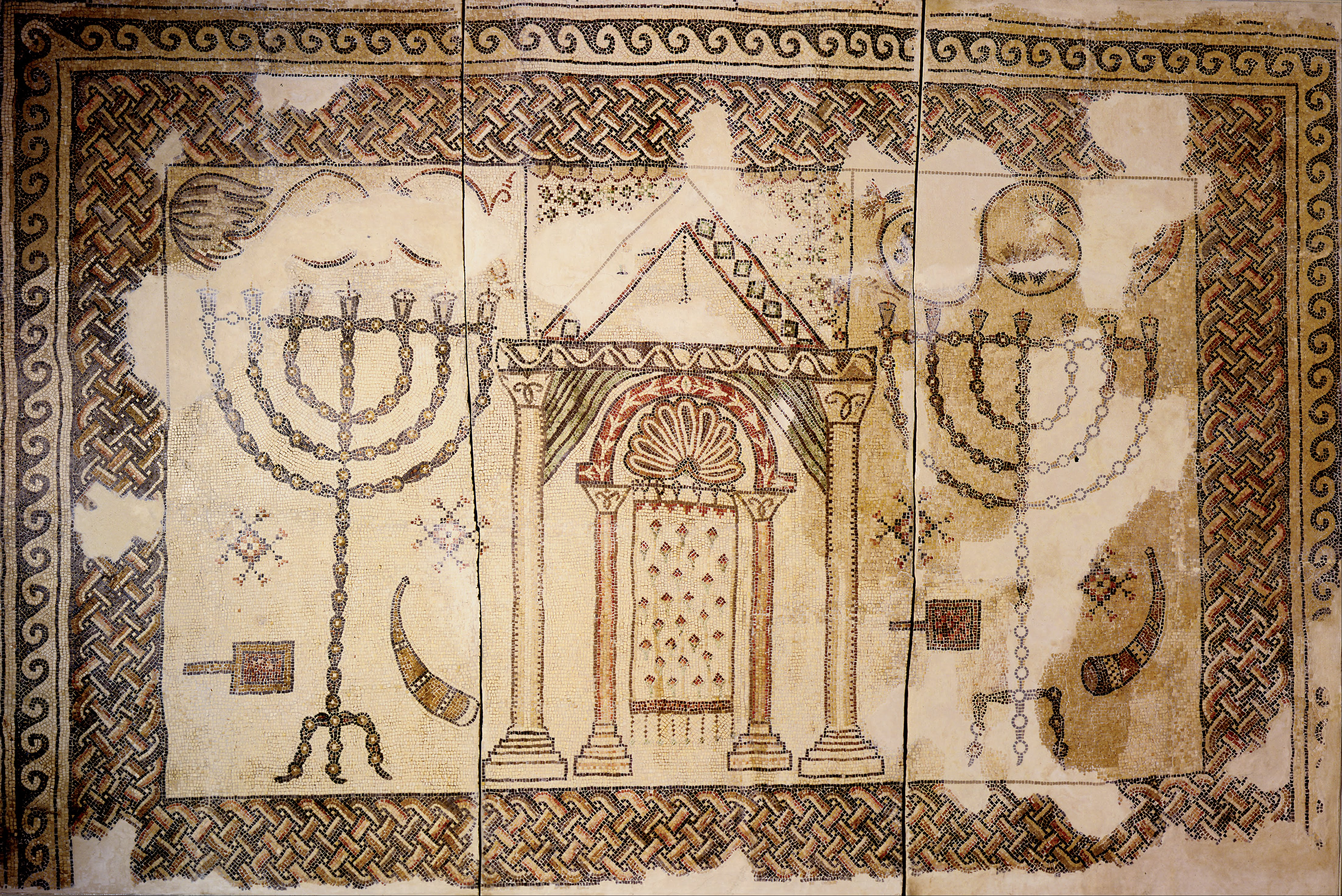
Mosaico sinagogal, Israel, período bizantino, -. Museo de Israel, Jerusalén.

- Incisión en calcáreo, procedente del Barrio judío de la ciudad vieja de Jerusalén, siglo I a. C. Museo de Israel, Jerusalén.[45]
- Marianos y Janina, Mosaico de la Sinagoga Beth Alfa, Israel, 500-525 d. C.[46]
- Fresco en cielorraso de catacumba en Villa Torlonia, Roma.[47]
- Frescos parietales de la Sinagoga Dura Europos, Siria.[48]
- Relieve en la sepultura de Beth Shearim.[49]
- Grabado en piedra, procedente de una sinagoga en Gaza.[50]
- Relieve sobre lámpara de aceite jerosolimitana, hecha de arcilla.[51]
- Asa de lámpara de aceite siria, hecha de bronce.[52]
- Vidrio romano con motivos en oro. Museo de Israel, Jerusalén; y Museo Vaticano, Roma.[53]
- Relieve en pequeña botella de vidrio. Toledo Art Museum, Estados Unidos.[54]
- Grabados en puerta de basalto procedente de Kfar Yassif, Israel. Louvre, París.[55]
- Medalla de metal. Museo Judío, Londres.[56]
- Incisión en pileta, Tarragona, siglo V. Museo Sefardí, Toledo.[57]
- Miscelánea: Arón enciende la Menorá, manuscrito hebreo-francés, 1278. British Museum, Londres.[58]
- Biblia Hebrea, Castilla, c. 1279. Cambridge University Library.[59]
- Biblia de Perpiñán, Rosellón, c. 1299. Bibliothèque nationale, París.[60]
- Biblia de Cervera, 1300. Biblioteca Nacional, Lisboa.[61]
- Biblia Real, Solsona, 1384. British Museum, Londres.[62]
- Yosef Chicatilla, La puerta de la luz, siglo XV. Bibliothèque nationale, París.[63]
- Biblia, Guadalajara, siglo XV. Casa de Alba.[64]
- Mizráj (indicador de la dirección del Oriente), composición de papel recortado, Galitzia, siglo XIX; Academia de Ciencias de Budapest.[65]
- Marc Chagall (1887-1985) la representó en por lo menos tres imágenes en las que Aarón figua junto a ella: un gouache y un grabado de 1931, ambos titulados Aarón ante el candelabro de oro con siete brazos, ejecutado según la prescripción del Eterno; retomó ambos motivos en una técnica mixta de 1965 titulada Consagración de Aarón.[66]
- Salvador Dalí (1904-1989) ejecutó en bronce su Menorá de la Paz en 1980; la obra es surreal y se exhibe en el Aeropuerto Internacional Ben Gurión, Lod, Israel.[67]

## Januquiá

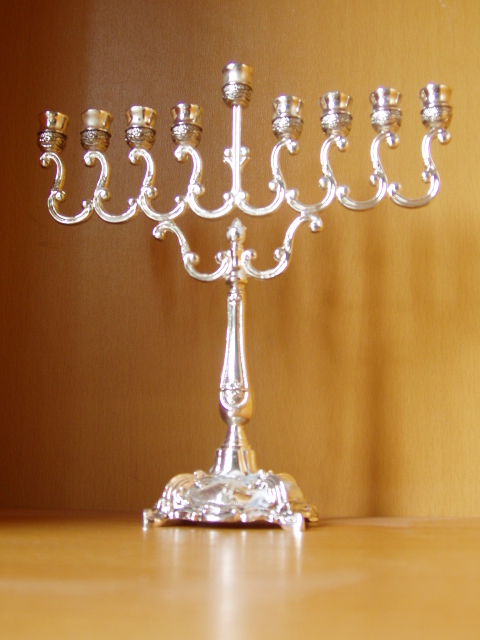
Menorá de plata llamada Januquiá, usada especialmente en la fiesta de Janucá.

La menorá es también un símbolo estrechamente asociado con la fiesta judía de Janucá, la Fiesta de las Luminarias en el calendario hebreo. Conmemorando la victoria de los hebreos en su guerra contra los griegos y el milagro del aceite que tuvo lugar en el Templo de Jerusalén, en janucá se emplea un candelabro judío que no tiene siete, sino nueve brazos. Es llamado januquiá. Los cuatro brazos en cada lado representan los ocho días de celebración del milagro del aceite, mientras que el del medio, conocido como shamash ("siervo"), se usa para encender los demás. El candelabro en cuestión emplea en su versión tradicional lámparas de aceite, mas también hay en la actualidad otros que presentan velas.
Aunque este tipo de candelabro es llamado januquiá, también a veces se lo denomina menorá de jánuca. Llamarle solo menorá es inapropiado, ya que da lugar a equívocos: ello resulta del simple hecho de que el candelabro empleado en jánuca es a su vez también una menorá (lámpara). Para evitar ambigüedades y diferenciarla del candelabro de siete brazos (usualmente llamado menorá a secas), es preferible denominar januquiá al candelabro de nueve brazos, cosa que establece una diferencia entre los candelabros a partir de considerar que la cantidad de brazos de cada uno de ellos no es la misma. De esto resulta que los términos januquiá y menorá de jánuca pueden ser empleados y entendidos como sinónimos.
Entre 1940 y 1970, debido a la creación del Estado de Israel, la lámpara de janucá tradicional adoptó durante ese período nuevas formas y motivos idealistas. Así, la lámpara incorporó el motivo de los "pioneros modernos" (jalutzím) acompañados de la palmera y el cactus, haciendo este último alusión a "La tierra del sabra", o bien puede presentarlos lado a lado con los Macabeos, o como figuras alegóricas, tal como sucede en un trabajo de Zeev Raban titulado Lámpara de la Independencia. Escrita en hebreo, la palabra "Israel" o incluso una bandera portada por un soldado israelí llegaron a convertirse en la estructura del objeto ritual propiamente dicho. La januquiá fue también desarrollada en lo que se puede denominar "estilo chorreado", haciendo de este modo eco de aquel precedentemente creado por el escultor David Palombo en el portal de la Knéset. Sin embargo, debe indicarse que de la misma cultura emergieron también lámparas de janucá que son consecuentes con la forma y diseño del objeto ritual en su versión tradicional. Entre ellas merecen ser mencionadas un tipo de januquiá sefaradí triangular (e inspirado en otro marroquí y judeoespañol del siglo XVIII) y otro tipo de januquiá con motivos propios del folklore desarrollado por las comunidades askenaziés y que incorpora motivos tales como la estrella de David, un candelabro con siete velas, custodiado por leones rampantes, y adornados todos con abundantes racimos de vid. 
Relacionado con la última cultura mencionada, una januquiá presenta en exclusividad al violinista sobre el tejado (personaje por el escritor Scholem Aleijem).

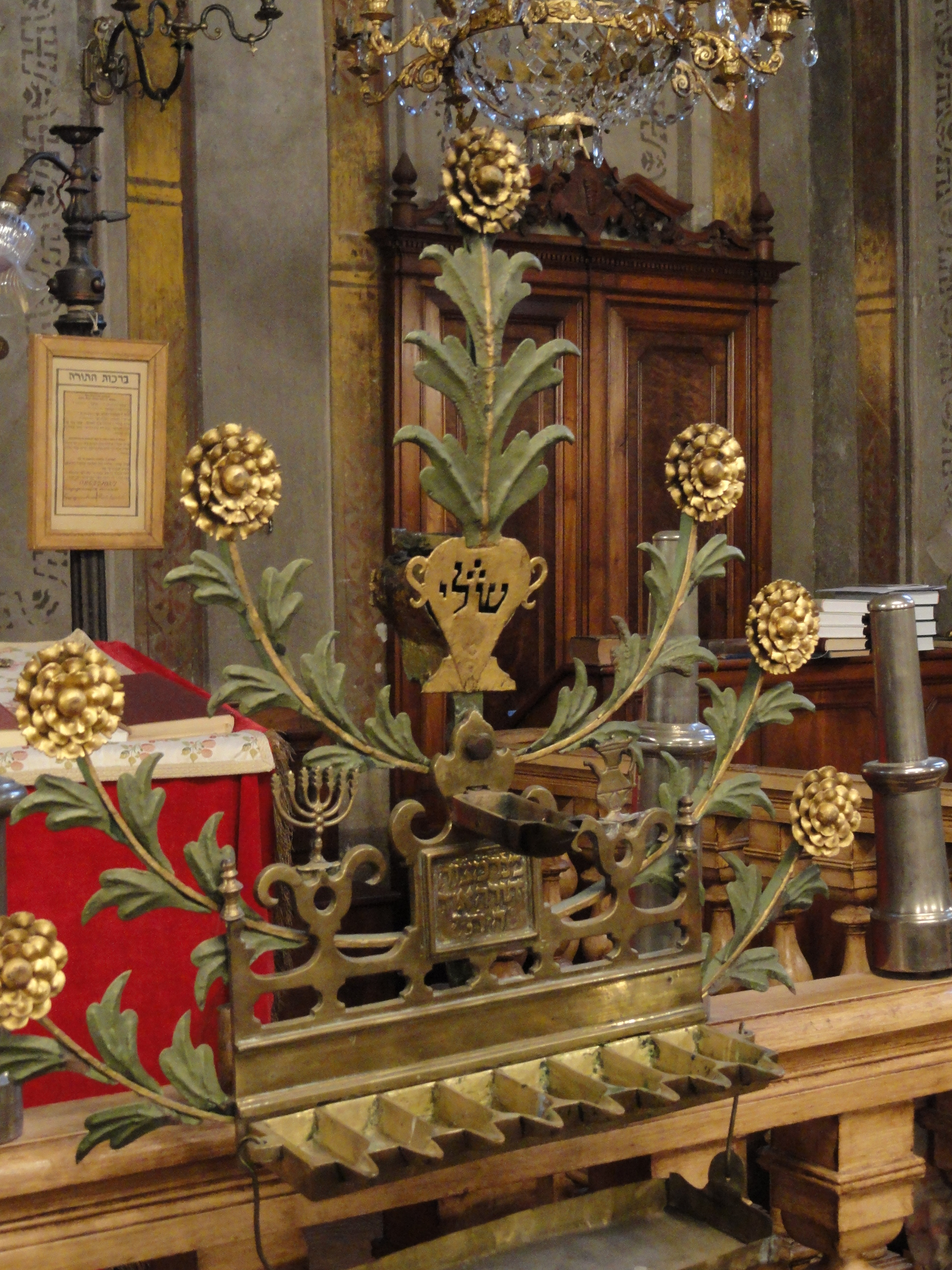
Italia, s. XVI-XVII. Sinagoga de Cúneo (Italia).
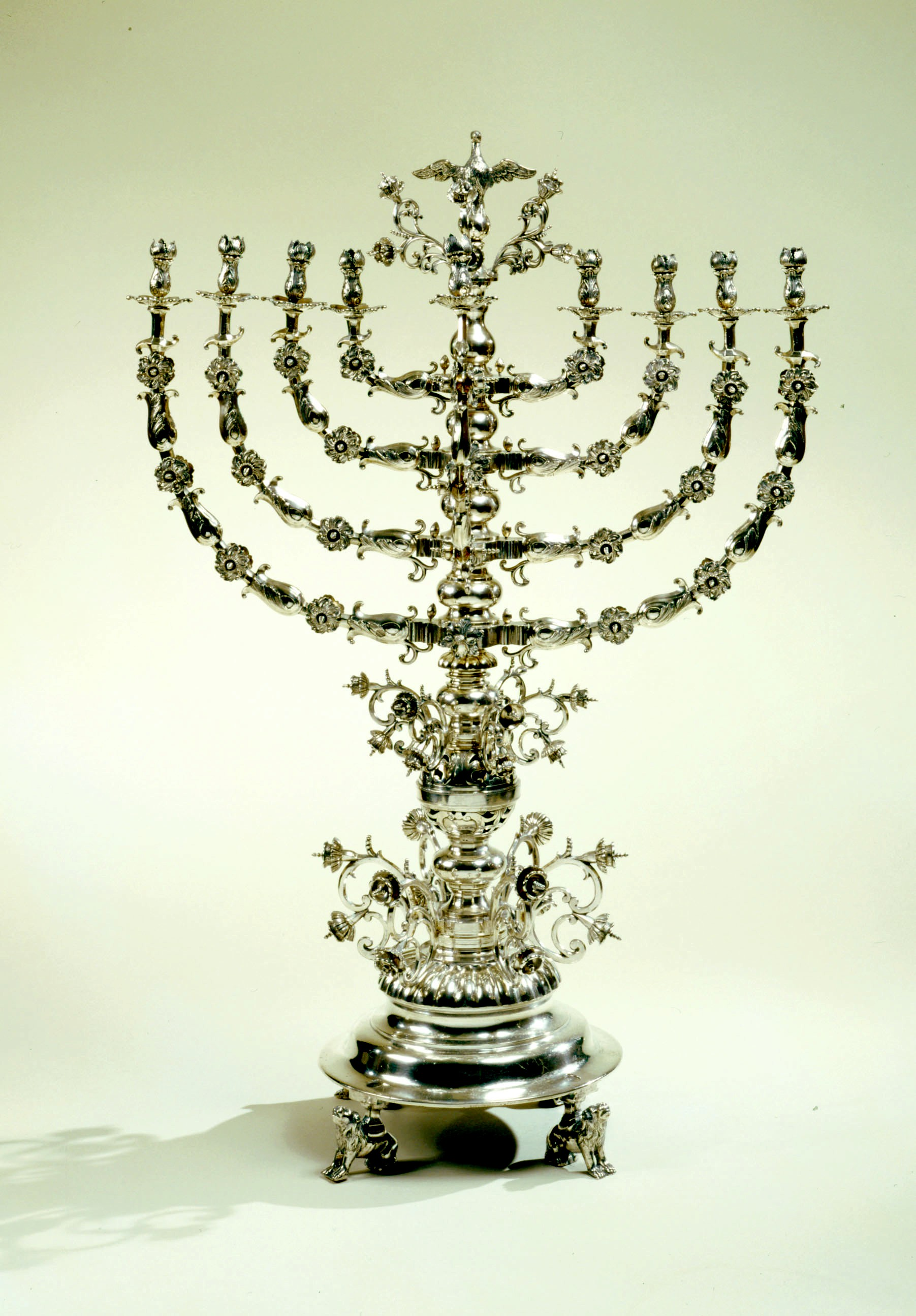
Ucrania, 1867.
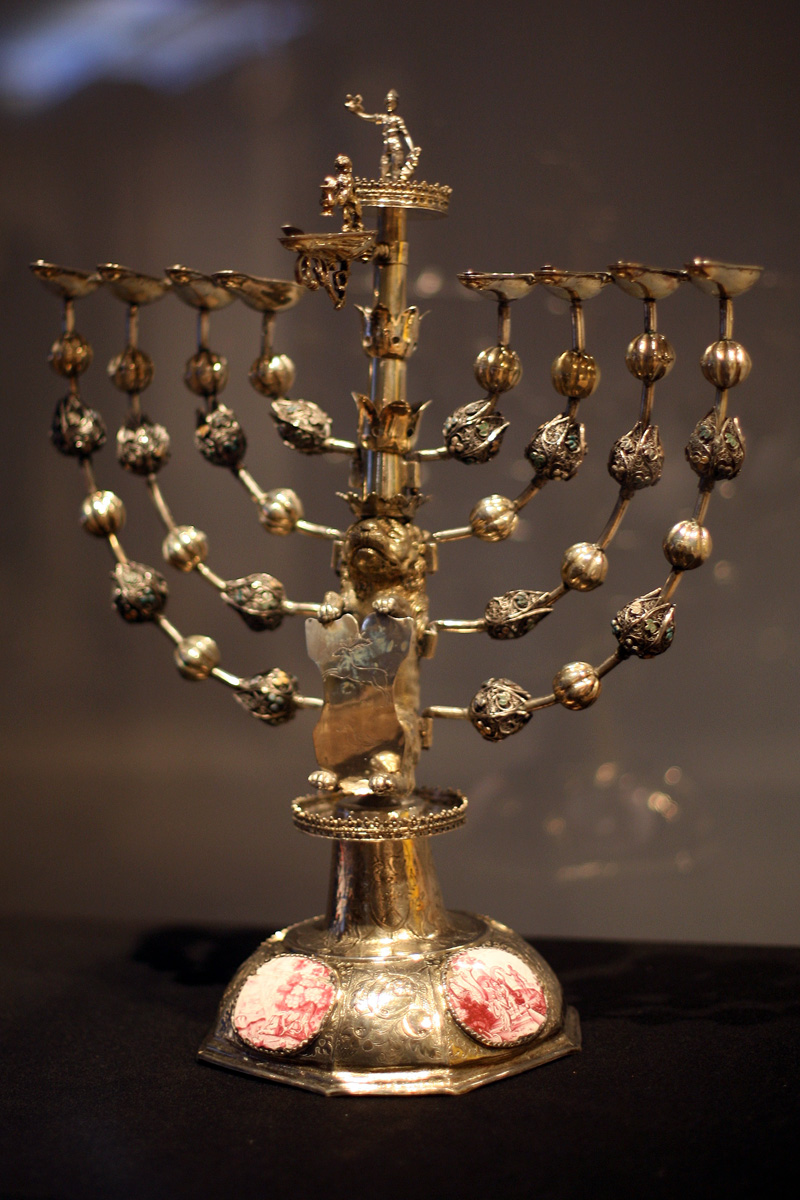
Alemania, 1706.
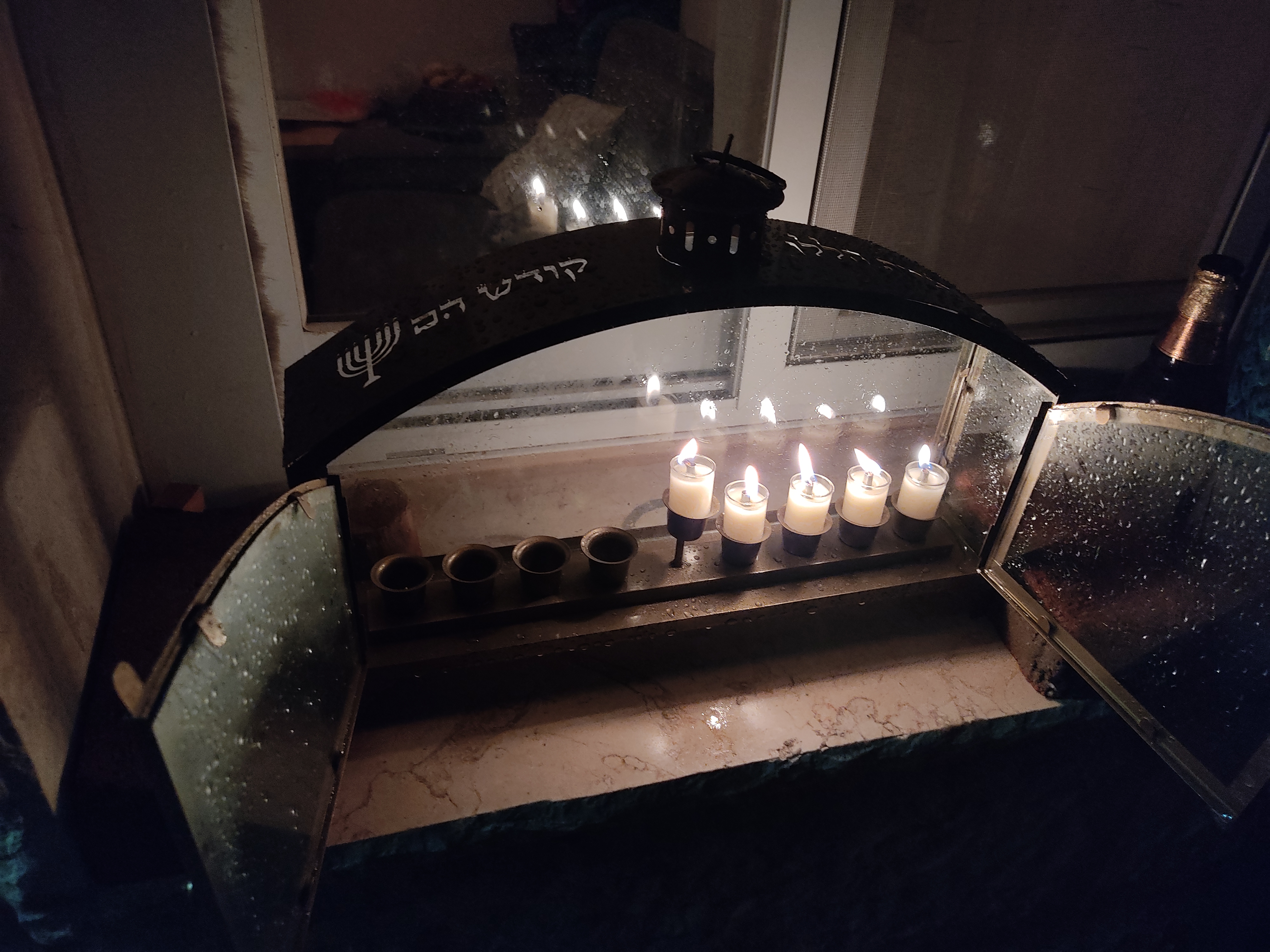
Januquia en el alféizar de la ventana , 2022
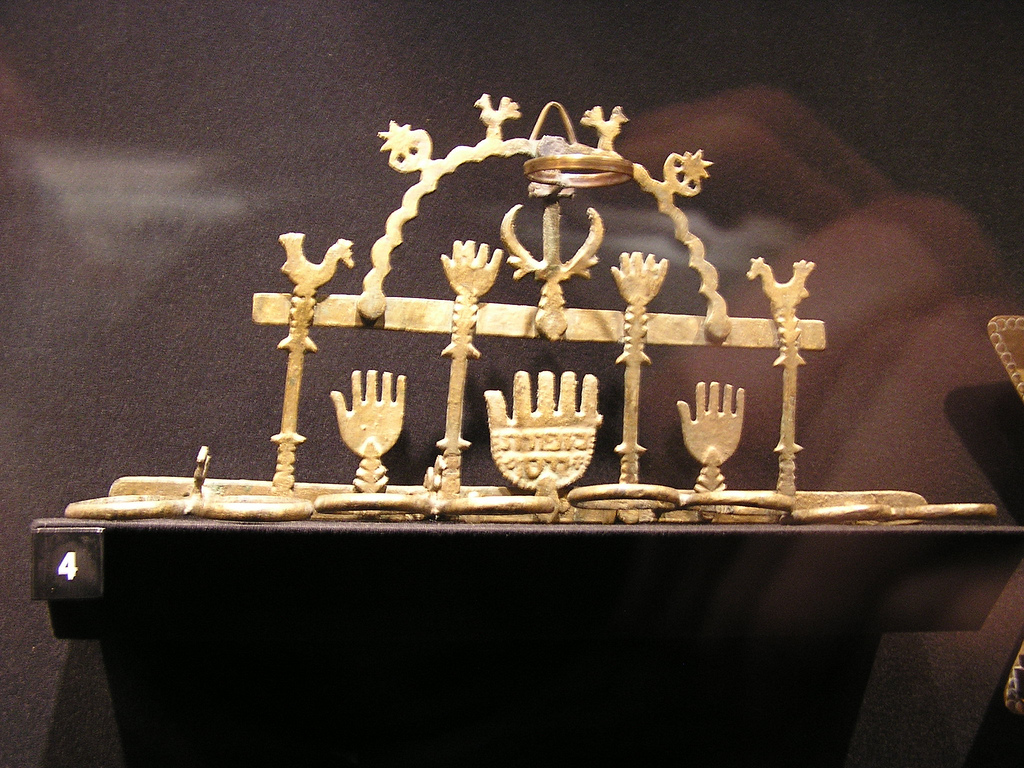
Yemen, siglo XVIII.
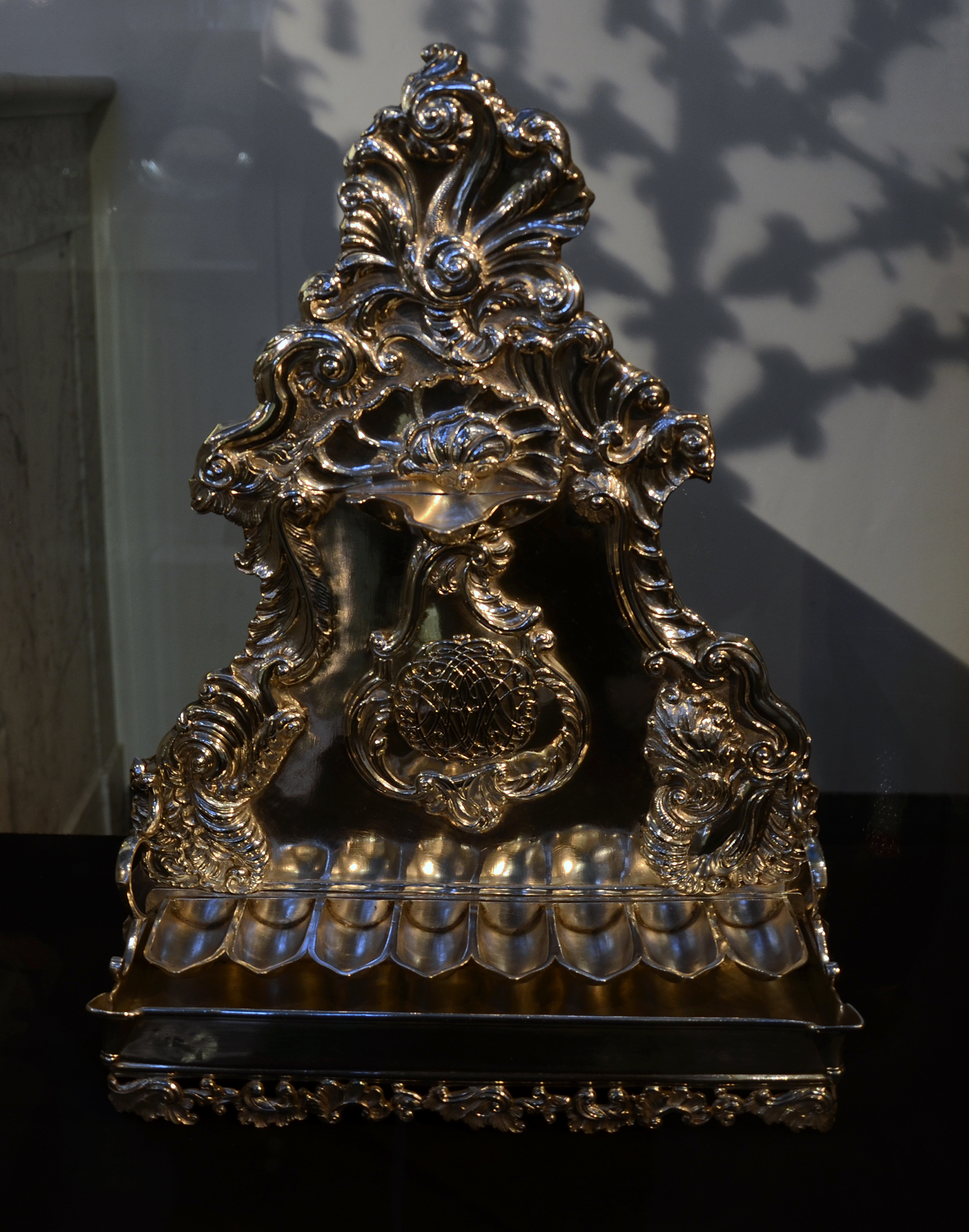
Holanda, 1751.
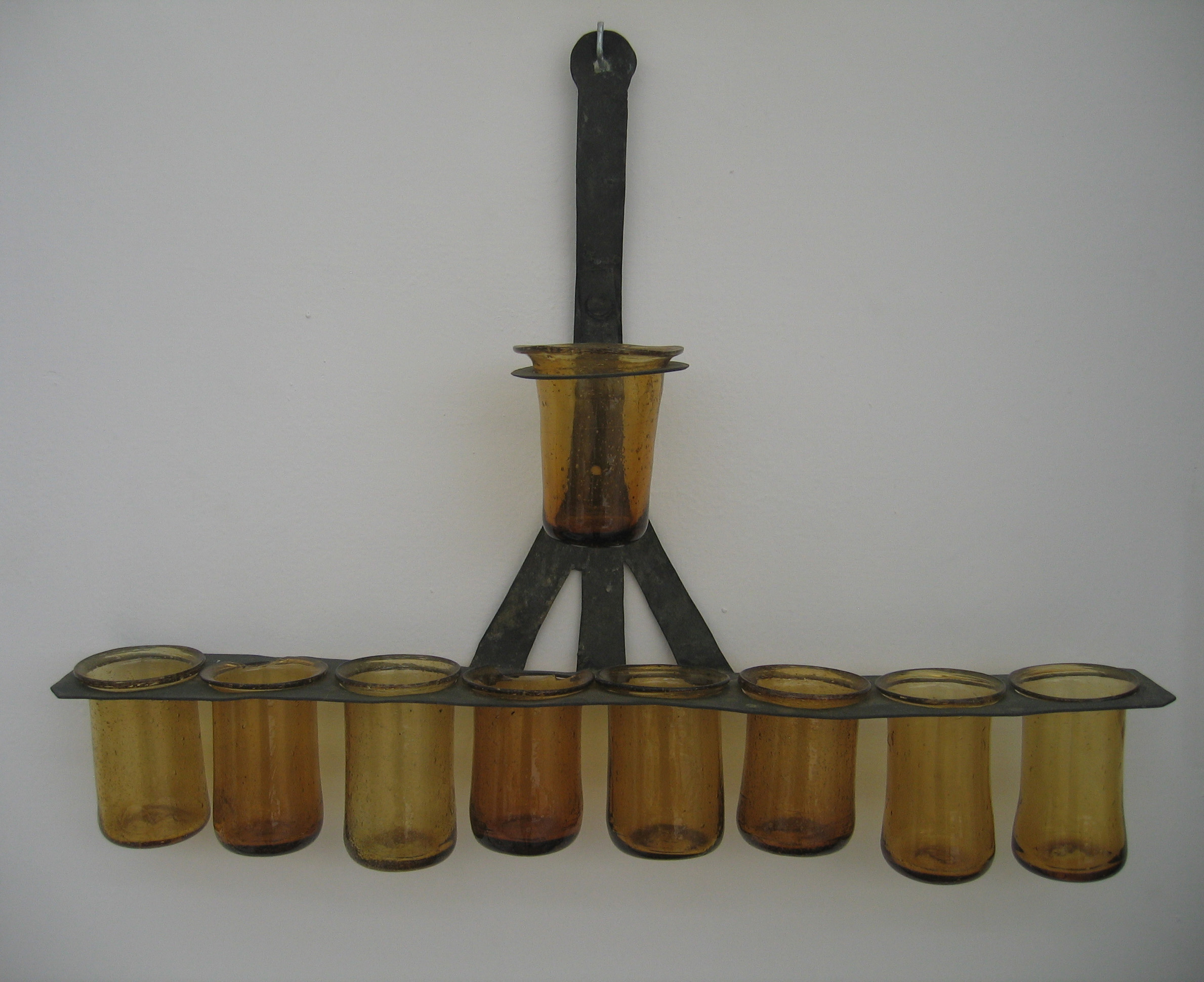
Marruecos, siglo XIX.
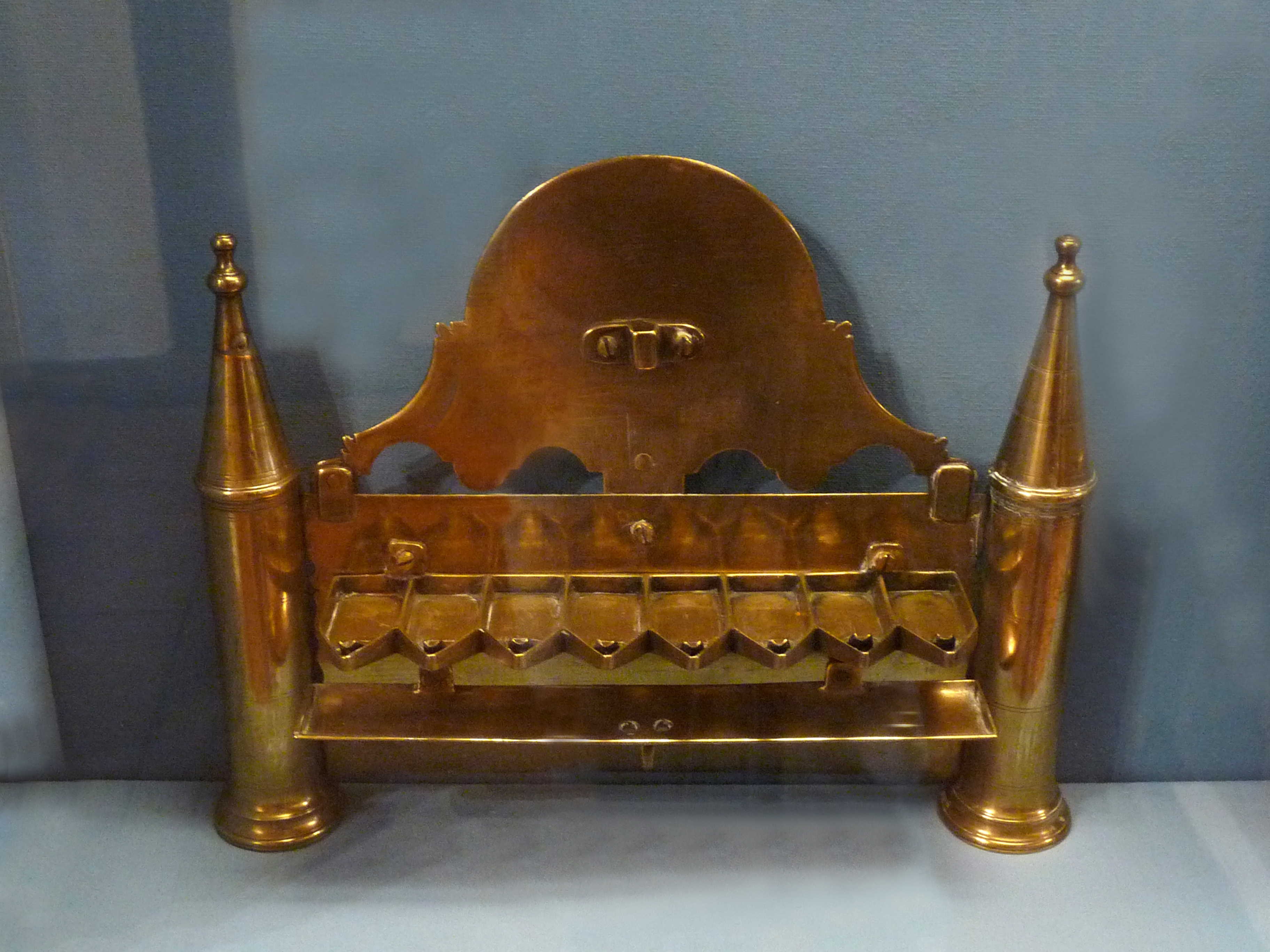
Francia, siglo XIX.
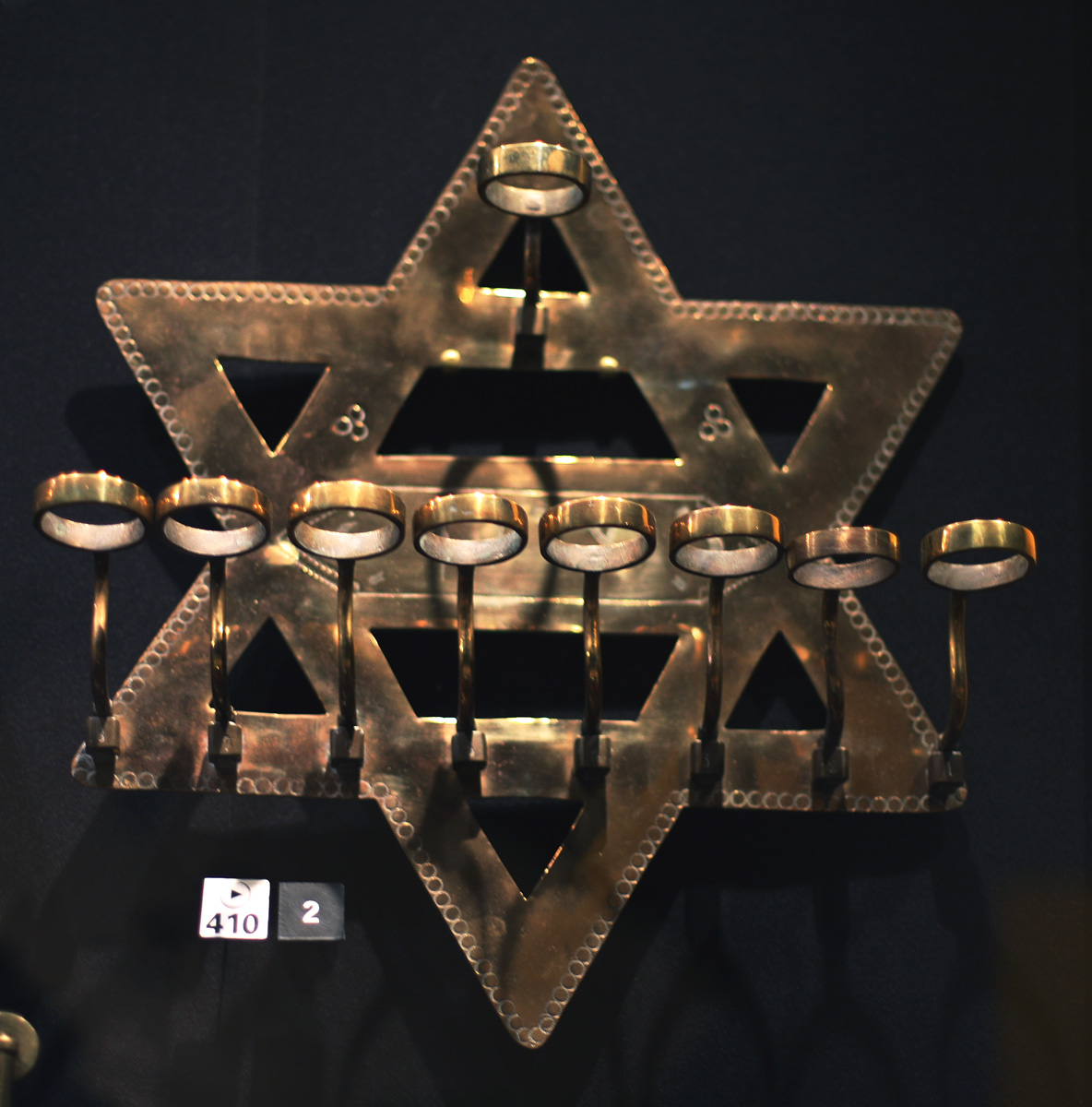
India, siglo XIX.
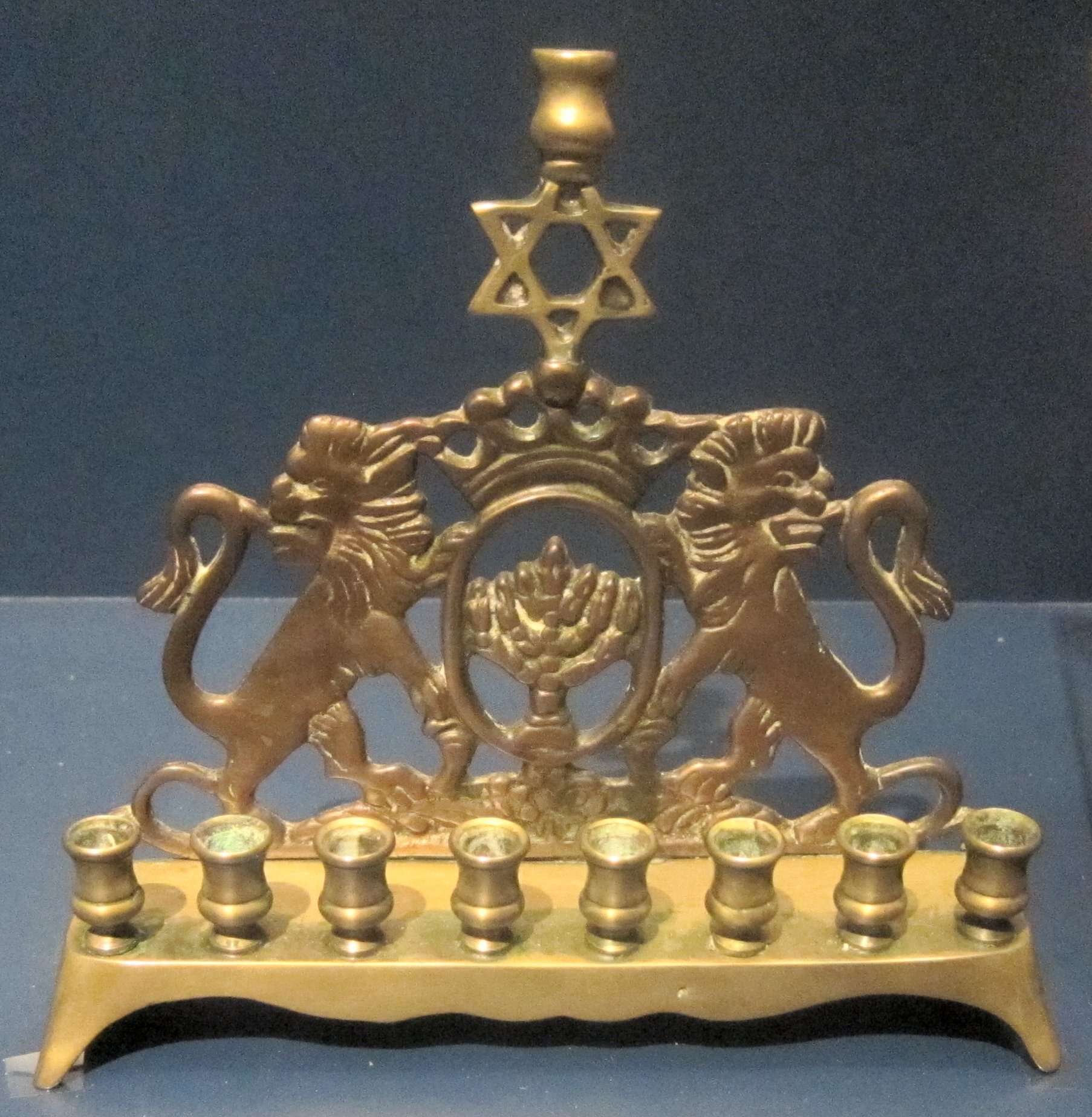
Rusia, 1890.
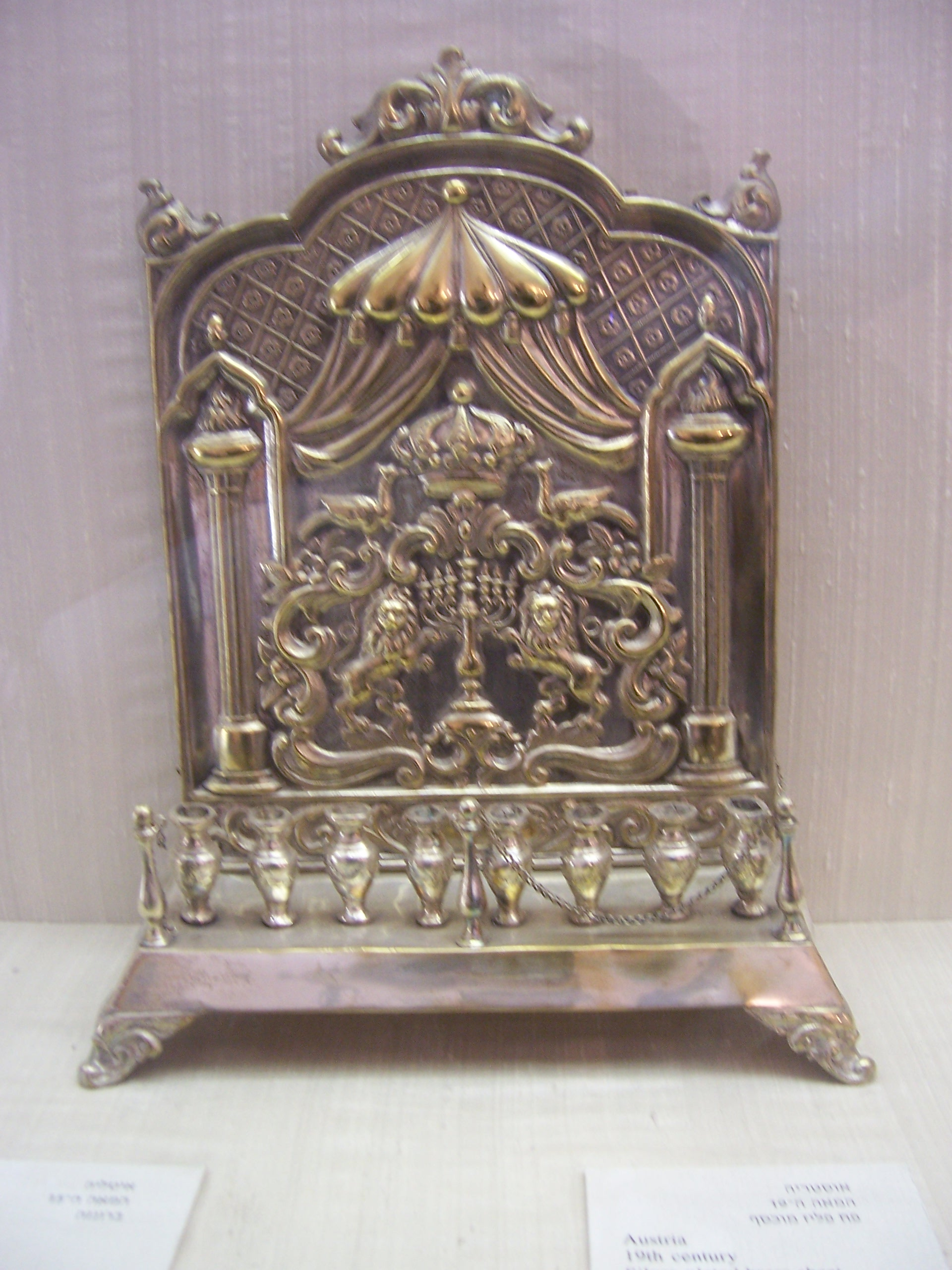
Israel, siglo XIX. Colección Beit Tijo, Jerusalén.
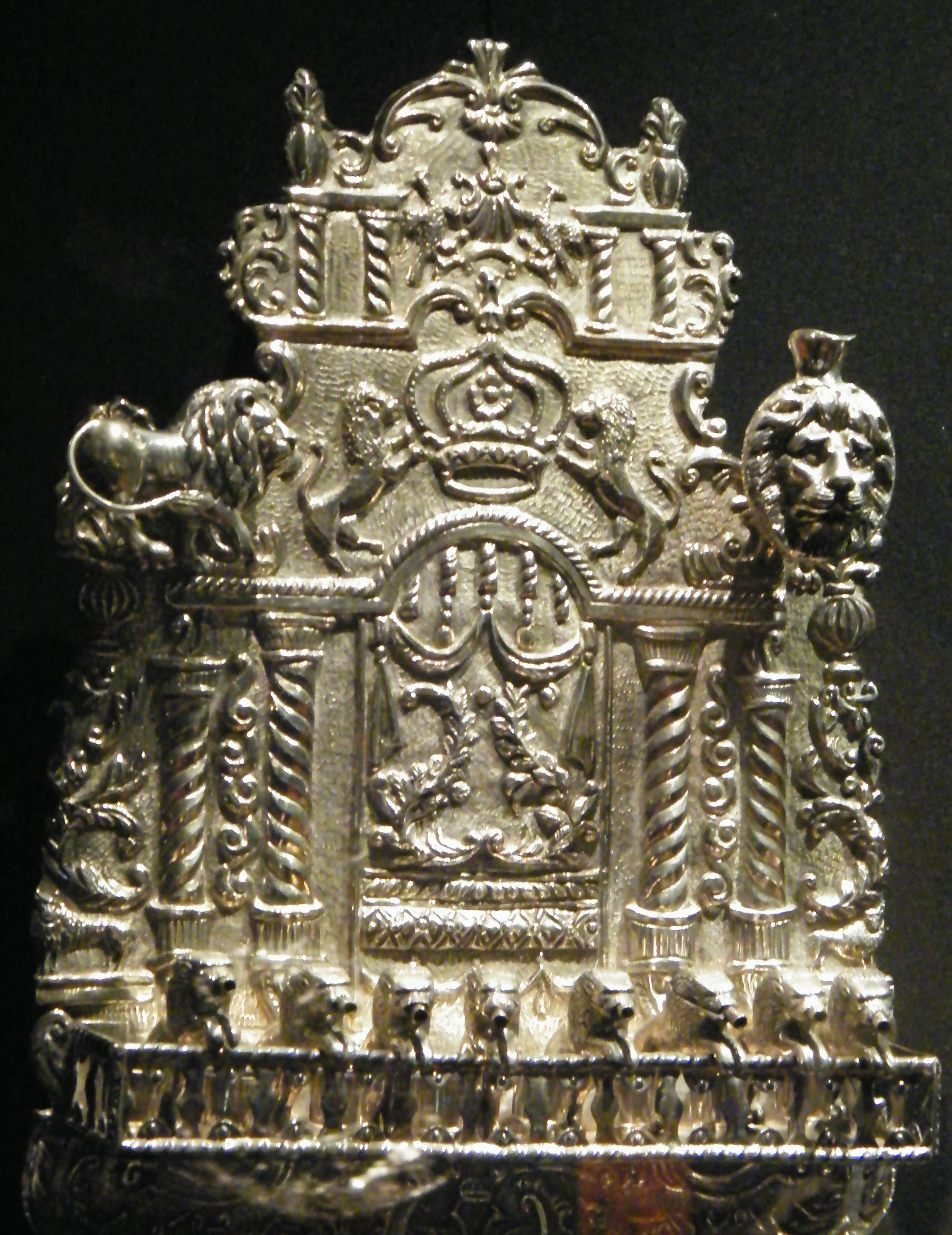
Perú, siglo XX.
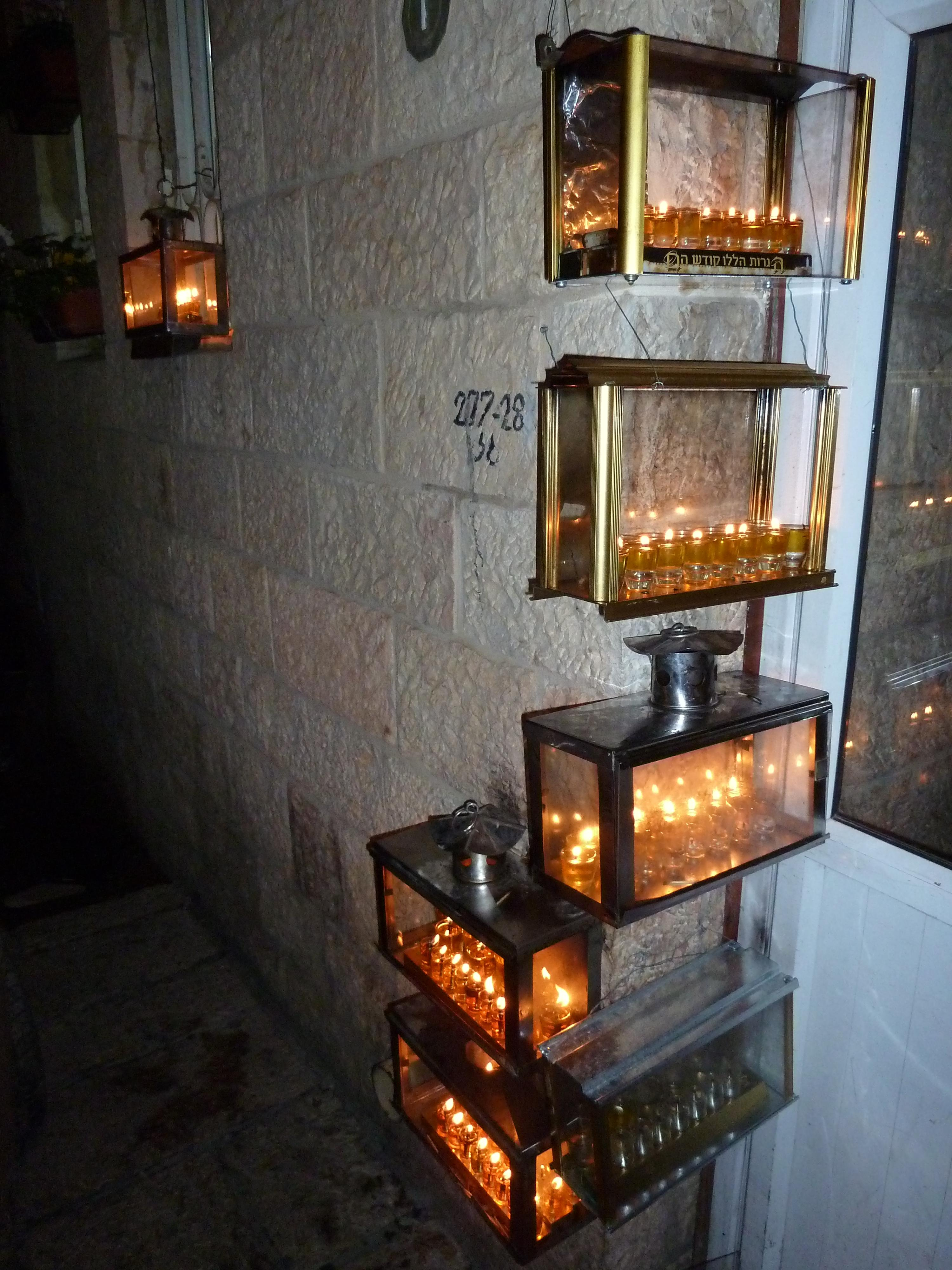
Israel, 2012.

## El candelabro hebreo y la tradición cristiana
La menorá suele hacerse presente en la tradición cristiana como un motivo que enlaza la fe mosaica y la fe cristiana. Entendida como un símbolo místico-cósmico, ella es representada en ámbitos tanto religiosos como profanos. Con todo, en ámbitos cristianos, la menorá —aunque poco frecuente— se manifiesta desde las postrimerías del Medioevo como simbólico del componente hebreo que, entre otros tantos, constituye un factor de inspiración e incluso contraste para la Iglesia: en la teología cristiana, la menorá es símbolo del judaísmo.
La presencia de ecos y variaciones de la menorá del Templo de Jerusalén en algunas iglesias cristianas constituye un símbolo de inclusión. Y, en el plano de la experiencia religiosa, el candelabro de los siete brazos expresa un deseo tanto de iluminación como de esperanza y continuidad. 
En ciertos casos la menorá figura en algunas iglesias, donde además es posible observarla durante la celebración eucarística. 

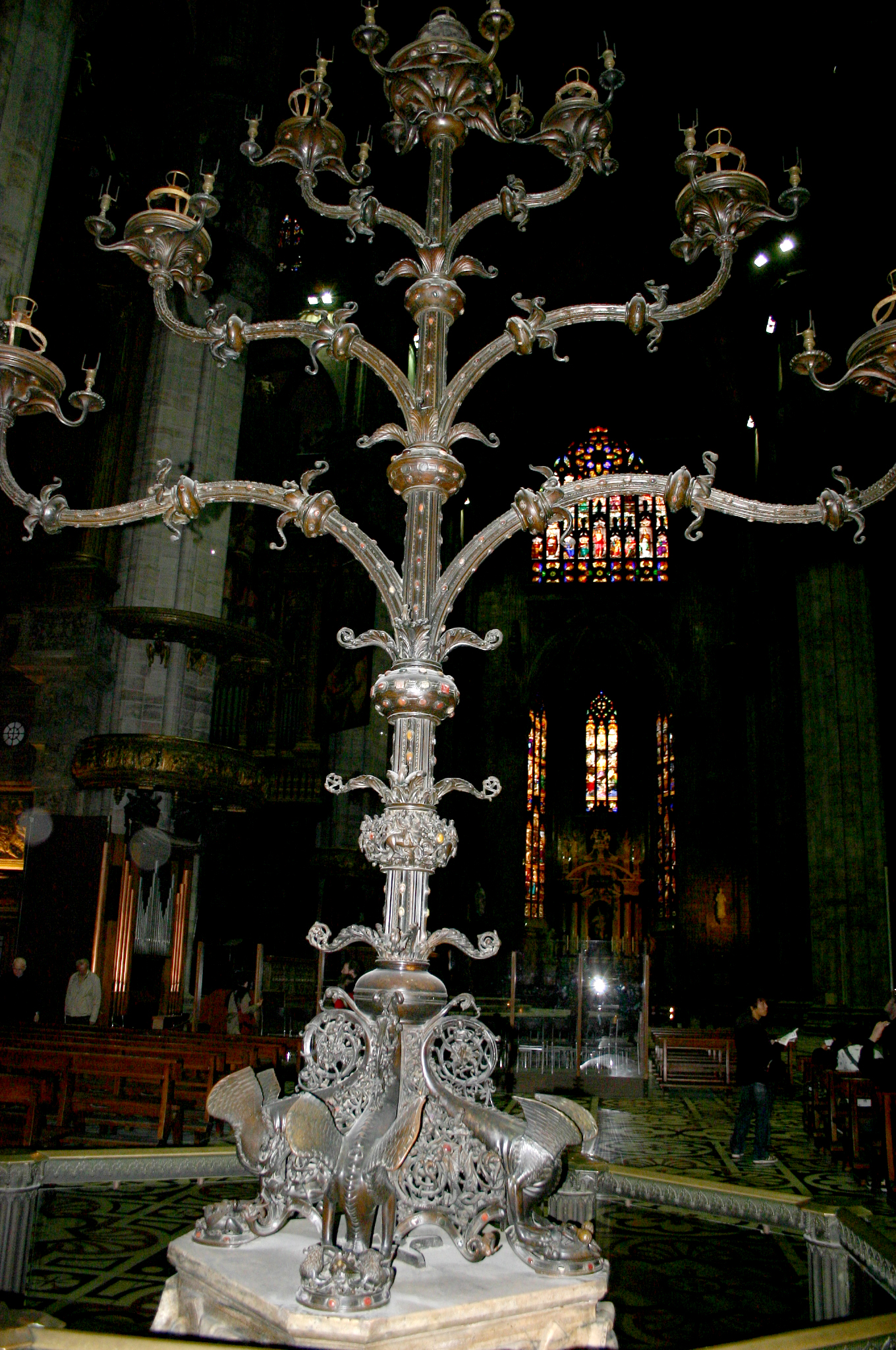
Nicolás de Verdún (?), Candelabro Trivulzio, bronce, c. 1200-1225. Catedral de Milán, Italia.
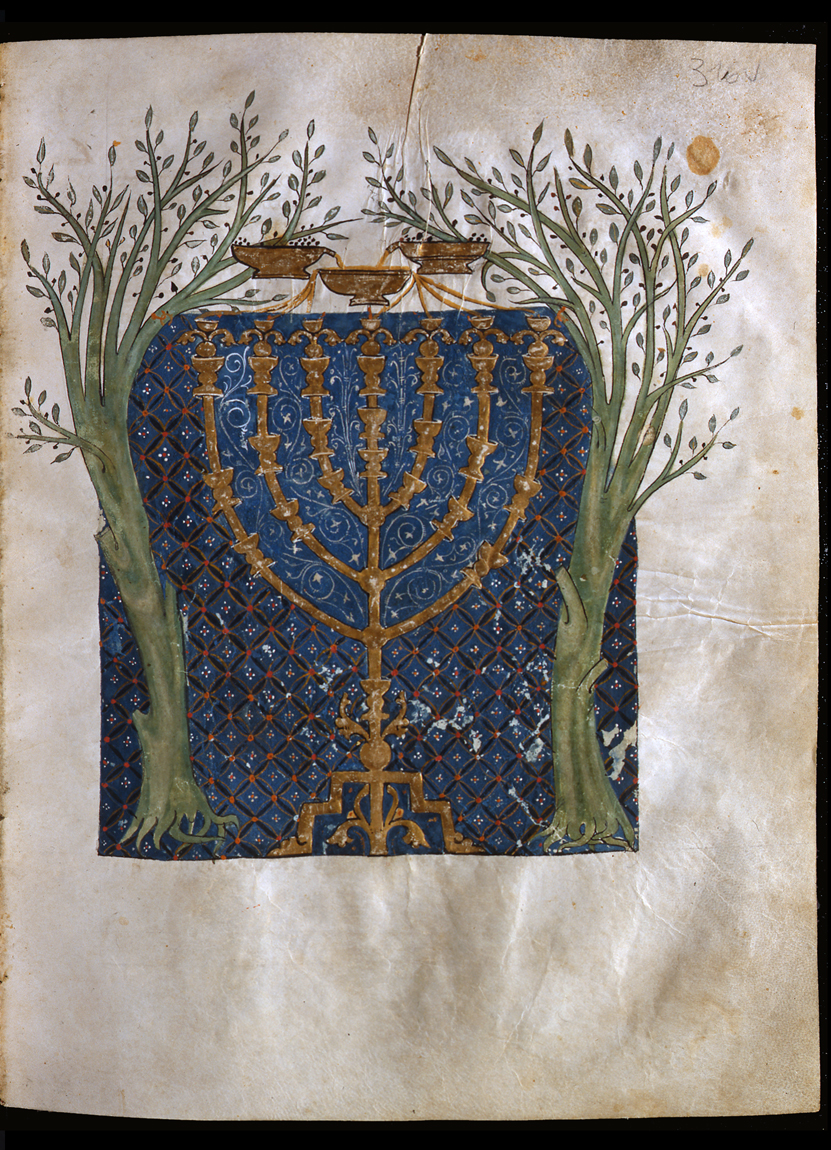
Biblia de Cervera, manuscrito sefardí, 1299-1300, fol. 316v: Menorá de la visión de Zacarías. Biblioteca Nacional de Portugal.
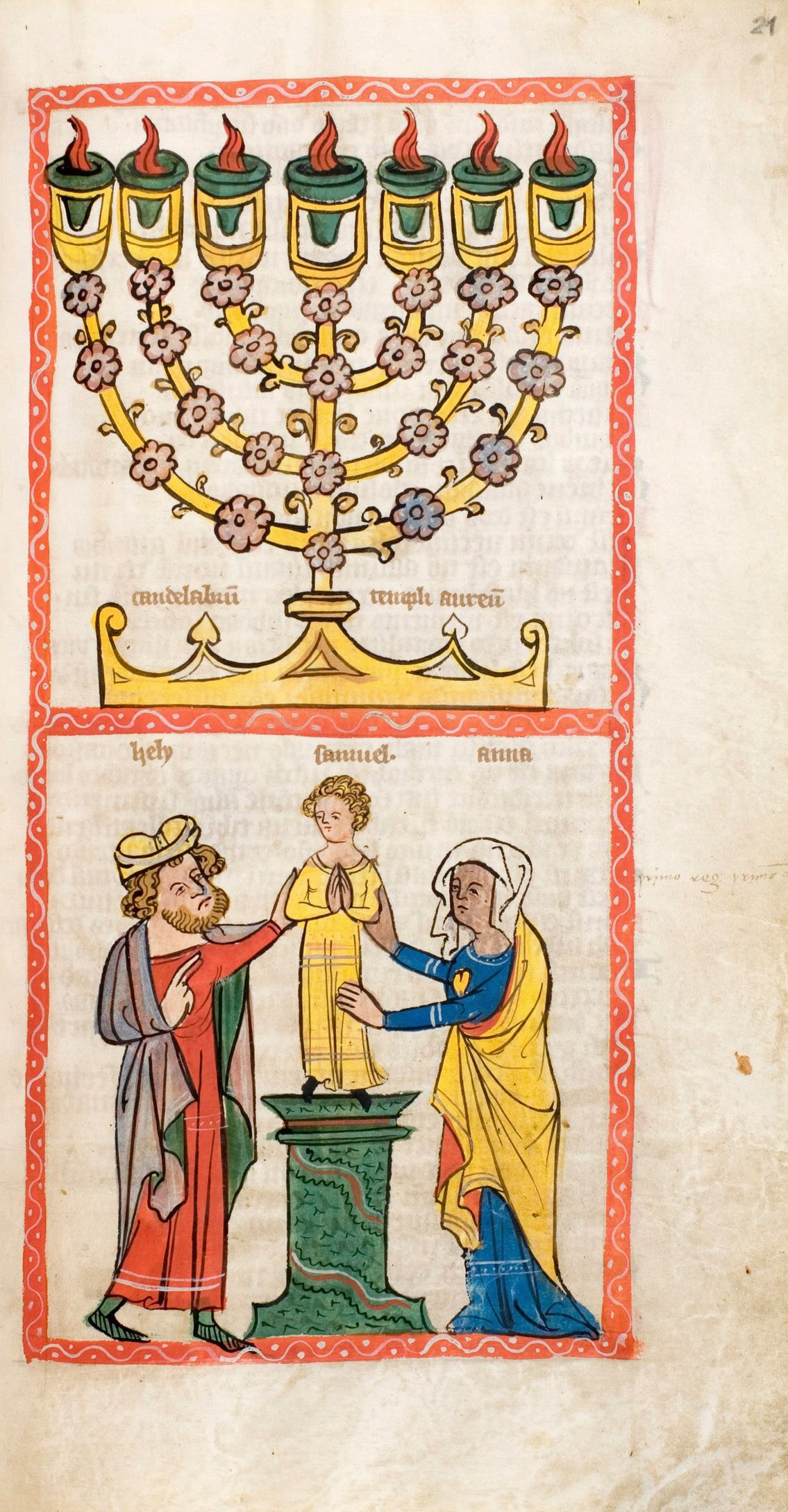
Speculum Humanae Salvationis, Colonia, c. 1360.
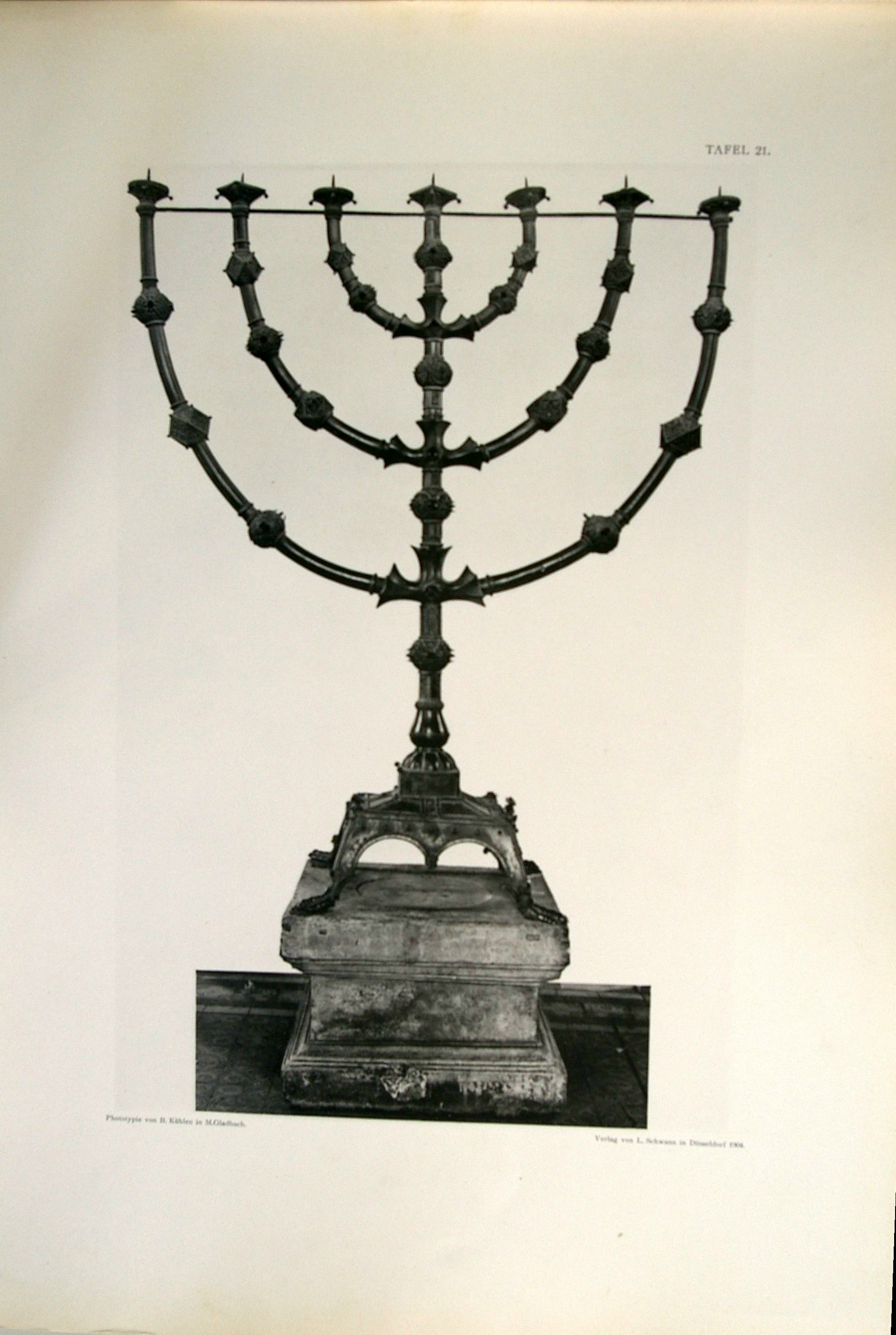
Iglesia de Essen, Alemania (Georg Humanns, Die Kunstwerke der Münsterkirche zu Essen, Düsseldorf, 1904).
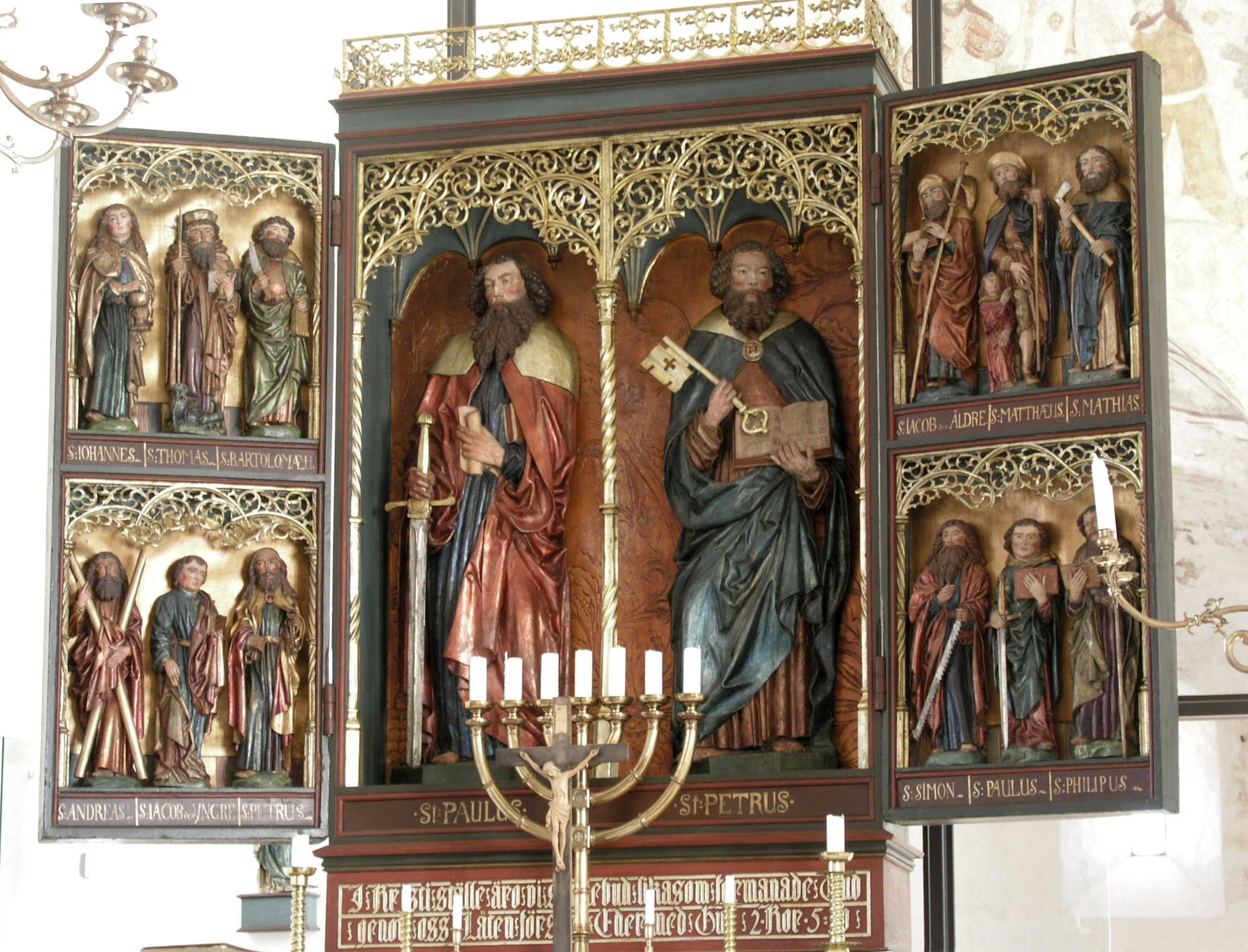
Menorá junto al Retablo de la Iglesia de Valleberga, Skåne, Suecia.
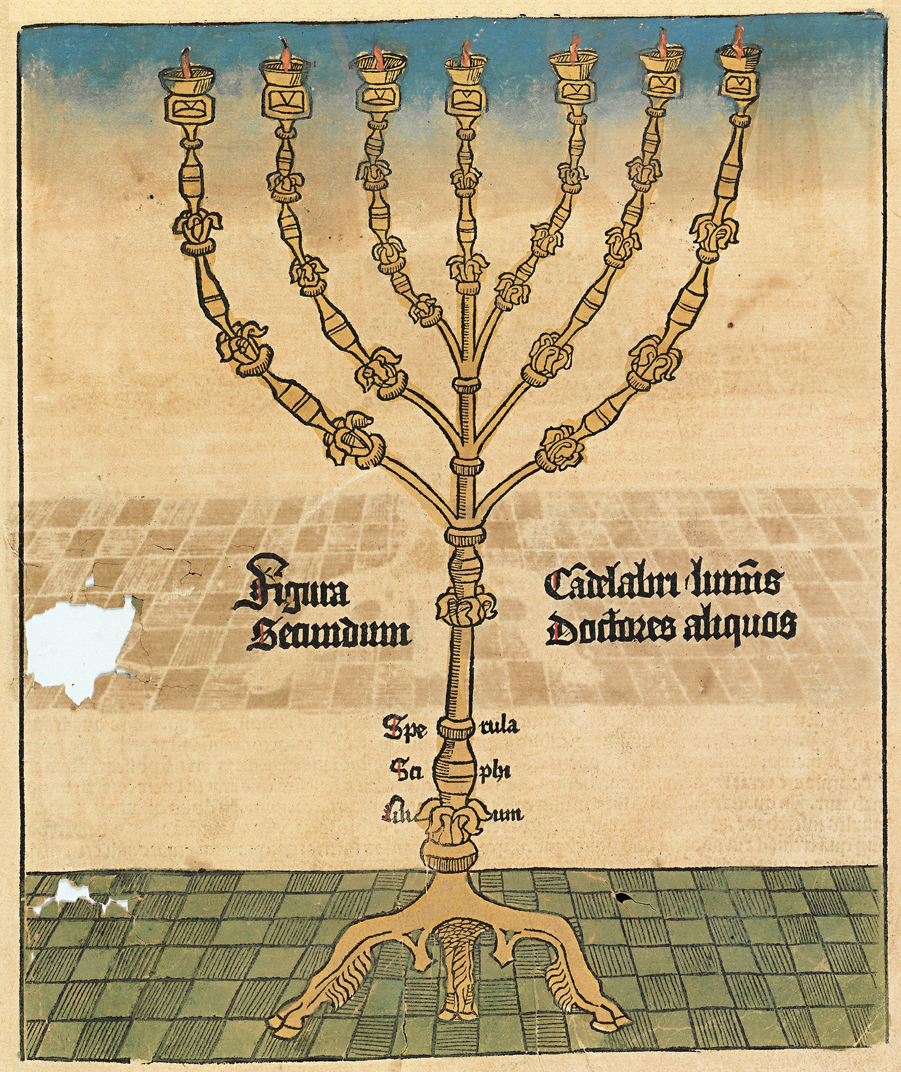
Hartmann Schedel, Las Crónicas de Núremberg, 1493, fol. 32r.
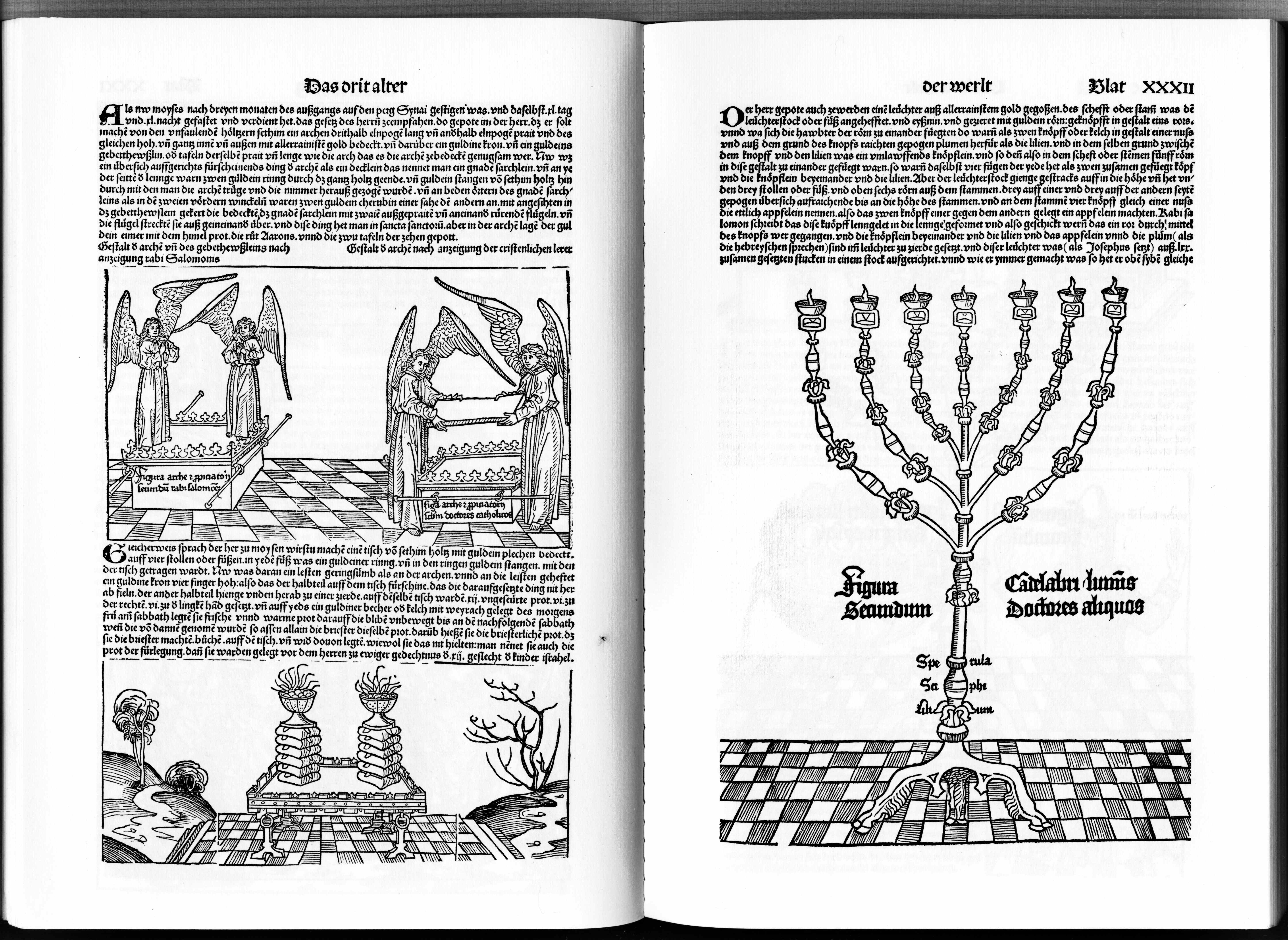
Ídem., el Arca de la Alianza y la Menorá.
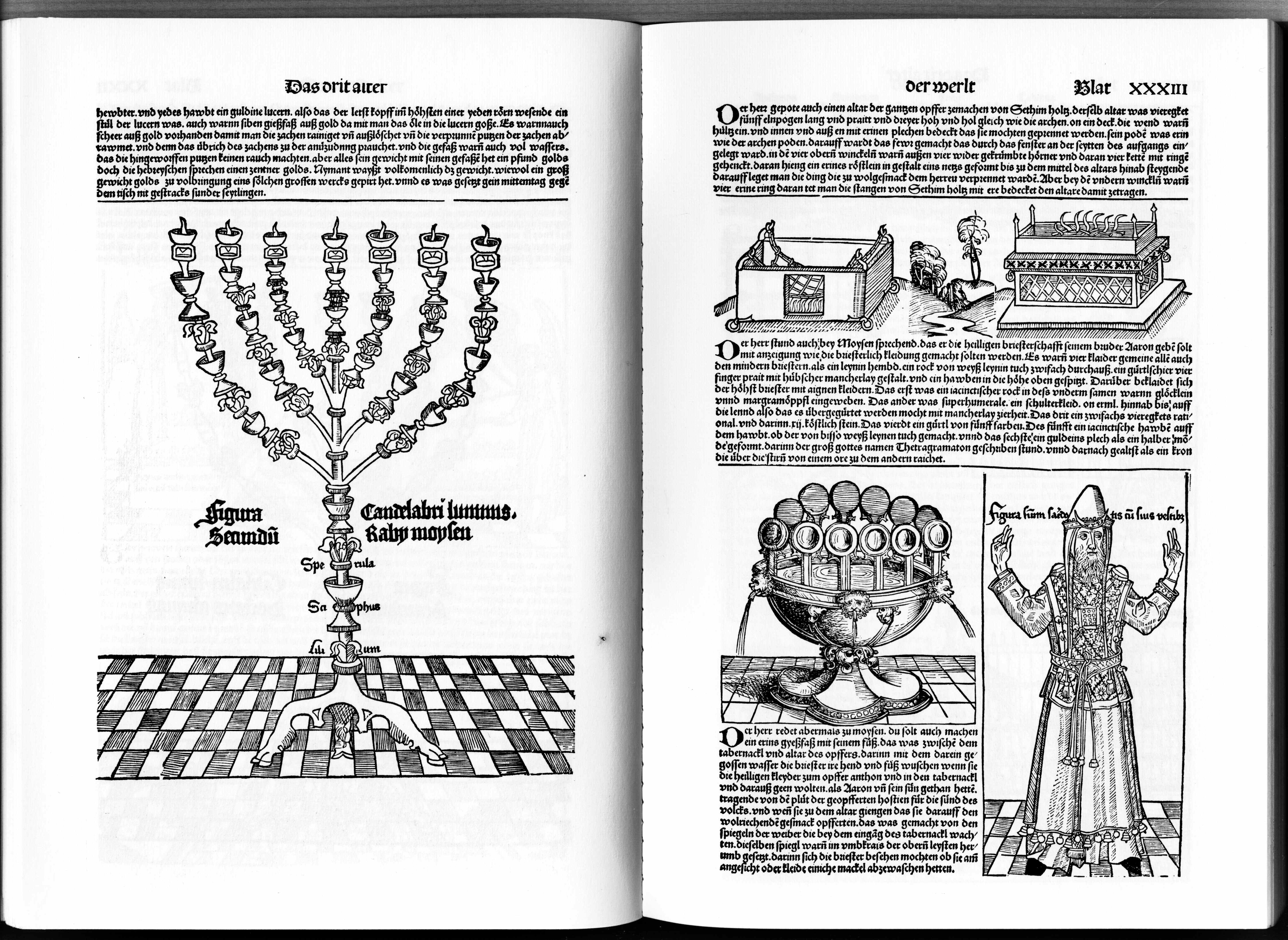
Ídem, la Menorá, los Utensilios y el Sumo sacerdote de Israel.
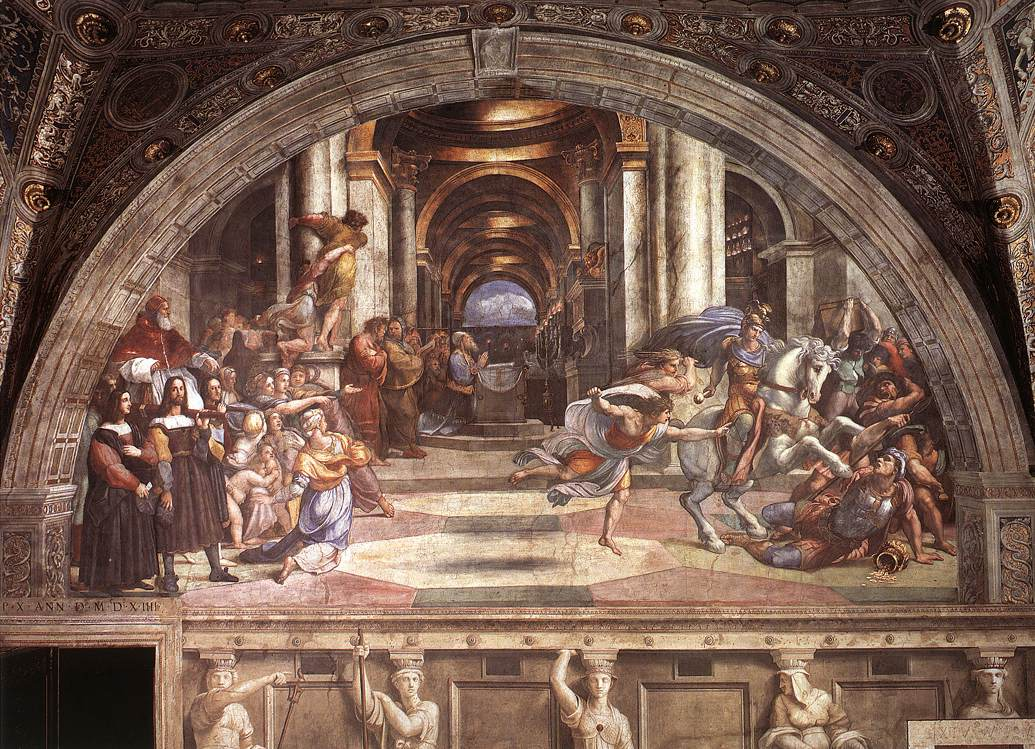
Rafael, La expulsión de Heliodoro del Templo, fresco, 1511-1512. Museos Vaticanos, Roma.
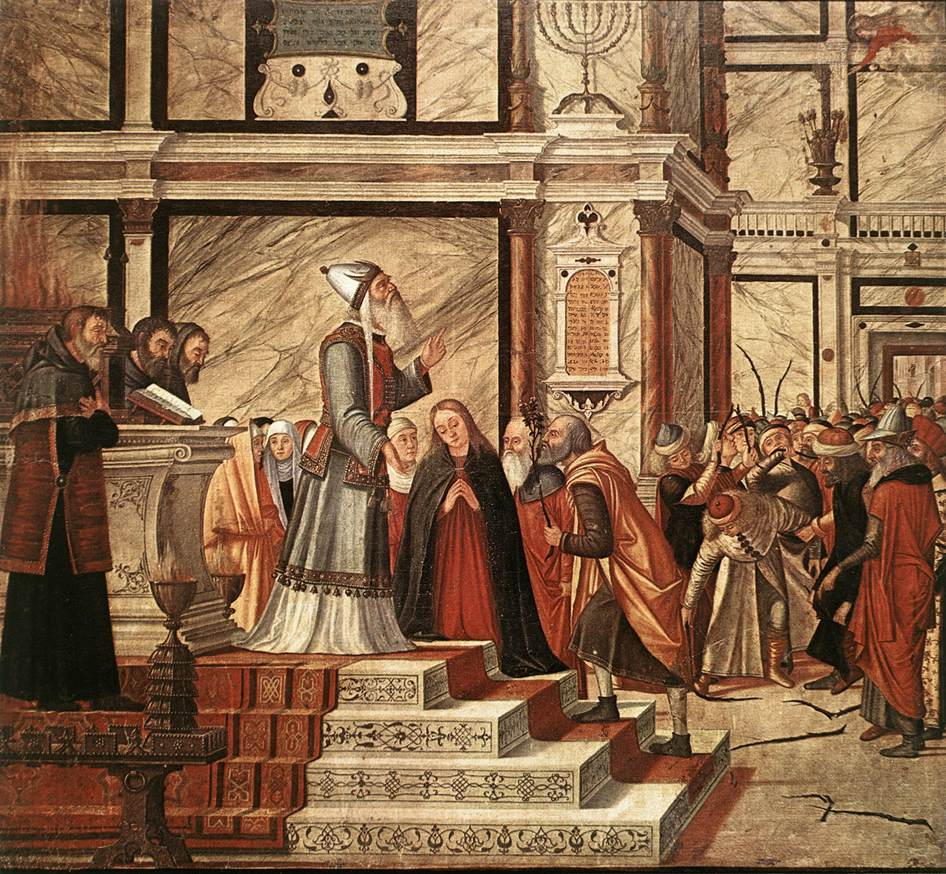
Vittore Carpaccio, Milagro de la vara florida, fresco, 1504-1508. Pinacoteca de Brera.
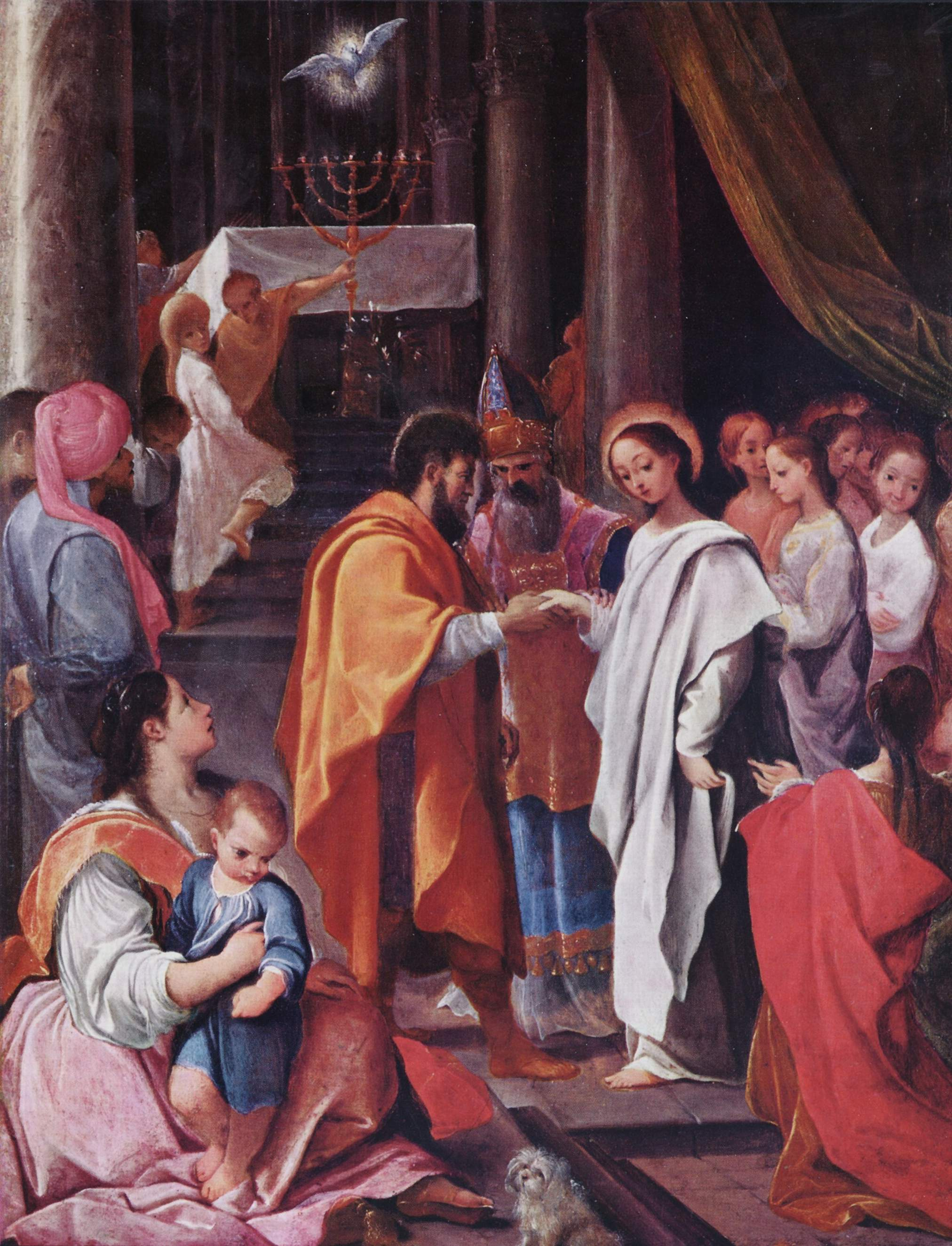
Ludovico Carracci, Esponsales de la Virgen, 1587. Colección P. Pouncey.
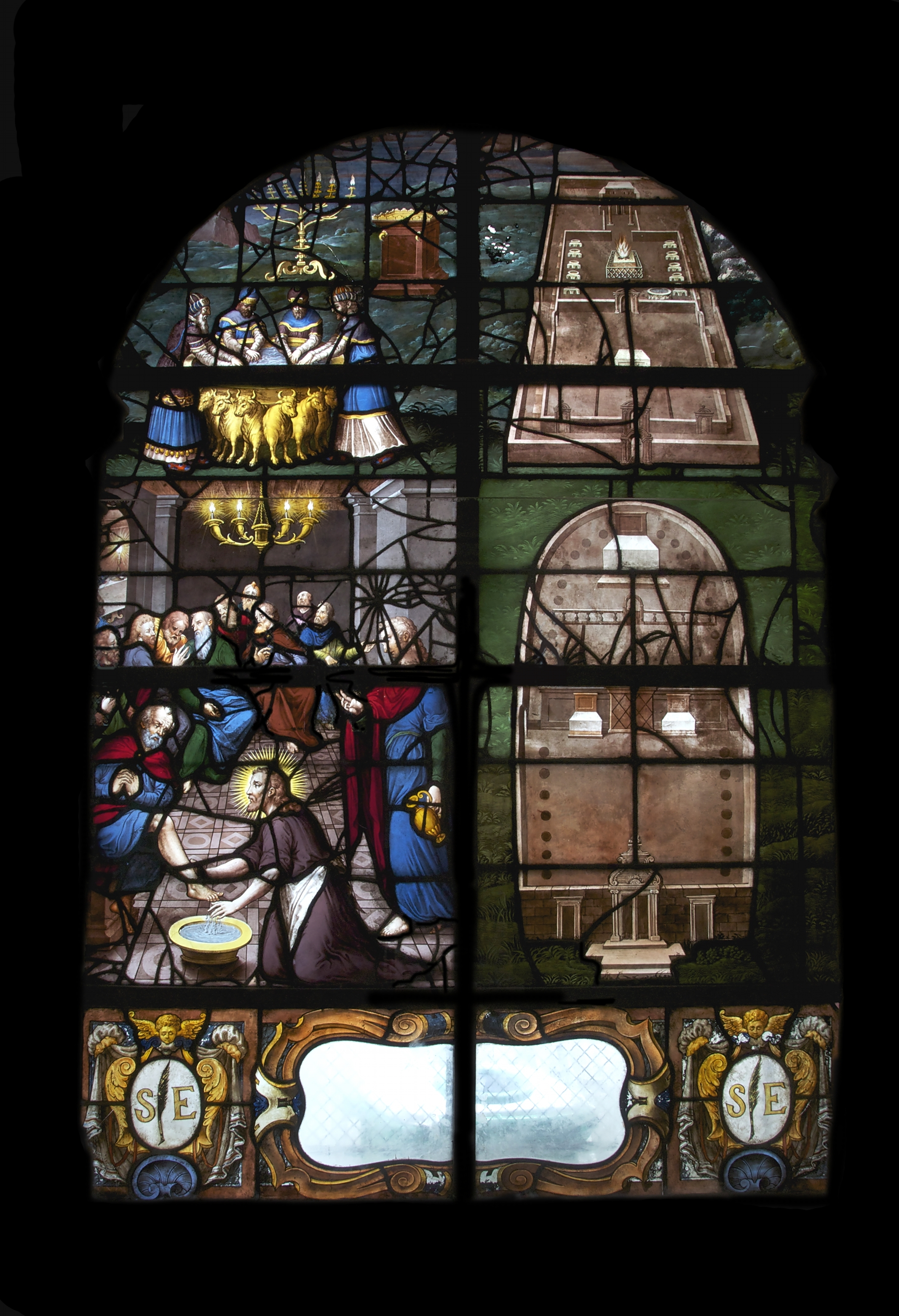
Vitral analógico, siglo XVII. Iglesia Saint Etienne du Mont, París.
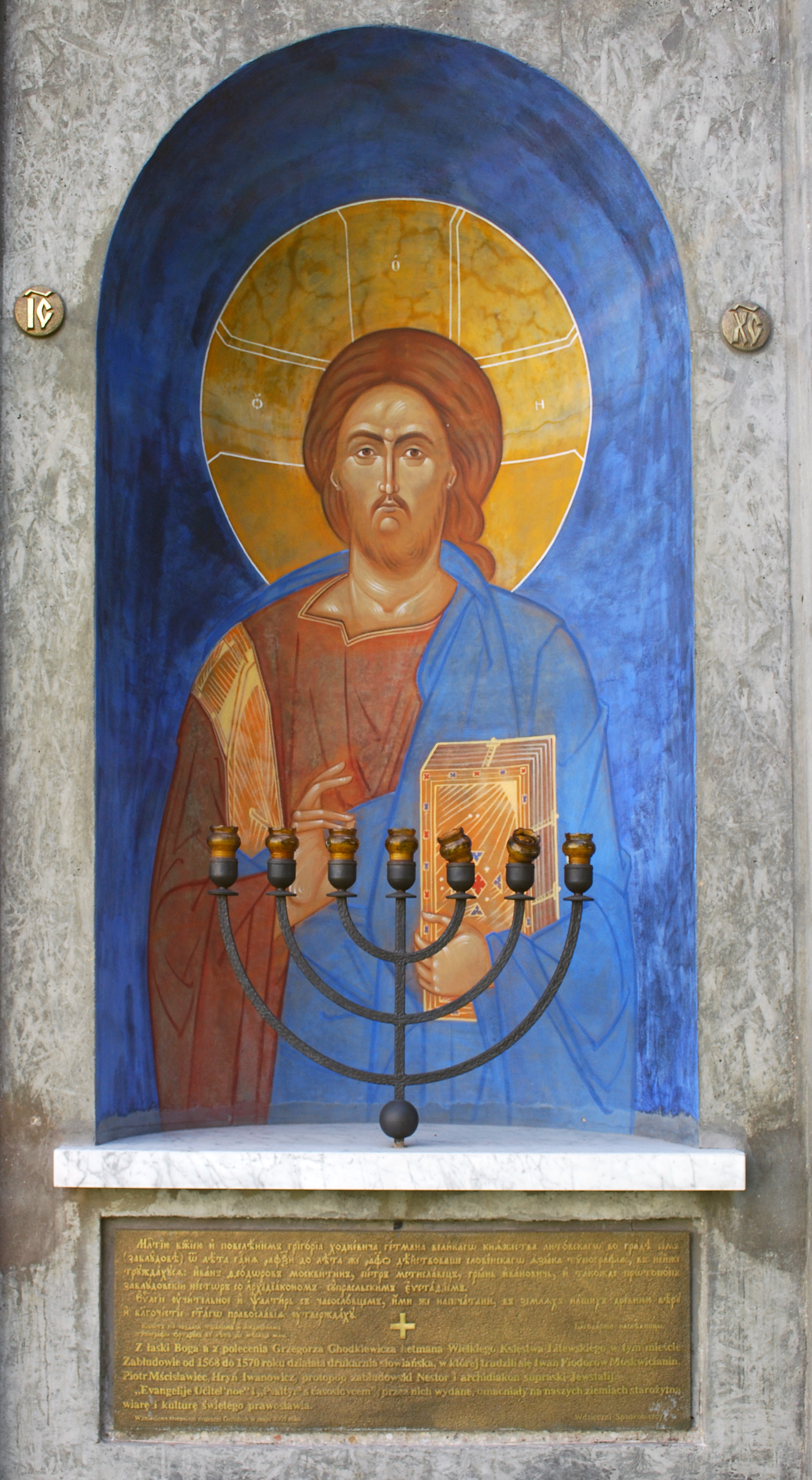
Menorá del Cristo Pantocrator. Iglesia ortodoxa de Zabłudów, Polonia.
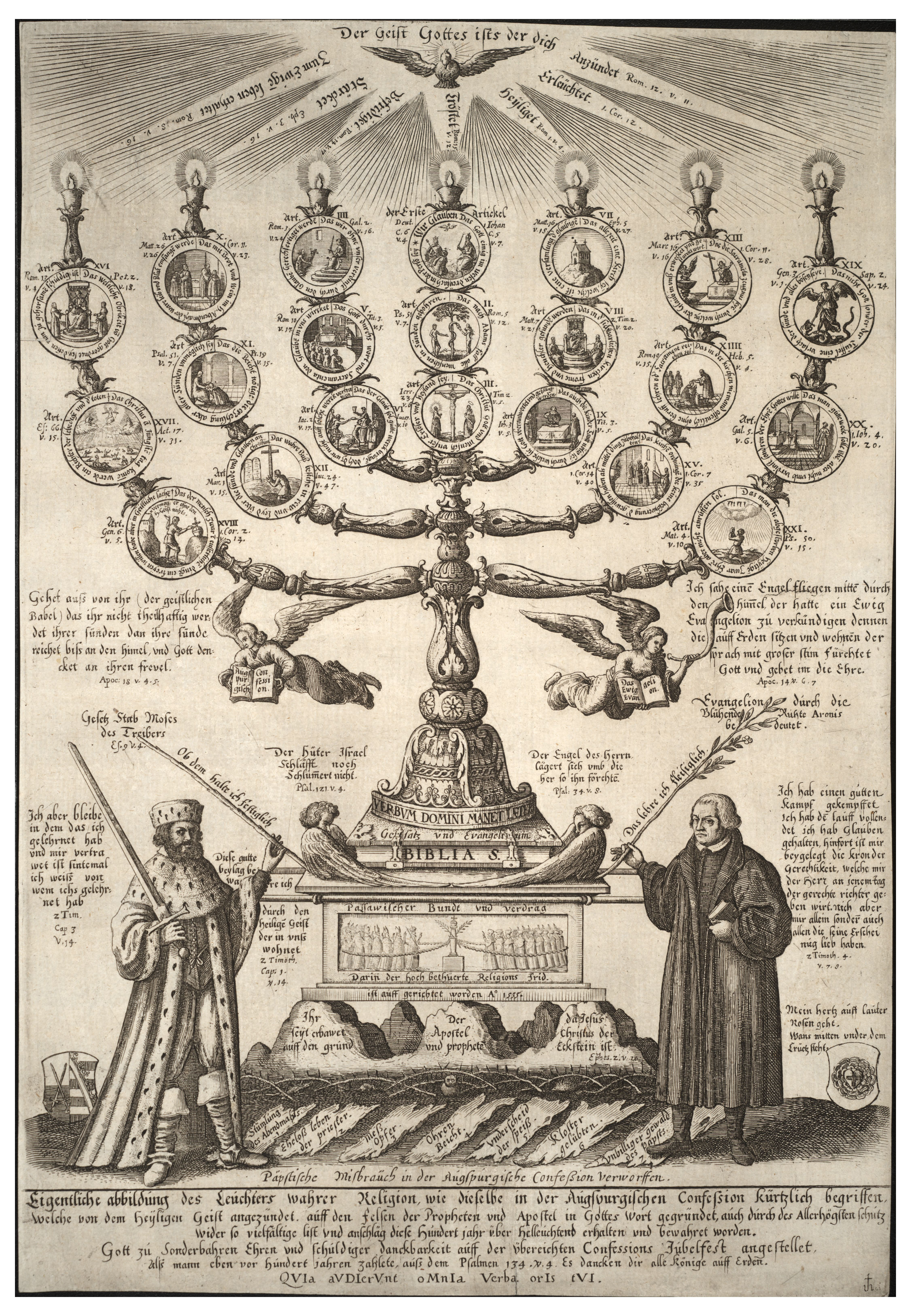
Wenceslaus Hollar, Confesiones de Augsburgo, siglo XVII. Universidad de Toronto, Canadá.
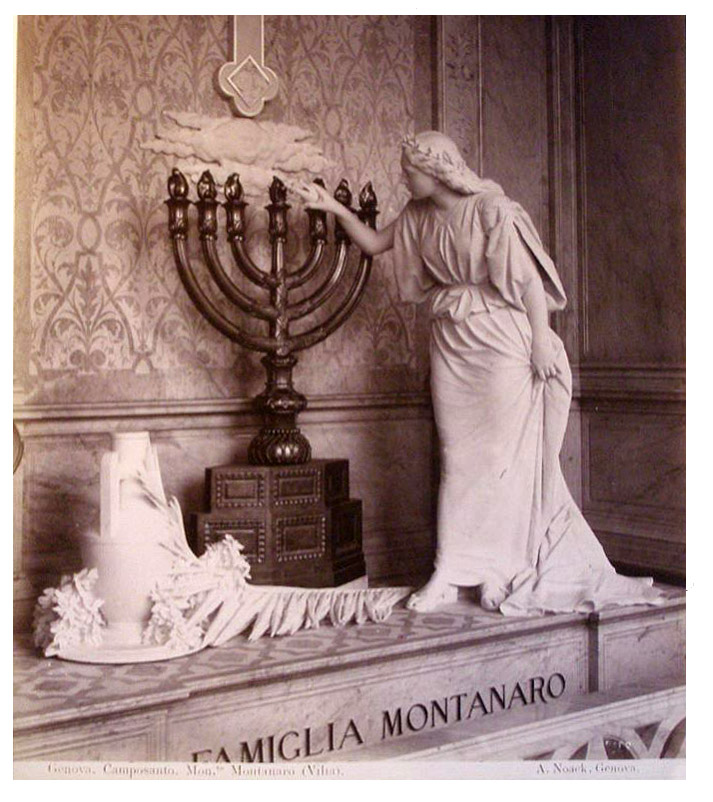
Alfred Noack, Mausoleo Montanaro, Cementerio de Génova, c. 1880.
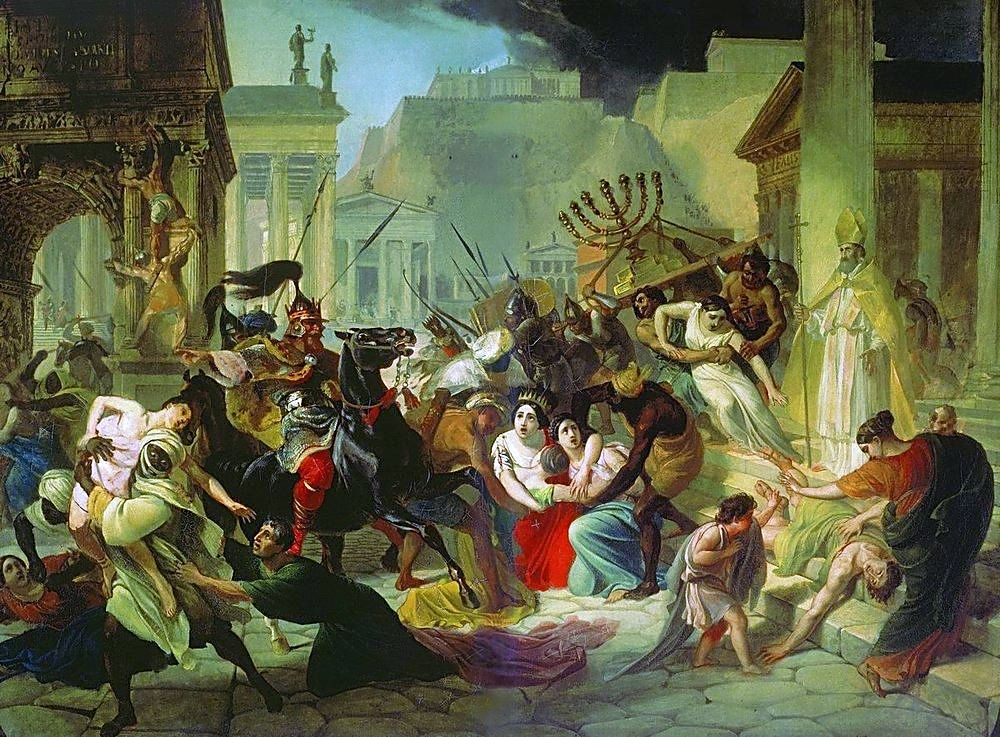
Saqueo de Roma por los bárbaros en 455 d.C. Óleo por Karl Bruillov, siglo XIX. Galería Tretyakovy, Moscú. El cuadro incluye la menorá, proveniente del Templo de Jerusalén.
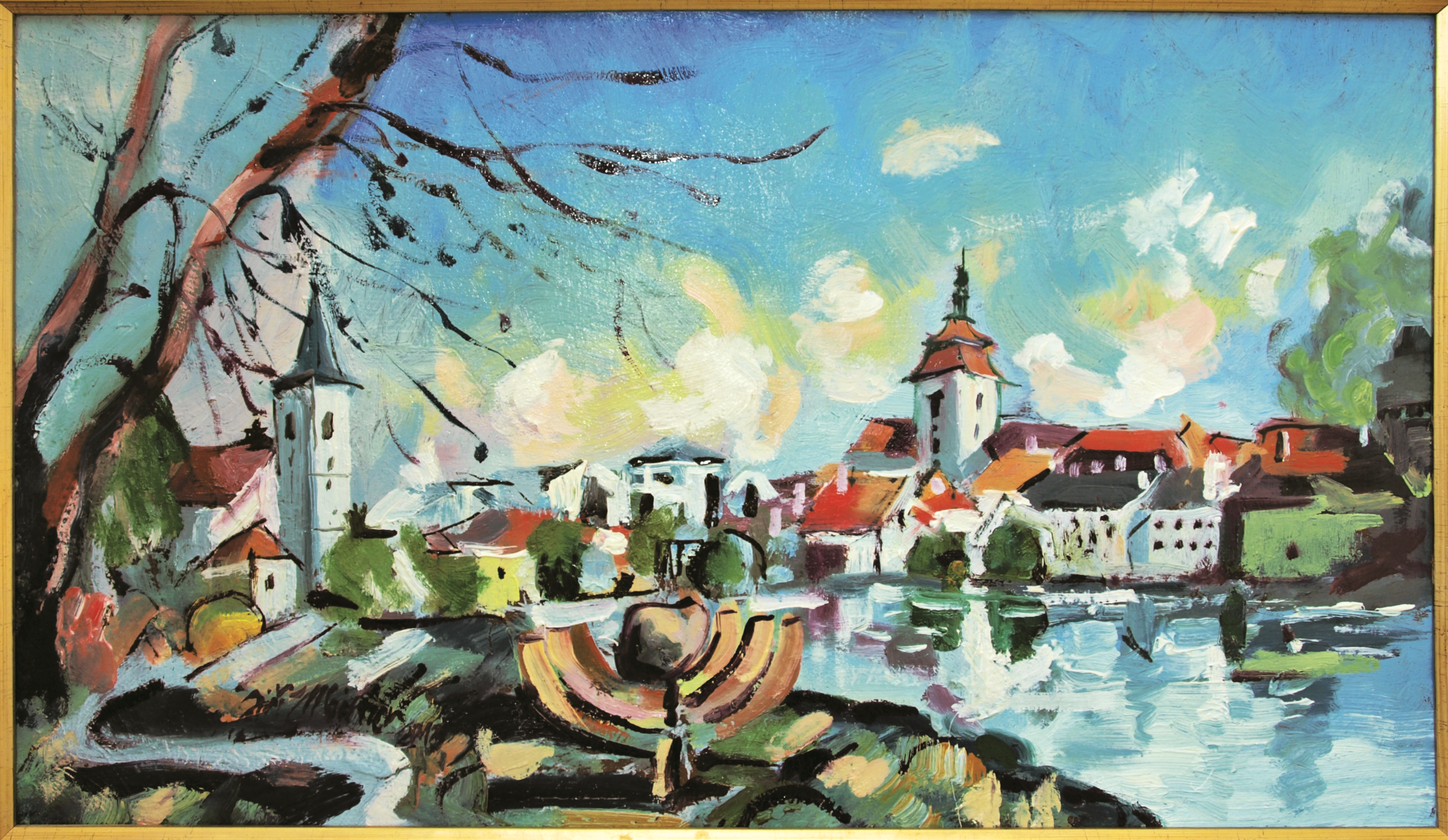
Jiří Meitner, Paisaje de Strakonice con Menorá (entre el Castillo de Strakonice y la Iglesia de Santa Margarita), óleo, 2013. Iglesia de San Prokop, Strakonice, República Checa.
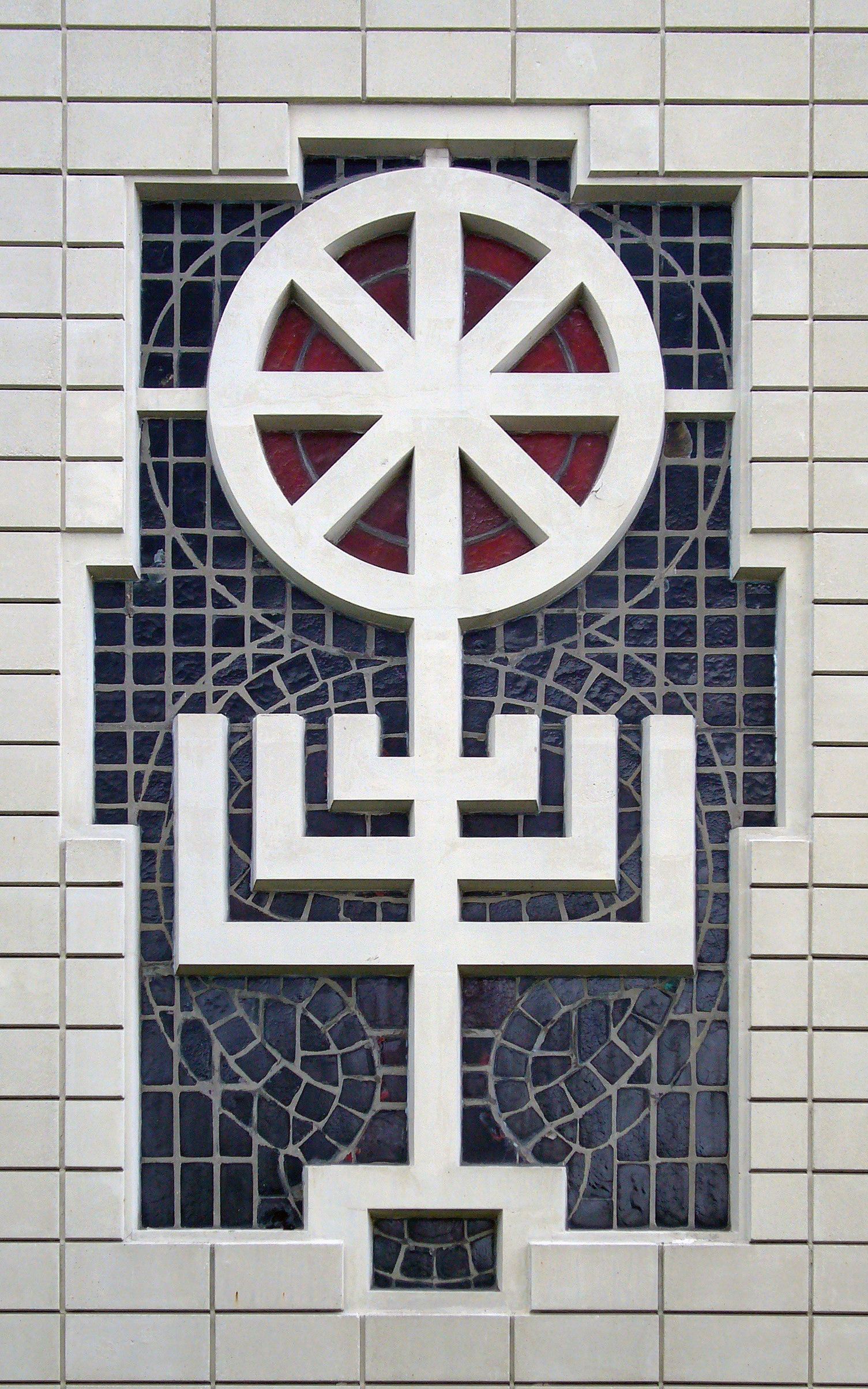
Iglesia Hendriksholm, Rødovre, Dinamarca, 2007.
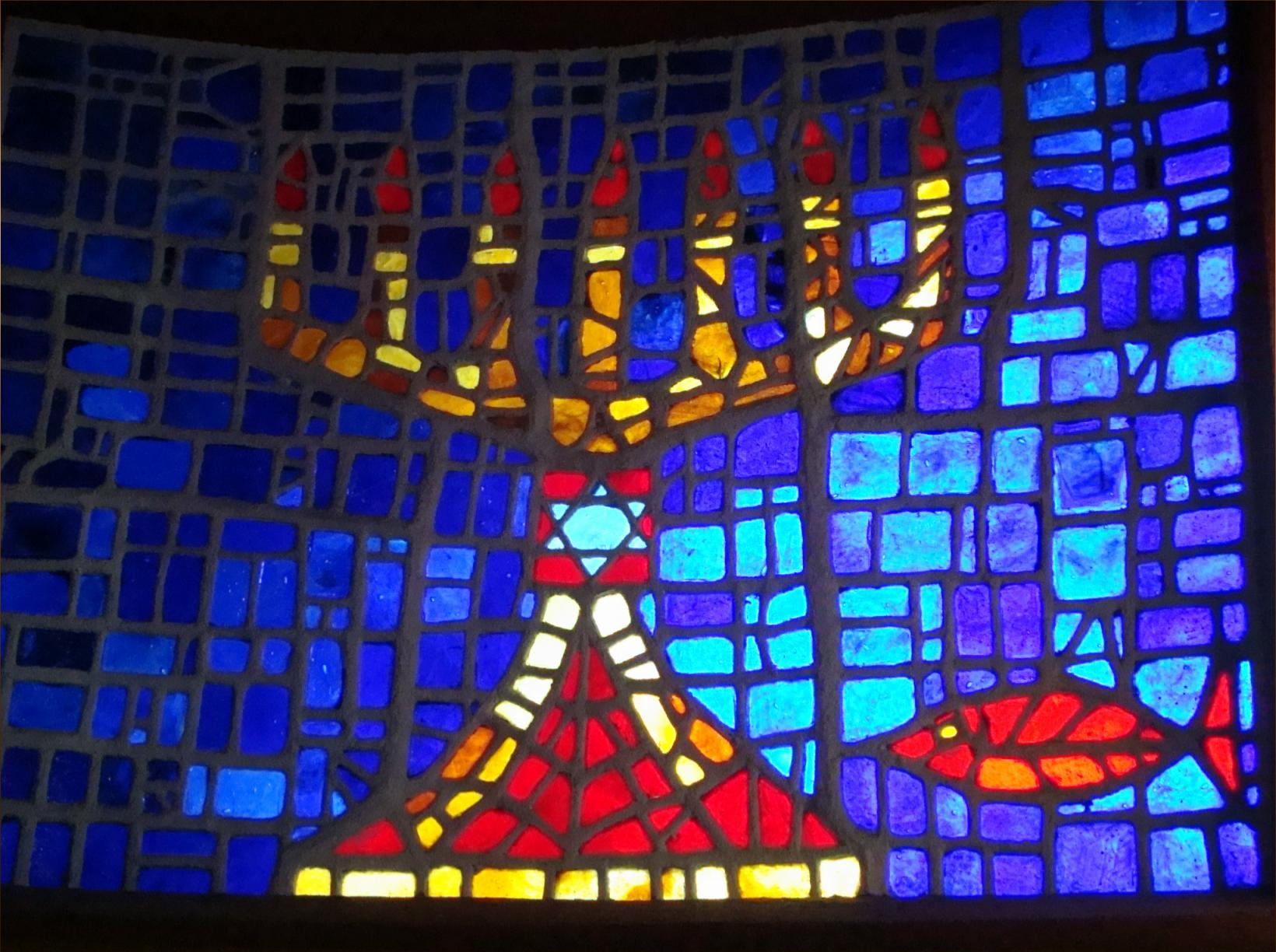
Menorá y Pez. Vitral en Iglesia de los Santos Reyes, Ciudad de México, 2009.
Bandera de la independiente Iglesia ni Cristo, Filipinas.

## Véase también

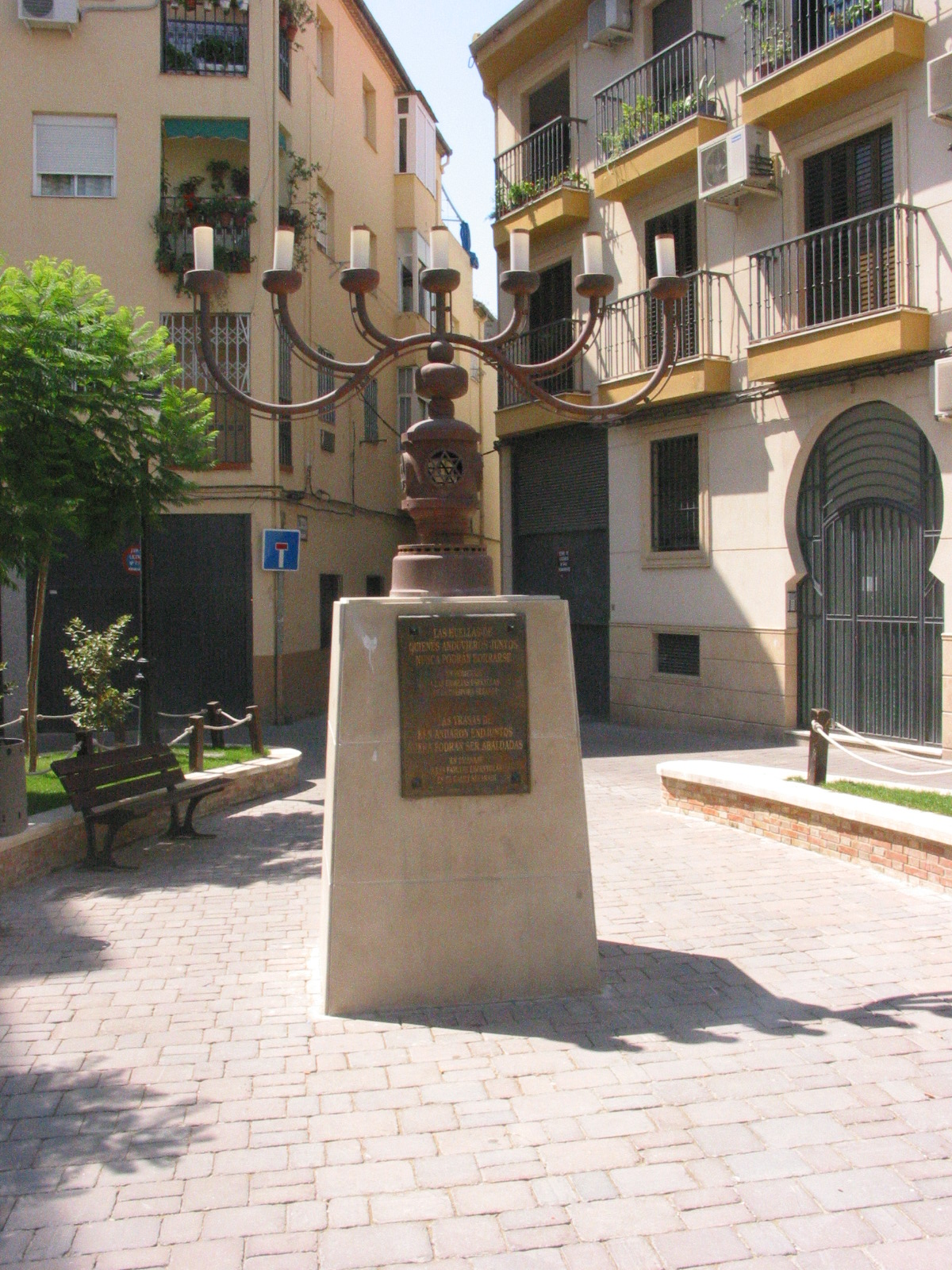
Menorá de la Plaza de los Huérfanos, Jaén, en homenaje a las familias de la diáspora sefardí.